# Djabe

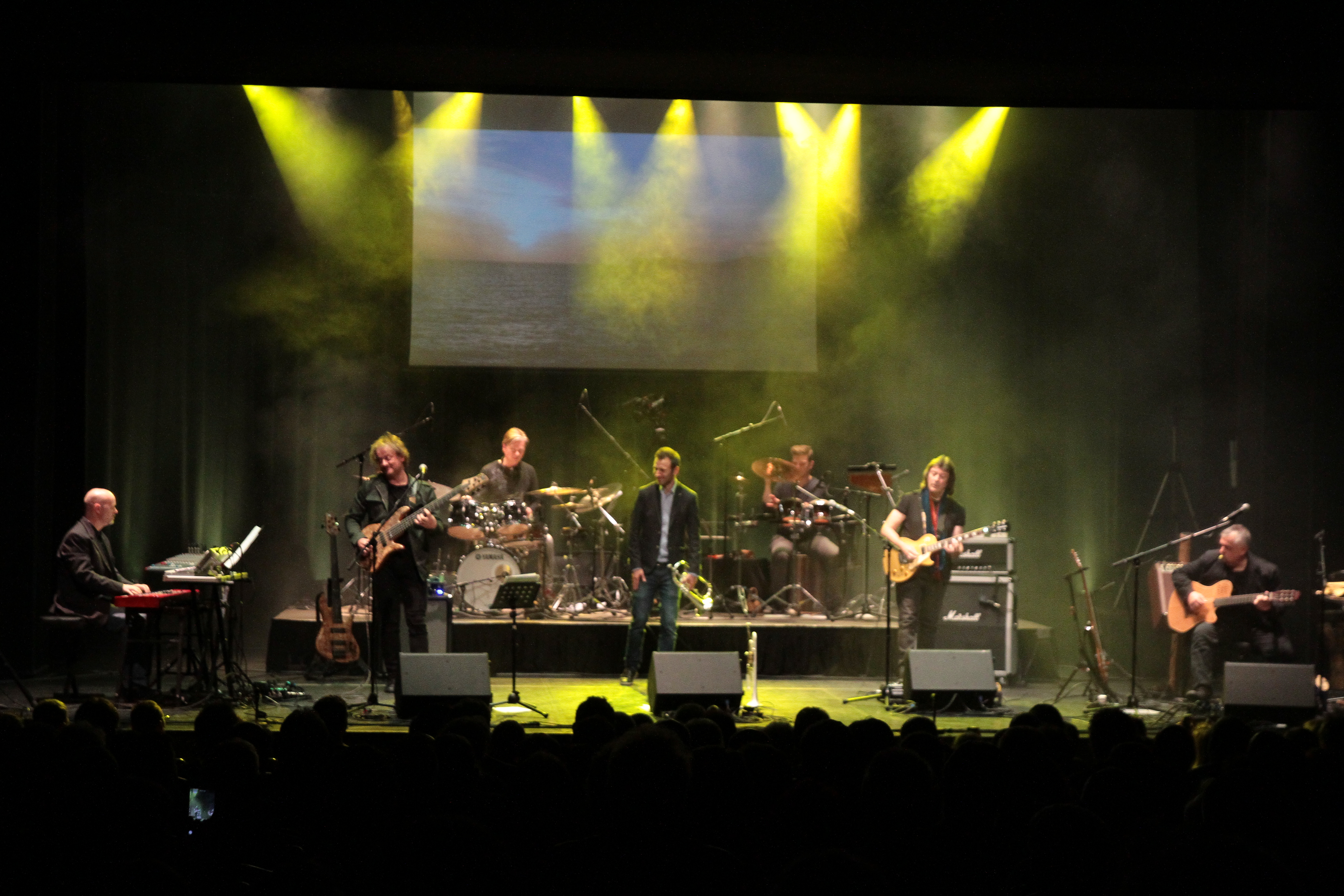
A Djabe, Steve Hackett és Gulli Briem a Life Is A Journey-t játssza, 2017, Budapest

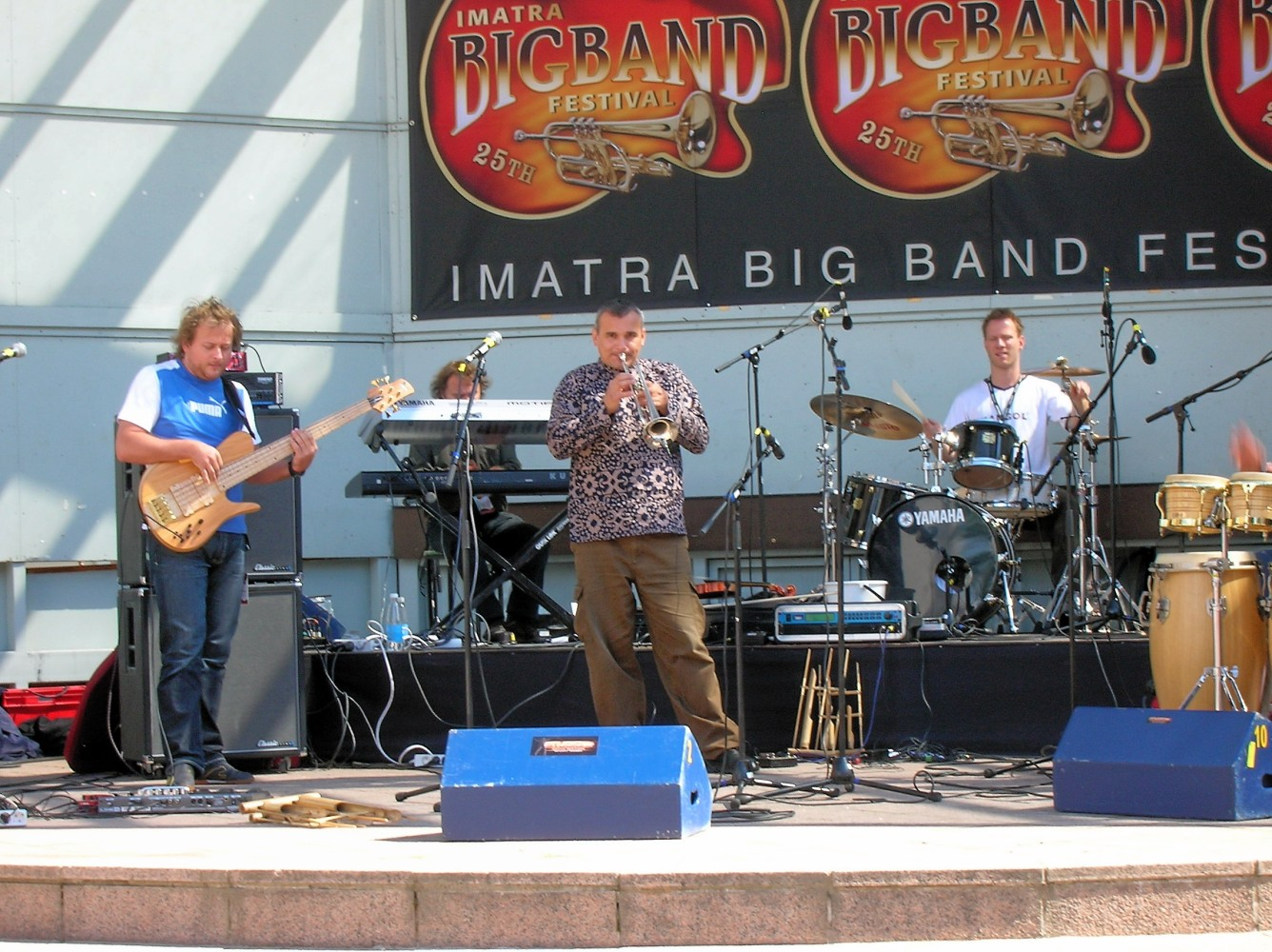
Az együttes az Imatra Big Band Festival-on Finnországban 2007-ben

A Djabe eMeRTon- és Arany Zsiráf-díjas magyar dzsesszt, világzenét, fúziós dzsesszt, progresszív rockot, illetve ezek speciális ötvözetét, egyfajta crossover zenét játszó zenekar. Zenéjüket a hangszeres komplexitás és a szerteágazó világzenei stílusok ötvözése jellemzi, amelyet a magyar népzenei motívumok tesznek egyedivé. A Djabe sokszínű hangzásvilággal rendelkezik. Műveikben, mind a koncerteken, mind a stúdióban – az állandó felállás mellett – a hazai és a külföldi színtérről több közreműködő művész is szerephez jut. Pályafutásuk során rengeteg hazai és külföldi koncertet adtak, több mint negyven országban léptek fel.
A djabe szó a ghánai akan vagy más néven ashanti nyelven szabadságot jelent. Az együttes nevét Sipos András alapító tag adta, aki jó néhány afrikai hangszeren játszott és több ízben járt a fekete kontinensen népzenét gyűjteni.
Koncertjeik visszaérő vendége Steve Hackett, a Genesis együttes legendás gitárosa, akivel az elmúlt tizenhét évben már számos albumot is készítettek közösen.

## A zenekar története

### Előzmények – Novus Jam, 1994–1996
A Djabe zenekar közvetlen előzményének az tekinthető, hogy 1994-ben Sipos András „Sipi” színész és ütőhangszeres (Macumba, White Voodoo) összebarátkozott Égerházi Attila gitárossal, majd beszállt Attila Novus Jam, illetve néha csak Novus elnevezésű együttesébe.

#### Profiles – Profilok – Novus Jam, 1994
A Novus Jam 1994-ben rögzítette első albumát, mely ugyanabban az évben jelent meg CD-n és kazettán. A Profiles – Profilok címet viselő stúdiólemezen a szintén színész Bubik István (Macumba) ütőhangszeres, Égerházi Attila gitáros, ütőhangszeres, Gesztelyi Nagy Judit fuvolista, énekes, billentyűs, ütőhangszeres, Rácz Tamás gitáros, ütőhangszeres és Sipos András ütőhangszeres játéka hallható, továbbá vendégként a későbbi Djabe tag, Muck Ferenc „Mucki” (Pege Quartet, Besenyő Blues Band, RABB, Muckshow, Groupensax, The Bluesberry Band, stb.) szaxofonos működött még közre. Ez a felvétel volt Égerházi Attila és Sipos András első közös munkája, mely kiindulópontja lett a későbbi, igen eredményesnek bizonyult együttműködésüknek.

#### Debrecen – Élő – Novus Live, 1995
Az afrikai, dél-amerikai, és arab autentikus, valamint a modern európai hangszerek ötvözése különleges szintézisben egyesült a Novus koncertprodukciójában. A zenekar nagy sikerrel szerepelt az 1995-ös 25. Debreceni Jazz Napokon, illetve a Hangfogó fesztiválon, melyről felvétel is készült. Ez utóbbi, szeptember 29-én rögzített előadás lett az alapja a második Novus lemeznek, a Debrecen – Élő című koncertalbumnak, melyen trió felállásban: Égerházi – Gesztelyi – Sipos formációban hallható az együttes. Az 1995-ös magnókazetta kiadást egy évre rá követte a CD-verzió, eltérő borítóval és némileg eltérő hanganyaggal.

#### Djabe Klub – Novus archív, 1995–1996
A Djabe Klub 2001-ben indult archív CD, illetve VHS kazetta sorozata a Novus, illetve a Sipivel felálló Novus Jam felvételeiből is válogatott. Az Evolúció 1971>2002 című CD két trackje a későbbi Djabe-tag, Kovács Ferenc (180-as csoport, MAKUZ, Budapest Ragtime Band, Dresch Quartet, Balogh Kálmán Gipsy Cymbalom Band, Romano Kokalo, Magony, Ras Q, Tariqua) énekes, trombitás, hegedűs vendégszereplését örökítette meg a trió felállású Novus Jam 1995 májusában, a Lágymányosi Közösségi Házban adott előadásáról. Két másik felvétel pedig a Novus Jam 1996-os, Királyszín-ben adott koncertjéből nyújt ízelítőt, mikor már zajlottak az első Djabe album stúdiófelvételei.

### A Djabe projekt 1995–1997
Az eredetileg projektként indult Djabe CD, illetve az első repertoár 1995 első felére nyúlik vissza, amikor is a Novus Jam két tagja, Égerházi Attila és Sipos András úgy döntöttek, hogy a korábbiaktól eltérő struktúrában, némileg másfajta zenét fognak készíteni. A Sipi által javasol Djabe név afrikai asante nyelven szabadságot jelent. Az alapító, zenekarvezető és komponista Égerházi Attila gitáros ezt a szabadságot elsősorban a zenei stílusok és hangszerelések szabad keverésében értelmezi.

#### Novus Jam és barátai – Djabe, 1996
Az 1995 júniusa és 1996 szeptembere között rögzített, és 1996-ban CD formátumban megjelent első Djabe albumot a CD ismertetője szerint a Novus Jam és barátai (Djabe are members of Novus Jam and our Friends) játszották fel, mely részben új kompozíciókat tartalmaz, részben korábbi Novus témákat gondolt újra. A Djabe név akkor még nem egy zenekart jelölt, az elkészült album címe volt csak eredetileg.
A debütáló anyagon egyaránt hallhatók egykori Novus Jam és későbbi Djabe tagok, valamint mindkét együttes vendégművészei. A lemezt készítő alkalmi formáció magja Égerházi Attila gitáros és Sipos András énekes, ütőhangszeres duója volt. Rajtuk kívül hallható még Muck Ferenc szaxofonos és Barabás Tamás (Tea, Fusio Group, European Mantra, Borlai Gergő Quartet, GM49, stb.) basszusgitáros játéka, akik a CD megjelenése után nem sokkal később megalakuló stabil Djabe zenekar, első formációjának tagjai lettek. Továbbá Gesztelyi Nagy Judit fuvolista, Karvaly Tibor „Carvi” billentyűs, hegedűs, Rácz Tamás gitáros, mindhárman Novus voltak tagok. Valamint Kovács Ferenc trombitás, hegedűs, a Novus és a Djabe vendégművésze, utóbbi későbbi második nagy korszakának, az úgynevezett Update formációjának tagja.
Miként oly sok zenekar a világon, a Djabe is egyfajta zsengének tekinti első albumát, de azt ők maguk is elismerik, hogy nagyon sokan szeretik. Feltehetően azért, mert ebben a bő egy órában már benne vannak mindazok a törekvések, hang- és ihletkísérletek, amelyek a következő húsz évben kibomlottak, és letisztultak. Itt még minden üdítően nyers, mondhatnánk, fésületlen, de mégsem kaotikus.
Az album és egyben a projekt korszak legfontosabb darabjai a címadó Djabe, melyhez később sikeres klip és remix is készült, a négytételes Leaving The Desert című kamaradarab, melyet később alaposan átdolgoztak, a Waiting For The Distant Dance, amely többszöri átértelmezés után, két évtized múlva is állandó repertoárdarab, valamint a Passage, melyben már megszólal a Djabe együttes egyik védjegyének számító angklung.

#### Djabe – First Album Revisited, 2021
Az első album 25. évfordulójára egy teljes egészében felújított változatot készítettek a Novus és a Djabe zenekarok egykori és akkori tagjai, a gyakori  vendégművészeik közreműködésével. Az első Djabe CD újragondolt, újraszerkesztett és részben újrajátszott kompozícióiban és az egyéb kapcsolódó felvételeken Banai Szilárd, Barabás Tamás, Gulli Briem, Égerházi Attila, Gesztelyi Nagy Judit, Steve Hackett, Karvaly Tibor, Kaszás Péter, Koós-Hutás Áron, Kovács Ferenc, Kovács Zoltán, Mótyán Tibor, Muck Ferenc, Nagy János, Rácz Tamás és a néhai Sipos András játéka és éneke hallható. Részben új sávokról, részben archív felvételek felhasználásával. Égerházi Attila megkereste az archívumban az eredeti soksávos szalagokat, melyeket a londoni Abbey Road Stúdióban kellett „megsütni”, azaz újra lejátszhatóvá tenni. A konkrét stúdió munkálatok a Covid miatti lezárások idején kezdődtek el. Égerházi Attila és Karvaly Tibor 8 hónapon át dolgoztak az anyagon, az utolsó 3 hónapra pedig Muck Ferenc és Barabás Tamás is becsatlakoztak.
A 2CD+DVD verzióban a három optikai korong önálló papírtokokban került egy gyűjtő dobozba, melyhez egy 72 oldalas booklet is tartozik. Tibor és Attila felfrissítették az 1996-os eredeti CD kísérőfüzetének képanyagát, megtartva annak művészi kivitelét.

#### Djabe – First Album Revisited LP
A QVP gondozásában kiadott nagylemez változat hagyományos fekete és átlátszó aranysárga vinilen is elérhető.

#### Djabe – First Album Revisited – High-end bemutató
A Djabe First Album Revisited kiadványok bemutatója 2021. november 25-én, a megjelenés napján, az MG Records üzletében és a Karaván Színházban volt, ahol az Audiophile Szalon csúcsminőségű rendszerén lehetett meghallgatni a hanglemezváltozatot. A lejátszás után a zenekar jelen lévő tagjai dedikálták a kiadványokat.

#### Djabe – Venezia képeslaplemez
2022 márciusában a "First Album Revisited" projekthez kapcsolódva készült egy exkluzív képeslaplemez is, melyen a "Venezia" 2006-os koncertfelvétele hallható, 45-ös fordulatszámmal. Mindössze 5 sorszámozott darab készült, mely nem került bolti forgalmazásba.

#### Djabe – Visions – Látványok, 1997
A második Djabe néven megjelent kiadvány egy különleges válogatás, mely magnókazettán került terjesztésre. A Visions című gyűjtemény részben Égerházi és Sipi korábbi felvételeiből válogat (Novus és Djabe), valamint szerepel rajta Muck Ferenc és Kaszás Péter (Orkán) két közös felvétele, továbbá Muck másik formációja, a Muckshow is.
Az érdemi újdonságot -és egyben a következő nagylemez előzetesét- azok a szerzemények jelentik, melyek az Oriflame megrendelésre készült Visions táncjátékhoz és az azzal szorosan összetartozó Önbizalmat ad című reklámkampányhoz, reklámfilmjének zenéjéhez készültek. Később mind a négy Visions darab felkerült a Djabe 1998-as Witchi Tai To albumára, némelyik átdolgozva, némelyik változatlan formában.
1997-ben felkérést kaptunk az Oriflame cég részéről a Visions nevű dekorkozmetikum család táncprodukciójának és annak zenéjének elkészítésére. Több ilyen zenemű is született, ezek egyik darabja a Visions After The Rain. Sipi és én a Gaston stúdióban improvizáltunk néhány órát, majd ezekből szerkesztettük össze a Visions című kompozíciót. Egy másik nap Mucki és Tomi már a kész szerkezetekre játszották fel a saját szólamukat. Mindez még a Djabe zenekar igazi elindulása előtt volt.

### Az első Djabe felállás, 1997–2000
1997-ben, nem sokkal az első a Djabe CD megjelenése után koncertfelkérések érkeztek, és felmerült az igény új felvételek elkészítésére is. Attila és Sipi ezért elhatározta, hogy összehoznak egy állandó zenekart, a lemez élő bemutatásának megvalósítására. A felvételek közreműködői közül Tamás és Mucki vállalta el a felkérést. Így alakult meg a Djabe duóból a zenekar első, stabil, Barabás – Égerházi – Muck – Sipos kvartett felállása.

#### Djabe Live, 1997
A Djabe, immár együttesként 1997-ben kezdett el koncertezni és még a kezdetektől fogva nagyon komoly showkat adott. A négytagú zenekar az első három évben rendszeresen kiegészült Bakó Gábor táncos-koreográfus-tánctanárral és tánckarával A konkrét szerzeményekhez készült egyedi tánc-koreográfiákat és az élő zenét minden esetben a korszak legmodernebb fény- és látvány-technikája, a Vari*Lite egészítette ki, dalról-dalra eltérő, egyedi fény-kompozíciókkal.
Az 1997. november 26-án a budapesti Petőfi Csarnokban adott nagykoncert képezi alapját a Djabe Live 1997 című videónak, mely a koncert részletein túl 1998-as interjúkat tartalmaz. A film elsőként a második album második lemezén, az úgynevezett Enchanced CD videó partíciójában kapott helyet 1998-ban. Később, 2005-ben a Live 1997 film a Witchi Tai To deluxe médiabook-jának első DVD-jére került, nagyobb felbontásban. A kiemelt buli további részletei a Djabe Klub 2001-es exkluzív videókazettájának, az Archive 1993-2000 című ritkaság-gyűjteménynek második blokkjában tekinthetők meg.

#### Djabe special guest Ferenc Snétberger – Witchi Tai To CD, 1998
A Djabe második albuma a kezdeti kísérletezések után már kiforrott produkció, melynek vegyes anyaga egységes egésszé áll össze a lemezalbum átgondolt szerkesztése folytán. A különféle hanghordozókon (2CD, LP, MC, később DVD-A) szereplő trackek között szerepelnek vadonatúj kompozíciók, valamint alaposan újragondolt és áthangszerelt Novus témák, továbbá az első Djabe album legfontosabb szerzeményeinek kvartettre átdolgozott (koncerthangszerelésű) friss stúdióváltozatai és egy „elszeretett dal” is. A második Djabe album érdekes módon pont az egyetlen feldolgozásról, Jim Pepper elévülhetetlen klasszikusától, a Witchi Tai To című örökzöldről kapta a címét.
Én javasoltam, hogy legyen ez az album címe, mert ez a szám ismert a potenciális célközönségünk előtt itthon és külföldön egyaránt. Ezzel a címmel könnyebben el tudják helyezni a kereskedők akár a lemezboltok polcain, akár a hallgatók az érdeklődésük horizontján.
A Herczeg Judit énekesnő, Szalóki Béla fúvós (szárnykürt) és Snétberger Ferenc (Trio Stendhal) gitárművész közreműködésével készült Witchi Tai To 2000-ben Arany Zsiráf-díjat kapott a jazz / world music kategóriában, mint „Az év hazai világzenei albuma”.
A Witchi Tai To album hanganyaga – némi eltéréssel – egyaránt megjelent CD-n és magnókazettán, továbbá – akkor nagy feltűnést keltve – LP-n is.

##### Witchi Tai To + Enchanced 2CD
A dupla CD változat nem csak zeneileg, hanem kivitelében is világszínvonalúra sikerült.[forrás?] A tetszetős, dupla digipak kivitel és a rádiós remixeken túli extra CD tartalom komoly szenzációnak számított akkoriban. A Djabe elsők között készített hazánkban professzionális honlapot, melyet a második, interaktív CD-ről közvetlenül is el lehetett érni. Ez a CD-ROM rész tartalmaz még egy 35 perces, interjúkkal színesített koncertfilmet, valamint kép- és szöveganyagot. Az interaktív master a londoni Abbey Road Interactive Stúdióban készült.
Az anyaghoz készített rádiós mixeket tartalmazó Enhanced CD, illetve két videóklip (Djabe, Coffee Break) folytán a Djabe zenekar hamar népszerűvé vált azok körében is, akik nem kifejezetten dzsessz vagy világzene rajongók. Ez utóbbi korong, promóciós céllal önálló maxi CD formátumban is kiadásra került, melyet nagy sikerrel forgattak a különböző hazai rádióállomások akkoriban.
Ennek egyik akkori szenzációját, az extra Enhanced CD-t, amely nem csupán audió- és videófelvételeket, képi és szöveginformációkat tartalmazott, hanem egyenesen rá lehetett menni róla az együttes honlapjára. A számítógépes partíciót tartalmazó CD Abbey Road interaktív stúdiójában készült, azon falak között, ahol egykor a Beatles, a Pink Floyd, később Kate Bush és a Radiohead is dolgozott. Ezen helyeztek el néhány rádióbarát remixet, melyeket játszottak is az adók.
A Witchi Tai To album és korszak legfontosabb darabjai a címadó indián téma, a Visions sorozat, továbbá a remixként újrarögzített Djabe dal, melyből sikeres videóklip is készült, valamint természetesen a nagy sláger, a Snétberger Ferenccel készült Coffee Break, melyből szintén nagy sikerű klipet forgattak, illetve többféle változatban is remixelték. Utóbbi Dance Version formában felkerült a Juventus Rádió Kovács „Nagyember” László által szerkesztett Juventus Mix Vol.2000 című 2003-as CD-jére is.
A témát slágergyanúsnak találtuk, ezért is lett az album nyitószáma, valamint akkor elhatároztuk, hogy a kereskedelmi rádiók részére az ő világuknak megfelelő remixeket gyártunk, egyértelmű volt, hogy a Coffe Breaknek is készítünk átdolgozott verziót. A választás sikeresnek bizonyult, hiszen a rádiók rendszeresen játszották ezt a számot, a zenecsatornák pedig az ebből készült videóklippet. A Juventus Rádió egy évig a szelektorban tartotta a felvételt, ez azt jelentette, hogy legalább napi négyszer elhangzott a rádióban. Utána sem vették le a műsorról, de már ritkábban forgott. Végül a Kovács László által évente elkészített legendás Juventus Mix egyik CD-jére is felkerült.

##### Witchi Tai To DVD-Audio
2014-ben került a boltok polcaira az addigra már klasszikussá nemesedett Witchi Tai To album bónusz felvételekkel, videó-klippekkel és Live 1997 filmmel kiegészített DVD-audio változata, mely az eredeti mesterszalagok felhasználásával teljesen újrakevert friss sztereó és surround változatot egyaránt tartalmazza.

##### Witchi Tai To Deluxe Mediabook
Egy évre rá, 2015-ben készült el a Witchi Tai To Deluxe Mediabook, mely kemény fedelű könyv két CD-t és két DVD-t rejt magában. Az újrakevert album CD és DVD-Audio változatán túl a Witchi Tai To Live című CD 1997 és 1999 közötti koncertváltozatokat (köztük a ’98-as márványtermi koncert anyagát), az eredeti CD kiadás bónusz lemezén szereplő eredeti bónusz dalt, és 1998-as próbatermi felvételeket tartalmaz. A második DVD pedig a Witchi Tai To Tour 1998 című klasszikus koncertvideó feljavított változata. A számtalan extra között megtalálhatók még korabeli TV- és rádióinterjúk – rengeteg zenével, továbbá fotóalbumok, az Arany Zsiráf-díj átadóünnepsége, a Coffee Break (Dance version) 2015-ös videóklipje, 20 perc a turné főpróbából, valamint az újrakiadáshoz tartozó, átfogó visszatekintő interjúk is.

##### Witchi Tai To – 2LP – 2x180 gr, half speed cut, 45 RPM album
2018-ban, a hangfelvétel megjelenésének huszadik jubileumára, a kiadó elhatározta, hogy az eredeti LP hangminőségét jóval túlszárnyaló korongokat ad a zenerajongók kezébe. 2018-ban a 20 éves jubileumi vinyl kiadásra Égerházi Attila új analóg mesterszalagokat készített a 2015-ös új keverés felhasználásával az Abbey Road Studios számára, ahol a kiadó a félsebességes lemezvágást megrendelte. Az album 20 év után tért vissza az Abbey Roadra, ahol a félsebességes vágást Miles Showell (The Beatles, Phil Collins, Queen, Rolling Stones, Brian Eno, Nick Mason, stb.) masztering hangmérnök végezte egy egyedileg épített Neumann VMS 80 lemezvágó berendezéssel.
A minőség biztosítására az utolsó munkafázisban a préseléskor is figyeltek, mint minden más albumuknál, ezért Európa legjobb gyárában a hollandiai Record Industry-ban rendelték meg a gyártást. Még 2018-ban el is készült a Witchi Tai To 20 éves jubileumi újrakiadása, mely két 12 colos, de 45-ös fordulatszámú vinyl (bakelit) lemezen került a boltok polcaira.

##### Witchi Tai To – High-End albumpremier – Hilton Budapest City, 2018
Az album új, Abbey Road-on félsebességgel vágott kétlemezes verziójának országos premierjére a Hilton Budapest City Szerencs termében, a Hifi Show 2018 keretén belül került sor 2018. október 27-én és 28-án. A LP-k lejátszásához a hangrendszereket a budapesti Audiopfile Szalon bocsátotta rendelkezésre, míg a mesterszalagokat egy Studer A80 stúdió magnetofon játszotta le, amit az együttes egyik rajongója biztosított. A rendezvényen lehetőség nyílt egy interaktív előadássorozat részeként belehallgatni az eredeti LP kiadásba, az új verzió mesterszalagjaiba, a félsebességen vágott lakklemezbe, valamint a közvetlenül gyártást megelőző tesztlemezbe is, a 476 sorszámozott példányszámban készült végleges High-End kiadvány, a Witchi Tai To "20th anniversary edition" változata mellett.
"A Djabe lassan 25 éve elkötelezett híve a jó zenének és a minőségi hangzásnak. Az elmúlt két évtizedben New Yorktól, Londonon át, Japánig folyamatosan érkeztek a visszajelzések a munkánk minőségét dicsérve. Mivel saját stúdióink vannak, ritkán vettük igénybe más műhelyek szolgáltatásait. Akkor viszont csak a legjobbakkal dolgoztunk. Így volt ez az Witchi Tai To című 1998-as albumunk esetében is, hiszen 1998-ban és 2018-ban is az Abbey Road Studios volt a partnerünk. Ezúttal a jubileumra megjelent dupla 45 RPM album félsebességes vinyl vágását végezte Miles Showell, aki az egyik legismertebb masztering mérnök a half-speed cut területén.
A kiállításon a Djabe zenekar High-End minőségű hanglemezeit és mesterszalagjait mutattuk be az egyórás tematikákra beosztott előadások alkalmával. A rendszert az Audiophyl Kft. biztosította. A csúcsminőségű Audio-Technika hangszedő, és a komplett audio research lánc végén Sonus faber Stradivari hangfalakon szólalt meg a zene. A mesterszalagok lejátszásához Katona László biztosított egy Studer A80-as stúdiómagnót.
...
Az előadások alkalmával betekintést adtunk a Witchi Tai To album hafl-speed vágás műhelymunkáiba, fotókkal és videó bejátszásokkal gazdagon illusztrálva. Bemutattuk a legfrissebb hanglemezeinket a Flow, The Sardinai Tapes, The Budapest Live Tapes és a Forward Live albumokat is.
Szombaton délután A Witchi Tai To album készítői, Barabás Tamás (hangmérnök, basszusgitár) Muck Ferenc (szaxofon), Égerházi Attila (producer, gitár) is tartottak előadást a nagy létszámú közönségnek. Az előadás után összehasonlították a régi és az új lemezt, mind keverési, mind hangzási szempontból. A nap végén pedig az országos premier keretében dedikálták a lemezt.
Vasárnap folytatódott a Witchi Tai To részletes bemutatása, de megismerkedhettek az érdeklődők a Djabe következő half-speed 45 RPM lemezével, az Update albummal, melyet szintén a londoni Abbey Road Studios masztering termében készített Miles Showell." – részletek Égerházi Attila 2018. november 4-i facebook bejegyzéséből

##### Djabe Live – Witchi Tai To Tour, 1998–1999
1998 őszén a Djabe hatalmas feltűnést keltve mutatta be minden idők egyik leglátványosabb magyarországi turnéján a Witchi Tai To albumot. Ez azért is volt szokatlan, mert ebben a műfajban, jazz-world zenekarok esetén ez egyáltalán nem volt jellemző. A kiváló minőségű hangtechnika, a Vari*Lite világítás, a táncosok és nem utolsó sorban a zene teljesen elvarázsolta a közönséget. A turné 1999 nyarán ért véget.
A Djabe együttes első koncertvideója Witchi Tai To turné anyagából készült. Az 1998. november 15-én, a budapesti Petőfi Csarnokban megrendezett koncertjük került rögzítésre, mely eredetileg 1999-ben Djabe Live – Witchi Tai To Tour címmel VHS kazettán jelent meg. A koncertfilm 2015-ben bekerült a Witchi Tai To Deluxe Mediabook kiadványba, melynek második DVD-jének alapját képezi.
A Witchi Tai To turné második, 1999-es szakaszának videó-felvételei a Djabe Klub 2001-es, Archívum 1993-2000 című videókazettájának második blokkjában láthatók-hallhatók.

#### A szépség világa, 1999
1999-nem folytatódott az együttes és az Oriflame együttműködése. Utóbbi megrendelésére ezúttal egy CD készült. A szépség világa című válogatás maxin Herczeg Judit, Elisabeth Melander és a Djabe felvételei hallhatók, melyek a reklám-kampányhoz készültek.
A Visions élő előadásához 1998-ban zenei alapot kellett készítenünk két ok miatt. Az egyik az volt, hogy a marimbát, ami az alapot adja, nem tudtuk jól hangosítani. A másik ok pedig az, hogy Sipi nem tudott egyszerre marimbázni, csörgőzni, chekerézni, djembézni és énekelni. Ezért a felvett alapja játszottunk rá, ő csörgőzött, énekelt és chekerén játszott élőben. A táncosoknak jól jött a precíz, mindig ugyanolyan hosszú és tempójú zene. ...1999-ben egy kislemezt készítettünk megrendelésre, addig meg nem jelent Djabe felvételekkel. Ekkor vettük fel a koncert zenei alapjára stúdióban, az élő előadás során kikristályosodott részekkel a Visionst újra.

#### Djabe – Ly-O-Lay Ale Loya, 1999–2000
Az együttes a harmadik lemezén ismét egy indián motívumhoz nyúlt. A Ly-O-Lay Ale Loya az óramutatóval ellentétes kört jelent, tehát valami olyasmit, ami kizökkent a világ rendjéből. A Djabe Arany Zsiráf díjas második albuma után egy évvel később készült Ly-O-Lay Ale Loya című lemeze is kivívta a legjobb kritikai elismerést. A Sipos – Muck – Barabás – Égerházi formáció tovább építette a Witchi Tai To zenekari hangzását. Az album vendégművészei ismét Gesztelyi Nagy Judit és Herczeg Judit voltak.
A zenekar összes felvétele közül ebben dominálnak legjelentősebben a világzene stílusjegyei. Ezt az albumot kétszer is jelölték Arany Zsiráf-díjra.
Ezen a lemezen már világosan érezhető, hogy Barabás Tamás kezébe vette az együttes irányítását, aki a basszusgitár mellett multi-instrumentalistaként, zeneszerzőként, hangszerelőként, hangmérnökként egyaránt kivette a részét az alkotó folyamatból. Ettől fogva véglegesen Tamás lett a Djabe zenei rendezője, zenei vezetője, fő hangszerelője, majd fő dalszerzője is.
Az 1999 decemberében piacra kerülő MC és CD változatot 2000-ben követte az audiofil LP változat, ismét mindegyik hanghordozó kissé eltérő hanganyaggal, a vinyl kiadás megismételte elődje szakmai sikereit.

##### Ly-O-Lay Ale Loya DVD-Audio
2016-ban készült el a Ly-O-Lay Ale Loya DVD-Audio verziója, mely az újrakevert album sztereó és 5.1 surround hanganyaga mellett koncertvideókkal és egy 2000-es rádióinterjúval lett kiegészítve.
A Djabe mindent tud a zenéről, amit tudni lehet. Összeszokott, egymásra figyelő, a többiek rezdüléseit is ismerő csapat, ezt bizonyítják a kompozíciók is. Gondosan felépített darabok, precízen kiszámított szólók, amelyek mégis minden meghallgatáskor azt az érzést keltik a hallgatóban, mintha épp akkor születnének meg. Humor és lírai szelídség, felszabadult, sodró lüktetés és érzelmesség váltakozik anélkül, hogy egy pillanatra is érzelgősségbe csapna át.

##### Djabe – Lay-A-Loya, 1999
Az album előzeteseként szolgáló Lay-A-Loya című maxi CD ismét remixekkel kedveskedett a populárisabb zenékben utazó rádióállomásoknak. A Visions remixét, illetve 1999-es koncertvideóját is tartalmazó kiadvány sikeresen vezette át a figyelmet médiasikerekben bővelkedő Witchi Tai To-ról a harmadik Djabe albumra.
A Ly-O-Lay Ale Loya album és a második turné legfontosabb darabjai a címadó és a Above The Skies, egy olyan feldolgozás, illetve egy olyan saját szerzemény, melyek a Djabe mélyebb, merengősebb, meditatívabb, befelé forduló világát reprezentálják. Továbbá a populárisabb megközelítésű Lay-A-Loya és a Klungklung, mely viszont az egész életművet védjegyszerűen végigkísérő színpadi angklungozás alapjául szolgál.

##### Djabe – Tour, 2000
2000 tavaszán nagy sikerű koncertsorozatot bonyolított le a Djabe zenekar, melyen nagyszabású turné keretében mutatta be Ly-O-Lay Ale Loya című albumát, március 18-a és április 14-e között. A turné állomásai a következők voltak: március 18. Gödöllő, 20. Zalaegerszeg, 25. Nyíregyháza, 29. Debrecen, április 1. Békéscsaba, 8. Pécs és 14. Budapest. A közönség minden fellépésen vastapssal és kitörő lelkesedéssel fogadta a zenekart. A vizuális effektek most is a Vari*Lite fénytechnikára épülnek. A show-t videókivetítő tette teljessé. A turné tavaszi része a Petőfi Csarnokban ezer lelkes rajongó előtt fejeződött be.
A zenekar a koncerteket rögzítette és a teljes turné legjobb pillanataiból összeállított egy CD-t, mely remekül adja vissza az előadások hangulatát. Az együttes első koncertalbuma, a Tour 2000 című turnéválogatás a quartett évek összefoglalásának is tekinthető, így akár a Best of Djabe 1996-2000 címet is viselhetné.
A 2000 tavaszán megtartott turnén a legendás Vari*Lite világítást videókivetítővel egészítették ki, melyen a számok mondanivalójához és hangulatához illeszkedő animációkat és filmeket vetítettek. A turnéhoz tervezett, háttérdíszletként vetített Vari*Lite gobókkal együtt minden eddiginél magasabb színvonalú vizuális élményben volt része a turné népes közönségének. A Tour 2000 Petőfi Csarnokban tartott budapesti állomását április 14-én filmre is rögzítették, mely 2001-ben került kiadásra a Djabe Klub Archívum 1993-2000 című videókazettájának záró blokkjában.
A Djabe a Ly-O-Lay Ale Loya című albumot azonos elnevezésű turnén mutatta be 2000 tavaszán. A turné koncertjeit soksávos felvételeken rögzítették, az április 16(?)-i PeCsa-buliról pedig videófelvétel is készült. A hangfelvételt CD-n jelentették meg, Tour 2000 címmel. A kiadvány anyagát a turné különböző állomásain legjobban sikerült felvételekből válogatták össze. A koncert-CD-t aztán ősszel Tour 2000 elnevezésű koncertsorozaton mutatták be, ismét országosan. Akárcsak az előző album turnéján, itt is minden szám önálló vizuális arculatot kapott. A Witchi Tai To koncertjeihez képest azonban a színpadi show megváltozott. A táncosok elmaradtak, viszont felszereltek egy motoros vásznat a színpadi háttér közepére, mely időnként leereszkedett és hangulatos filmekkel illusztrálták a zenét. A világítás továbbra is a Vari*Lite lámpákra épült, melyet kiegészítettek a videóbejátszások.

### A második (és harmadik) Djabe felállás 2001–2007
2000-től megújult a társulat, Mucki távozását követően, decemberben Kovács Zoltán "Ko" (Tea, Ras Q) billentyűssel és Banai Szilárd „Szilu” (Silhouette, DrumEmotion, stb.) dobossal bővültek, 2001-ben pedig Kovács Ferenc trombitás, hegedűs lett még állandó tag, aki korábban is vendégszerepelt már a Novus Jam koncertjein és a bemutatkozó Djabe lemezen.
A Banai – Barabás – Égerházi – Kovács – Kovács – Sipos hatosfogat, a Djabe együttes „update” formációja a korábbinál sokkal felszabadultabban játszott a színpadokon, hiszen a zenekar egyaránt erősödött a ritmusszekciót illetően, ahogy a szólisták terén is. Mivel többen sokkal több hangszert tudtak megszólaltatni, így a sok szerzemény esetében az albumváltozatokhoz közelebbi élő hangszerelések is lehetővé váltak, egyúttal kiteljesedett az improvizációk lehetősége. Fontos dal az Erdő, erdő, mely első abban a sorban, mikor Kovács Ferenc magyaros elemeket ad hozzá az addig csak egzotikus tájakat megidéző világzenei Djabe elegyhez.
A Djabe korszakalkotó váltását 2001-ben a tovább fejlődés igénye hozta létre. Muck Ferencet nem egy, hanem két szólista pótolta, akik tulajdonképpen hárman vannak, hiszen Kovács Ferenc trombitásként és hegedűsként egyaránt gazdagítja innentől kezdve a csapatot, Kovács Zoltán pedig nem csupán új alapokat biztosít, hanem klasszikus és jazz-rock ihletésű, valamint saját megkomponált szólóival is sűrűbbé teszi a Djabe-zene szövetét. Megváltozott az ütőhangzás is azáltal, hogy Sipos András mellett most már akadt egy hagyományos dobfelszerelést megszólaltató ember is Banai Szilárd személyében: nem semlegesítik, hanem erősítik egymást.
Muck Ferenc távozása után a zenekarban nem volt szaxofonos, így a 2001-es Update albumon és annak lemezbemutató koncertkörútján a világhírű angol szaxofonos Ben Castle (Sting, Marillion, Radiohead, Steve Hackett, The Brand New Heavies, George Michael, stb.) játszott, állandó vendég státuszban, mely egyben egy hosszabb együttműködés nyitányának is bizonyult.

#### A Djabe Klub
A Djabe Klubot 2001-ben indította az együttes, az egyre fanatikusabb rajongótábora részére. A törzsrajongók éves tagdíj ellenében félévente egy-egy ingyenes, exkluzív kiadványt kaptak, melyek nem kerültek kereskedelmi forgalomba. A klubtagok ezen felül a zenekar által szervezett koncerteket is ingyen látogathatták. A Djabe Klub 2005-ben ugyan megszűnt, de a volt klubtagokkal máig igyekszik szorosabb kapcsolatokat ápolni a zenekar.

##### Evolúció 1971>2002
A 2002-ben megjelent Evolúció 1971-2002 című CD ugyan a negyedik a klub-kiadványok sorában, de logikailag és időrendben is az elsőnek számít. A rendhagyó gyűjtemény a Djabe „update” formációjának tagjainak szárnypróbálgatásait, előző formációinak archív felvételeit gyűjti csokorba. A korong második részében ritka Novus Jam és Djabe koncertfelvételek hallhatók, melyek átvezetnek az akkor aktuális Update turné 2002-es, második szakaszába.

##### Djabe – Archive, 1993–2000
A Djabe Klub első videókazettája a Novus Jam és Djabe archív, korábban még nem publikált felvételeiből szemezget, fontos átmenetet képezve a jelenbe, bemutatva a 2001-ben megújult formáció által is játszott szerzemények korábbi stációit.

##### Djabe – Újrajátszás, 2001
Az első CD és egyben az első klubkiadvány a hat tagúra bővített Djabe első stúdiófelvételeit tartalmazta, melyen az új zenészek a régi sávokra játszottak rá. A Újrajátszás CD végére felkerült néhány szám az új felállás első koncertjéről is, melyet mindössze egy hónapnyi zenélés után adott a Djabe a budapesti Vasas Csarnokban, az Oriflame Szuperkoncert fellépőjeként, neves hazai előadók (Auth Csilla, Roy & Ádám, Pa-Dö-Dö, stb.) társaságában jótékonysági koncerten lépett fel a rákos gyermekek megsegítésére 2001. február 3-án.

##### Kovács Ferenc – Magony, 2001
2001-ben, közvetlen az Update előtt jelent meg Kovács Ferenc Magony című szólóalbuma, melynek egyes részletei bekerültek a Djabe koncertprogramjába is.

#### Djabe – Update, 2001
Az átalakulást követő első album címe, az Update elsősorban az arculatváltást tükrözi. A kompozíciók és hangszerelések kiforrottabbakká váltak, dzsesszesebbek, letisztultabbak, miközben Attila révén megmaradtak a progresszívan építkező szerzemények, merengősebb hangulatok, Sipi révén pedig az egzotikus ütőhangszerek autentikus megszólaltatásán keresztül az afrikai, ázsiai, arab és egyéb távoli, törzsi hatások is. A régi és új, az ősi és modern keveredése, egymásra épülése jelenik meg az Update kompozícióiban, mely a cím értelmezésének egy másik lehetősége. Az „update” koncepciót tovább erősíti a két vendégművész hangsúlyos jelenléte. Az angol Ben Castle többféle fúvós hangszeren hallható, a marokkói ütős Saïd Tichiti pedig még gembri-játékosként és énekesként is megcsillogtatja tehetségét az albumon.
Én pont azt tartom a Djabe erejének, hogy nagyon sok zeneszerető emberhez eljut. Aki a jazzt szereti, megtalálja benne, ami őt leköti, a world music kedvelőinek is rengeteg élményt tud nyújtani ez a zene, de az igényesebb, progresszív rock-zenei műfajok híveinek is, és talán segítjük a műfajok közötti átjárhatóságot, és lehet, hogy ennek hatására sokan belefognak újabb produkciókba
A 2001-ben kazettán és CD-n kiadott Updateet Arany Zsiráf-díjra is jelölték, az albumon nyújtott teljesítményt a szakmai zsűri eMeRTon-díjjal jutalmazta. A Djabe első határon túli meghívása is ennek az albumnak a hatására született Horvátországba, a csáktornyai Jazz Fairy fesztivál kifejezetten a Djabe kedvéért beiktatott december 7-i pótnapjára, majd Szlovákiába.
Az Update album és turné legfontosabb darabjai az átalakulást tökéletesen prezentáló Witchi Tia To (nem elírás), mely összevetve az korábbi változattal, minden updateelt zenei, zenekari elemet kitűnően érzékeltet. Továbbá a Flying, a Lead Solider és a Clouds Dance, melyek díszpéldái a megújult fúziónak és a Djabe későbbi világának. Utóbbi az évek során klasszikussá nemesült, koncertfavoritként az előadások egyik csúcspontját jelenti.

##### Update DVD-Audio
2012-ben jelent meg az Update album DVD-Audio változata, mely a Barabás Tamás által újrakevert sztereó és 5.1-es surround hangsávokon kívül számos extrát tartalmaz, melyek közül kiemelkednek a Flying DVD kimaradt felvételei, illetve az Update turné próbáin készült audió trackek, melyek korábban Amit az Updateről még tudni lehet CD-n kerültek kiadásra.

##### Update Deluxe Edition
2012-ben egy exkluzív kivitelű dupla DVD-s gyűjtemény készült, melynek első lemeze megegyezik az Update album DVD-Audio verziójával, annak összes extrájával együtt. A második lemez audio részén meghallgatható a 2001. június 24-én adott Update turné – Szolnoki koncert valamint a Nagykanizsai Jazz Fesztivál keretében 2001. október 19-én rögzített rádiós felvétele, interjúval együtt. A videó részen pedig a Pozsonyi Jazz Napokon 2002. október 18-án készült koncertfilm illetve a Duna Televízió stúdiójában 2001. július 2-án felvett tévékoncert látható.

##### Update – 2LP – 2x180 gr, half speed cut, 45 RPM album
A Djabe 2018-ban elhatározta, hogy vinyl hanghordozón is hozzáférhetővé teszi az Update albumot, mégpedig a lehető legjobb hangminőségben. Ennek érdekében Égerházi Attila új analóg mesterszalagokat készített a 2001-es keverésről. Ezeket a szalagokat vitte magával Londonba az Abbey Road Studios 30-as számú mastering helyiségébe, ahol a világ egyik legelismertebb mastering és vágómérnökének segítségével elkészült az analóg szalagokról a félsebességes lakklemez master.
"A félsebességes vágás (half-speed cut) a normál sebességes eljáráshoz képest sokkal jobb minőséget biztosít, mivel a vágótű pontosabban tudja barázdákba vágni az információt. Ez a jobb minőség még nagyobb jelentőséget kap, ha a lemez nem 33-as fordulatszámú, hanem 45-ös (45 RPM). A leírt eljárással biztosították, hogy a lehető legjobb mesterlemez kerüljön a gyárba. A zenekar Európa legjobb minőséget biztosító présüzemében rendelte meg a nyomást, mely nem más, mint a hollandiai Record Industry. A tökéletes audiophyl kivitel érdekében mindkét lemez 180 grammos. A leírt technológiai gondosság minden várakozást felülmúlt. Az Update album sohasem szólt még ilyen nagyszerűen. Igazi high-end tesztlemez minőség. Az album meghallgatása a 45-ös fordulat ellenére sem jelent túl gyors lemezoldal fordításokat, hiszen mind a négy oldal 15 perces vagy annál hosszabb játékidejű" – részlet Égerházi Attila 2019-es ismertetőjéből 
Végül 2019. február 21-én jelent meg az Update vinyl verziója, mely az egy évvel korábbi Witchi Tai To újrakiadáshoz hasonlóan ismét két darab 12 colos 45-ös fordulatszámú korongon kapott helyet, melyek félsebességes vágását ismét Miles Showell masztering hangmérnök végezte az Abbey Roadon. Az Update nemcsak hangzásában újult meg a 2018-as előkészítő munkálatok során, de újragondolt tracklistje több helyen is eltér a korábbi CD- és DVD-kiadásokétól, egy kompozíció pedig eltérő verzióban kapott helyet az audiofil kiadványon.

##### Update – High-End albumpremier – Budapest, Audiophile Szalon, 2019
Az új verziót az Audiophile Szalon budapesti bemutatótermében 2019. március 2-án mutatta be Égerházi Attila a Djabe zenekar vezetője és gitárosa, valamint Barabás Tamás hangmérnök és basszusgitáros. A lemez lejátszásához a rendelkezésre álló legjobb hangrendszert építik ki az Audiophile Szalon szakemberei, melynek részei: Acoustic Solid lemezjátszó, McIntosh erősítő, Sonus Faber hangfalak és AudioQuest Niagara/Dragon kábelekkel. A hanglemez bemutatója az emeleti demo helyiségben volt, miközben a földszinten az Update album 2011-es keverésű surround verzióját lehetett hallgatni DVD-Audio lemezről. A zenekar jelen lévő tagjai a helyszínen dedikáltak.

##### Djabe – Mayombe, 2001
Az Update albumhoz is készült két rádióbarát változat: a Mayombe című dal egy remixe és egy rövidített verziója, melyek az azonos című promóciós maxi CD-n kerültek a rádióállomások részére postázásra. Azonban ezek már meg sem közelítették a korábbi hasonló Djabe mixek sikereit.

##### Djabe – Amit az Updaterőlmégtudni lehet
A 2002-ben megjelent klub CD olyan anyagokat tartalmaz, melyek az Update felvételekor és a turné próbáin kerültek rögzítésre. Az Amit az Updateről még tudni lehet anyagának felét olyan stúdiófelvételek teszik ki, melyek az Update-en megjelent kompozíciók más verziói. A második blokk pedig az Update turné 2001. június 20-i próbáján készült, amikor Ben Castle első alkalommal csatlakozott a zenekarhoz. A felvétel később, 2012-ben az Update album DVD-Audio kiadásának extrái között is helyett kapott.

#### Djabe Live – Update Tour, 2001–2002
Az Oriflame Szuperkoncertes bemutatkozás után az új felállás első klubkoncertjét a Budavári labirintusban adta február 24-én, majd március 30-án az IBS következett, melyek egyfajta bemelegítésül szolgáltak a júniusi turnéhoz. A 2001-es nyári országos koncertkörút állomásai a következők voltak: június 22. Gödöllő, 23. Cegléd (Bori Jazz), 24. Szolnok, 25. Békéscsaba, 26. Zalaegerszeg, 27. Budapest, 28. Székesfehérvár, 29. Debrecen (Debreceni Jazz Napok) és 30. Győr.
Az Update Tour őszi-téli szakasza 2001. szeptember 14.én indult a Pesti Vigadóban, ahol a Ben Castle és a Djabe ismét teltházas és remek hangulatú koncertet adott. Majd 2001. október 19-én Nagykanizsán a Hevesi Sándor Művelődési házban a Jazz Hétvégén, 2001. október 20-án pedig Győrben a Petőfi Sándor Ifjúsági Házban volt hallható ismét a zenekar. Ezt követően a Djabe meghívást kapott a Horvátországi Jazz Fairy fesztiválra. A Csáktornyai (Cakovecz) vendégszereplésre 2001. december 7-én került sor.
A 2002-es esztendőt a Budai Fonó Zeneházban nyitotta a Djabe, ahol az Update-felállás egy éves évfordulóját ünnepelték. Majd március 6-án a debreceni Lovardában, március 8-án pedig a Pesti Vigadóban adtak kiemelt nagykoncertet. Utóbbiban nemcsak a zenekar addigi pályafutásának legjobb darabjai csendültek fel, hanem már az augusztusra tervezett új stúdióalbumuk egy-két kompozícióját is élvezhette a közönség. Az előadásokat ismét a megszokott látványos világítástechnika tette teljessé. A minden este más zenei világot bemutató New Orleans sorozat mellett a Djabe folytatta az Update koncerteket is. 2002. augusztus 3-án kiemelt sztárvendégként léptek fel a szlovákiai Ipolyságban megrendezett Galeri Rockfest elnevezésű nemzetközi jótékonysági koncerten, melyet a beteg gyermekek megsegítésére rendeznek. 2002. szeptember 20-án pedig az Update turné műsorát bemutató Flying című DVD-t mutatták be látványos fényshow-val kísért élő koncerten a pesti Vigadóban Saïd Tichiti marokkói zenész közreműködésével.
Az Update anyagát nagyszabású országos turnén mutatták be 2001 nyarán. A koncertek ezzel a műsorral egészen 2002 végéig folytatódtak. A hatfős Djabe legénységhez 2001 júniusában Ben Castle is csatlakozott Angliából. A színpadtechnika továbbra is látványos volt. A Vari*Lite segítségével a 2000-es turnéhoz hasonló színpadképet vittek tovább, de ezúttal már nem használtak kivetítőt, viszont az összesen hét zenész a színpadon bőségesen adott pluszt az előadás továbbfejlődéséhez.

##### Djabe – Gödöllő, 2001
A Djabe és Ben Castle gödöllői koncertje az Update turné nyitóállomása volt. Ennek ellenére a produkció addigra már teljesen kiforrott, köszönhetően az alapos próbafolyamatnak. A 2001. június 23-án, a Gödöllői Színházban rögzített felvétel először 2004-ben jelent meg, a Djabe Klub exkluzív kiadványaként. Tíz évvel később -egy bónusz dallal kiegészítve- a Gödöllő 2011 CD ismét kiadásra került. A 2014-es változat már teljes körű, alapos terjesztést kapott.

##### Djabe – Update turné – Szolnoki koncert
Az Update turné során a 2011. június 24-i szolnoki fellépés volt a leghosszabb. A szolnoki előadás audió-felvételét 2012-ben az Update album dupla DVD-s változatán jelentették meg, sztereó és surround verzióban is.

##### Djabe – Flying – Update Tour, 2001
A 2001. június 27-én a budapesti Petőfi Csarnokban rendezett Djabe + Ben Castle budapesti Update nagykoncertet és az őszi, szeptember 24-én a Pesti Vigadóban tartott, hattagú alapfelállással adott előadást is rögzítette a zenekar. A két koncert legjobb részeiből készítették el Flying címmel a Djabe 2002-ben napvilágot látott első DVD-jét, mely egyben az első magyar jazz/world music DVD is, illetve Barabás Tamás első surround keverése. A kiadvány élő koncerttel egybekötött hivatalos bemutatására 2002. szeptember 20-án került sor a Pesti Vigadóban.
A magyar Djabe számára egy DVD kiadása immár kihagyhatatlan állomás volt. Négy sikeres album, egy nemzetközi turné és három egymást követő díj után a legjobb magyar világzenei együttes, Égerházi Attila Djabéja nem nélkülözhetett egy ünneplő élő DVD-t. A Flying a 2001-02-es szerencsés turné tanúja. Kifogástalanul és abszolút profi módon gyártott DVD-ről van szó, amely az International DVD Magazine lelkes dicséretét is kivívta. Három óra koncert, a hetesfogat klasszikusaival, plusz 20 perc klip, interjúk és bónuszok. A magyarokkal ezúttal teljes hatáskörű tagként jelenik meg a kiváló angol fúvós Ben Castle, aki már játszott a Marillionnal és Steve Hackett-tel is. Emlékeztetünk arra, hogy Barabás Tamás, a kötéltáncos ügyességű basszusgitáros személyesen keverte és maszterizálta a lemezt. Kiváló, elismerésre méltó munkát végzett.

##### Djabe – Bratislava Jazz Days – Pozsonyi Jazz Napok, 2002
2002. október 18-án a hatosfogat a Pozsonyi Jazz Napok keretében lépett fel, melytől tévéfelvétel készült. A koncertfilmet 2012-ben az Update album dupla DVD-s változatán jelentették meg.

##### Djabe – Live in Slovakia, 2002
Az ötödik klub kiadvány alapvetően három, 2002-es őszi jazz fesztiválon adott koncert anyagából válogat: Pozsony október 18., Érsekújvár október 19. és Eperjes november 13. A Live in Slovakia 2002 CD bónusznak is beillő 10-es trackje 2001. június 30-án készült a deméndi jazz fesztiválon. Ez a felvétel különleges trió formációt mutat be: Ben Castle tenorszaxofonon hallható, Kovács Zoltán zongorázik és Barabás Tamás, aki ezúttal dobol(!).

##### Djabe – Video archívum, 2001–2002
A Djabe Klub második VHS kiadványa 2003-ban jelent meg. A Video archívum 2001-2002 az Update korszakot dokumentáló, több mint két órás kazetta, máshol még meg nem jelent ritka felvételek gyűjteménye.

#### A New Orleans sorozat, 2002
2002-ben a Djabe a New Orleans Music Clubban adott különböző tematikájú koncerteket úgy, hogy minden este teljesen más volt a program. Több mint 10 koncertre válthatott jegyet a közönség. Összesen több mint hét óra különböző zenét játszott el a zenekar.
A Djabe felvonultatja teljes hangszerparkját az afrikai csörgőktől az arab derboukán át az indonéz Angklung Bambooig. Sipos András bemutatja összes ütőhangszerét és megismerkedhetünk azzal a szellemiséggel, ahogy a zenekar ezeket egyedi muzsikájába illeszti.

Az első, három előadásos sorozat a New Orleans Klubban a világzene jegyében telt: 2002. május 28-án az afrikai hatások jegyében, június 11-én az arab és latin hatások jegyében, végül június 25-én az indonéz és indián zenei hatások jegyében adtak különleges előadást. Majd az őszi-téli sorozat október 8-án és 29-én (Est a külföldi koncertek anyagából), november 19-én (Világzene Est) és december 10-én (Kezdenek táncolni a kazlak... Est) zajlott le.
"Minden este teljesen más műsor! ... A három est folyamán hallhatjuk az összes számot, amit a zenekar valaha élőben előadott. Olyan kompozíciókkal is készülnek, melyeket kifejezetten ezen világzenei estekre komponáltak. Az együttes nem csak megszólaltatja, hanem mesél is a hangszerekről. ... A június 11-i hangverseny vendége Saïd Tichiti, aki Az Update felvételein közreműködött, és először lép fel élőben a zenekarral." – részlet a korabeli sajtóanyagból

##### Djabe – Unplugged At The New Orleans
Az utolsó két este unplugged koncert volt. A november 19-ei előadásra a zenekarhoz csatlakozott Saïd Tichiti marokkói muzsikus, az Update album egyik vendégzenésze. A 2003-ban piacra került dupla CD-s Unplugged At The New Orleans koncertalbum anyaga átfogja a zenekar teljes pályafutását az első Djabe lemeztől az akkor még csak készülőben lévő Táncolnak a kazlak-ig.
Az első korong egy multimédiás CD, melyen egy 14 perces videó látható extraként a hattagú Djabe első fellépéséről, mely 2001-ben a Vasas Csarnokban készült.

##### Djabe – New Orleans+
A 2002-es New Orleans sorozat első három előadását világzenei hatások jegyében állították össze. Az első koncerten az afrikai zenei elemeket viselő számokat játszották el. A második estén arab és latin hangzásokat magába olvasztó darabok hangzottak el. A harmadik előadáson észak-amerikai indián és indonéz kompozíciók kerültek terítékre. A 2004-ben megjelent exkluzív klub CD, a New Orleans+ anyagát ezekből a koncertekből válogatták össze. Néhány szerzemény direkt ezekre az előadásokra született meg, így máshol sem előtte sem utána nem volt hallható például a Zulu, a Thuesday Afternoon vagy a Bali Wind.

#### Djabe – Táncolnak a kazlak – Sheafs Are Dancing, 2003–2004
Az afrikai, indián és angol után a Táncolnak a kazlak lett az első Djabe stúdióalbum, amelyik magyar címet (is) kapott. Persze nem véletlen, hiszen a lemez kompozícióit Égerházi Attila gitáros, producer néhai édesapjának, Égerházi Imre (1925-2001) alföldi festőnek a képei alapján komponálták a fiúk. Az együttesnek sikerült zenei mondanivalóval hűen visszaadni a festő vizuális gondolatait. A hangokkal „tovább festették” a képeket. Megjelennek az Alföld, az erdélyi táj és a külföldi tanulmányutak – Olaszország, Bulgária, Lengyelország, Franciaország – hangulatai a zeneszámokban.
A világzene kiemelkedő hazai képviselője ezúttal elsősorban a magyar zenei kincsből merített. Az alföld, az erdélyi táj és Égerházi Imre többi motívumai zenei megfelelést nyertek. .A Táncolnak a kazlak albumon mutatkozott be Djabe-szerzőként Kovács Zoltán és Kovács Ferenc. Zoli a szintetizátorok helyett ezúttal akusztikus zongorán bizonyítja rendkívüli zenei tudását. Feri esetében pedig ezen a lemezen a hegedű dominál. Karakteres, magyar, “paraszt barokk” játéka alapvetően meghatározza az album jellegét. Az album vendégművészei közül visszatérő Herczeg Judit és Ben Castle. Először szerepel tabla Djabe felvételen, melyet Szalai Péter szólaltat meg. Szintén első alkalommal hallhatjuk Djabe hanghordozón a Genesis együttes legendás gitárosának, Steve Hackett-nek a játékát, mely a máig tartó együttműködés nyitányaként szolgált.

Az Égerházi-festmények ihlette koncept-album 2003-ban CD-n jelent meg, egy -a korong méretéhet illeszkedő- exkluzív kivitelű keménykötésű kétnyelvű (magyar, angol) könyvbe csomagolva, melyben az együttesre jellemző alapos ismertető mellett az összes Kazlak-szerzeményt ihlető festmény repró fotója is megtekinthető, így a dalokhoz tartozó festmények látványa, illetve további információk könnyen társíthatók a zenehallgatáshoz.
"A Táncolnak a kazlak több tekintetben is mérföldkőnek számít a Djabe pályafutásában. Részben azért, mert ezen az albumon fordult meg végképp az improvizatív, szabados hangulatfestő kompozíciók és a jóval kötöttebb, alapvetően jazzre épülő, kimunkált szerzemények aránya, az utóbbiak javára. Másrészt pedig a különböző egzotikus – afrikai, ázsiai, óceániai, indián – folk stílusjegyek és motívumok után, – illeszkedve a képek témájához és hangulatához -, itt jelentek meg elsőként a magyaros, kárpát-medencei népi dallamok az együttes munkásságában." – Jozé (passzio.hu)
Steve Hackett, a Genesis legendás gitárosa, az album közreműködője tömören csak annyit nyilatkozott, hogy a Djabe „a legjobb zenekar akikkel valaha játszottam.”

##### Jégvilág
A Táncolnak a kazlak album egyik különleges darabja a Jégvilág, ahol az Égerházi-festmények speciális animációs filmekként elevenedtek meg. A festő halálközeli élményeit bemutató festménysorozatának darabjait mozgatták meg az alkotók. A rendhagyó, különleges klip az album DVD-Audio változatának videó-extrái között kapott helyet.
A Jégvilág bevezetőjeként szolgáló Repülés című tételben maga Égerházi Imre szólal meg, és meséli el saját szavaival a klinikai halál állapotában szerzett élményeit, felvételről.
A szokásos sustorgó hang, lepergés, repülés valahová és ahogy megérkeztem, minden jég volt. Az előtérben, mintha jégkupacban emberek állnának, de nem statikusan álltak, hanem mozogtak a maguk jégterével együtt… hátrább mélyedésekből kinövően ismeretlen objektumszerű dolgok látszódtak, amelyek éltek… az egyik szemét lehunyta, a másikat kinyitotta… még hátrább megint voltak ismeretlen alakú építmények, amelyeket még életemben nem láttam, ezeket többszörösen lerajzoltam, hogy pontosan tudjam visszaadni… hátha egyszer megfejtik.

##### Táncolnak a kazlak – Sheafs Are Dancing DVD-Audio, 2004
A Táncolnak a kazlak 2004-ben DVD-Audio formában is megjelent, mely a formátum első hazai kiadványa lett. Az extrákkal gazdagon megpakolt verzió authoring munkálatait a londoni Abbey Road stúdióban végezték, ez a változat kapta meg 2004-ben a PRince Award díjat a „legjobb multimédiás alkotás” kategóriában. Egy évvel később pedig „a legjobb extra tartalom” kategóriában kapott jelölést a Los Angeles-i Surround Music Award-on.

##### Djabe (sztárvendég: Steve Hackett) – Erre táncolnak a kazlak, 2003
A Táncolnak a kazlak albumhoz tartozó remix kiadvány egy hatszámos CD. A 2003-ban megjelent "Erre táncolnak a kazlak" sztárvendége Steve Hackett. A rádió- és club mixeket tartalmazó korong a Kazlak anyaga mellett a korábbi Djabe klasszikusokból is válogat.

##### Kovács Ferenc – Magony vonósok, 2003
A Táncolnak a kazlak remixeket követően jelent meg Kovács Ferenc második szólóalbuma. A Magony vonósok című dupla CD három blokkból áll: a 2001. szeptember 22-i koncert, A Sziklarajzok című TranzDanz előadás zenéje és a Magyar dalok. Utóbbi rész Elindultam szép hazámból dalában a teljes legénység Djabe közreműködik vendégként.

#### Djabe – Táncolnak a kazlak turné, 2003–2004
A zene nemcsak stúdió változatban létezett surroundban, hanem a koncertek is 5.1-ben szólaltak meg. A zenekar ismét használt kivetítőt, ahol a címadó festmények mellett hasonló alkotások, és az alkotásokat inspiráló Égerházi Imre filmfelvételek voltak láthatóak. A koncerteket Égerházi Imréről készült portréfilm vezette be.
A turné 2003-as, első szakaszának hazai állomásai a következők voltak: március 5. Budakalász, 6. Győr, 12. Veszprém, 18. Békéscsaba, május 8. Tatabánya, 24. Budapest, június 22. Cegléd, 28. Deménd (Felvidék), augusztus 15. Pécs, 17. Csíkszereda (Erdély), 20. Esztergom, 23. Szombathely, szeptember 10. Sopron, 12. Szolnok, 13. Zalaegerszeg, 17. Debrecen, 18. Miskolc, 20. Budapest.
Az őszi-téli turnékörben némileg változott a műsor, a Djabe legénysége vendégművészekkel és unplugged-átiratokkal kedveskedett a lelkes közönségnek. 2003. november 6-án a dunaújvárosi Bartók Kamaraszínházban léptek fel. Ezt követően november 11-én a New Orleans Music Club következett, tripla lemezbemutató koncerttel, melyen a szlovák Peter Lipa a Beatles in Blue(s) albumát mutatta be, a Said Tichiti-vel kiegészült Djabe pedig az Unplugged at the New Orleans című közös koncertlemezét, a Táncolnak a kazlak dalai mellett. November 20-án a horvátországi Csáktornyán mutatták be a Kazlak műsort. Ezt a rendkívüli összművészeti ívet 2004. január 31-én egy olyan koncerttel zárta le a zenekar a budapesti New Orleans klubban, ahol a koncertteremhez kapcsolódó másik rendezvényteremben kiállításra kerültek a CD-t tartalmazó könyvben szereplő festmények. A tárlattal feltöltődött vizuális élmények után a zenekar némileg áthangszerelve unplugged formában mutatta be az albumot.
A Táncolnak a kazlak album és turné legfontosabb darabjai a címadó mellett a Virágcsendélet, a Fátyol mögött, a Hajdúböszörményi utcarész, valamint a koncerteken külön-külön is játszott Tájak két tétele, melyek mind-mind olyan darabok, amik a későbbi Djabe albumok darabjainak előképeinek tekinthetők. Valamint természetesen a Repülés és a Jégvilág kettőse, melyekkel a zenekar olyan különleges terepre merészkedett, mint még kevesen.
A Djabe együttes a Táncolnak a kazlak album hatására rengeteg külföldi meghívást kapott, akkoriban teljesedett ki a zenekar nemzetközi karrierje.

##### Djabe – Hungarian Tour With Peter Lipa Band, 2004
A 2004. január 31-én adott speciális unplugged koncert után áprilisban háromállomásos miniturné következett a szlovákiai Peter Lipa Band társaságában, mely a 14-én Budapestet (New Orleans Music Pub), 15-én Békéscsabát (Ifjúsági Ház), 16-án pedig Szolnokot (Városi Művelődési és Zenei Központ) érintette. Ezek voltak az utolsó koncertek az eredeti Update hattagú felállásban, az első nemzetközi turné, illetve Tóth Viktor csatlakozása előtt.

##### Djabe – Táncoltak a kazlak – Sheafs Were Dancing
A 2006-ban kiadott exkluzív kivitelű, papírtokos, digipak csomagolású dupla DVD törzsanyagának felvétele a Táncoltak a kazlak turné budapesti, a Petőfi Csarnokban megtartott koncertjén készült 2003. szeptember 20-án.
A kiemelkedő hangminőség, mely a hangosított koncertek között – azt hiszem nyugodtan mondhatom – high-end színvonalat képviselt, egyik sarokköve volt ennek a rendezvénynek. Rendkívüli érzékkel válogatták és szerkesztették meg ezt az anyagot. A látványvilág ugyanis tökéletesen együttműködött a zenével, a hangzással. Nem terelte el a figyelmet, jól kiegészítette a dalokat, sőt úgy is mondhatnánk szerves egységet képzett vele. Ha a szeptember 20-i estét definiálni kellene, akkor valamiféle összművészeti alkotás lenne a jó meghatározás. Szerintem ez a mondott megnyilvánulás már-már a klasszikusok között követel helyet magának. Élmények, érzések, emlékek dalba öntve, jó adag kreativitással, napjaink technikai lehetőségeinek kiaknázásával, maximalista kivitelezéssel, páratlan alkotást jelentenek.
A Táncoltak a kazlak két lemezének 300 percnyi anyagában külön is megtekinthetjük az élő koncert mögé vetített képanyagot, továbbá dokumentumfilmeket, útifilmeket, werkfilmet, németországi koncertfelvételt láthatunk a zenekarról és Égerházi Imre festőművészről.

##### Djabe – Tájak
A Tájak anyaga a Táncoltak a kazlak turné egyik budapesti állomásán, a Pesti Vigadóban került rögzítésre 2003. szeptember 25-én. A 2006-ban megjelent koncertfelvétel az első olyan Djabe album, mely csak és kizárólag online, digitális formában került terjesztésre.

##### V. Vajdics Krisztina – Neked írtam
2008. decemberben jelent meg V. Vajdics Krisztina Neked írtam című verseskötete, melyben a költőnő külön fejezetet szentelt a Djabe zenéjére, konkrétan a Táncolnak a kazlak egyes dalaira írt verseinek.

##### Djabe – Sheafs Are Dancing – studio and live
2016-ban jelent meg a Táncolnak a kazlak speciális újrakiadása. A kibővített könyvben az eredeti stúdióalbumot tartalmazó CD mellett egy különleges koncertválogatás is található. A Sheafs Are Dancing – Live című CD-n a Kazlak szerzeményeinek 2003 és 2015 között különböző helyszíneken (Pesti Vigadó, Petőfi Csarnok, New Orleans Club, Művészetek Palotája) rögzített koncertváltozatai hallhatók.
2015-ben megvalósult a zenekar egyik régi álma, és elkészültek a Repülés és a Jégvilág című kompozíciók szimfonikus változatai. Barabás Tamás újrakomponálta a két szerzeményt, melyeket Kovács Zoltán zongoraművész hangszerelt 59 tagú szimfonikus zenekarral kiegészített Djabe együttesre. A Táncolnak a Kazlak koncertlemezen hallható Repülés és Jégvilág felvételek Budapesten, a Művészetek Palotájában a Miskolci Szimfonikus Zenekar közreműködésével készültek 2015. november 10-én.
"A Táncolnak a kazlak Attila édesapja, Égerházi Imre festményeire komponált lemezünk. Itt működött valamiféle csoda. Ránéztem egy festményre és én, aki nem tudok zongorázni, elsőre eljátszottam a Jégvilág c. kompozícióm vázát egy szintetizátoron. Azóta is a hideg ráz ki, ha rágondolok. A halálközeli élményt tökéletesen ábrázoló részletgazdag festmény, amire ha ránézel szinte mozgásban van, így ihletett meg. Azóta számtalan embertől kaptam visszajelzést, akinek volt ilyen élménye, hogy őket is a hideg rázza, sőt teljesen átélik a szám hallgatása közben ezt a nem mindennapi élményüket. Bár egyáltalán nem vidám a témája, gyakorlatilag egy kis Requiem is lehetne szeretteinknek címezve, azonnal a kedvencem lett. A zenei kritikák is elsők között említik ezt a kompozíciót. És ha egyetlen számot kéne mondanom, ezt tudtam volna elképzelni szimfonikusok előadásában" – Barabás Tamás, részlet Égerházi Attila a "Forward Live" című könyvéből

##### Djabe – Táncolnak a kazlak – Sheafs Are Dancing – 3LP box
2019. szeptember 16-án jelent meg a Táncolnak a kazlak album háromlemezes vinil újrakiadása. Ismét Miles Showell világhírű masztering engineer végezte az Égerházi Attila által készített új analóg mesterszalagok felhasználásával a félsebességes lemezvágást az Abbey Road stúdióban.
A lehető legjobb hangminőség érdekében a korongok fordulatszáma 45 RPM, hiszen így érhető el a legjobb analóg hangminőség vinyl lemezen. A Táncolnak a kazlak album eredeti anyaga összesen öt, egyenként tizenöt perces oldalra fért fel. A hatodik oldalra bónuszként Djabe és Steve Hackett 2007-es budapesti Sipi Emlékkoncert-jéből kerültek fel felvételek. Olyan számok (Reflections Of Thiérache, Behind The Veil, Above The Skies), melyek eredetileg a Táncolnak a kazlakon jelentek meg stúdióváltozatban.
A Táncolnak a kazlak hanglemez box set nyomdai kivitele is rendkívül igényes. Minden hanglemez önálló tokba került, melyek belső borítói is nyomottak. A festmények, Égerházi Imre életrajza és a lemez készítésével kapcsolatos információk és fotók találhatók rajtuk. A három lemez pedig egy slipcase gyűjtő karton borítóba került be.

##### Táncolnak a kazlak – Sheafs Are Dancing – High-End albumpremier – Hilton Budapest City, 2019
A szeptemberi megjelenést nagyszabású bemutató (zenehallgatás és koncert High End hangrendszereken) követte a 20. HIFI Show kiállításon, 2019. október 26-án és 27-én a Budapest Hilton City Tokaj termeiben.
Barabás Tamás basszusgitáros és Égerházi Attila gitáros kompozíciói a 20. század egyik legnagyobb alföldi festőművész legendájának, Égerházi Imre alkotásainak hatására születtek. A lemez szemet gyönyörködtető csomagolása visszaadja a festmények egyedi hangulatát. A Djabe bemutatóterem egyik érdekessége, hogy az albumban szereplő 15 festmény közül több is kiállításra került.
A Djabe zenekar a Táncolnak a kazlak albumot a High-End rendszerek csúcsát jelentő Sonus Faber, McIntosh és Audio Research berendezéseken mutatta be hanglemezről, mesterszalagról, és a Hifi Show történetében először élőben is.

#### A héttagú Djab, 2004–2005
Tóth Viktor altszaxofonos 2004 őszén(?) került állandó tagként a Djabe zenekarba. Az együttes szerette volna, ha a szaxofon hang továbbra is szól a koncerteken, másrészt Kovács Ferenc sűrű elfoglaltságai miatt nem mindig tudott részt venni a külföldi turnékon. Tóth Viktor őt is jól tudta ilyenkor helyettesíteni.részlet Göbölyös N. László: Djabe – 20 év szabad hangjai című könyvéből

##### Djabe – World Tour, 2004–2005
Tóth Viktor az első külföldi turnék időszakában volt a Djabe együttes hetedik tagja. Többek között a vele kiegészült szeptett felállásban vettek részt a litvániai Kaunas Jazz fesztiválon 2004. április 23-án, illetve az Amerikai Egyesült Államok egyik legrangosabb jazz-fesztiválján a New York állambeli Rochesterben. A Rochester International Jazz Festival 2004-es összeállításában olyan világsztárok között léptek a Djabe fiúk színpadra, mint David Sanborn, Oscar Peterson vagy Bobby McFerrin. 2004. június 6-án a Djabe kizárólagos előadóként 3 koncertet is adott. Majd a Washingtoni Magyar Nagykövetség szervezésében koncerteztek. Az USA után London következett. 2004. június 11-én a Spitz színpadán első alkalommal lépett fel Steve Hackett a Djabe zenekarral. A koncert végén Steve életében először angklungon is beszállt a London című improvizációba.
2004. október 22-én egy rendhagyó fellépésre került sor a budapesti CDbárban., melyen a Táncolnak a kazlak DVD-audió verzióját lehetett csúcsminőségű 5.1-es Hi-Fi berendezéseken meghallgatni, majd a Djabe "meglepetés" koncerttel kedveskedett az egybegyűlteknek.
Ősszel, november 13-án a Felvidéken, a Kassai Jazz Napokon játszottak, majd november 27-én a szarajevói Club Coloseum színpadán ejtették ámulatba Bosznia-Hercegovina vegyes-ajkú közönségét. A külföldi koncertek szünetében az együttes több alkalommal is koncertezett Budapesten szeptett felállásban, továbbá a 2004. esztendő folyamán a héttagú Djabe fellépett még június 27-én Kecskeméten, július 28-án Pécsett és szeptember 14-én Debrecenben is.
2005. február 6-án a Colombus hajón volt az év első Djabe koncertje, amit március 11-én a miskolci Ady Endre Művelődési Ház követett.
2005. április 15-én a Djabe Németországban, a Burghausen Internationale Jazzwoche 2005 keretében adott nagy sikerű koncertet a Wackerhalle színpadán. A hangversenyt a Bayerischer Rundfunk alpha televízió műholdas adása 5.1 surroundban sugározta 2005. október 2-án. A koncert érdekessége, hogy Tóth Viktor szaxofonos, ezen az estén volt utoljára látható-hallható a Djabe színeiben.
Viktorral együtt mindössze néhány koncertfelvétel maradt fent, illetve egy stúdiófelvétel, mely a 2014-es Forward lemezen került befejezésre Wind Tale címmel. A koncertfelvételek közül kiemelkedik a 2005-ös burghauseni Jazz Woche fesztiválon készített másfélórás koncertfilm, melyet a BR alpha rögzített és többször is teljes egészében sugárzott. Egy része a fesztivál 2005-ös évéről készített DVD-n is megjelent, olyan előadók társaságában, mint Roy Hargrove. A másik említésre méltó koncertfelvétel 2004-ben a New Orleans Klubban készült, és vizuális extraként felkerült a Slices Of Life DVD-Audio változatára

##### Kovács Ferenc – Tranzit, 2005
Kovács Feri 2005-ös szólóalbumán szerepel egy Égerházi Attila és egy Kovács Zoltán szerzemény is. A felvételeken a klasszikus Djabe felállás mind a hat tagja hallható vendégként.

#### Djabe – Slices Of Life – Életképek, 2005–2006
2005 novemberében jelent meg az Slices Of Life – Életképek album, CD formátumban, melynek megírásakor Barabás Tamás és Égerházi Attila figyelembe vették a nemzetközi turnézás, kiemelten a fesztivál-fellépések tapasztalatait. Úgy érezték, hogy a nagylétszámú közönséget vonzó, sokszor szabadtéri rendezvényekre szükségük lenne az addigiaknál több gyorsabb tempójú, sodró lendületű számra. Ennek jegyében születettek meg a verbunkost a jazz-szel háziasító Doromb, a hungaro-cubano Omachule, valamint a Hajsza a ménes után, az Indian Experience és a City Of Habi címet viselő kompozíciók, melyek azon túl, hogy a korszak jellemző darabjaivá váltak, többségében máig a koncert repertoárban vannak.
Az Életképek szerzeményeiben az újból hattagú Djabe felállás mellett ismét hallható az angol zenészbarát, Ben Castle. Továbbá érdekes színfoltja az albumnak a záró darab, melyet az Echo String Quartet szólaltat meg.
Viktor sajnos 2005 nyarán a Slices Of Life című album felvételei közben kilépett a zenekarból, pedig több számot is a szaxofonra épített fel Barabás Tamás. A lemezen ezért játszik ismét Ben Castle, aki egy héten belül ugrott be Budapestre a felvételekre.
Valószínűleg minden Djabe album közül az Életképek nyújtja a legtökéletesebb arányú elegyét a jazznek, a fúziós-progresszív építkezési formának és a különböző világzenei hatásoknak, -beleértve a magyar népzene különböző elemeit is,- miközben mindvégig dallamos, tehát könnyen befogadható, közérthető marad.

##### Slices Of Life – Életképek – surround változat, 2006
Az Életképek DVD-változata 2006 márciusában készült el, és kivételesen nem DVD-Audio hanem csak sztenderd DVD-Video formátumban került kiadásra. A korong a Slices Of Life album 5.1-es surround és sztereó verziója mellett videó extrákat is felvonultat. Ezek közül az első egy koncertfilm, melyet 2004-ben, a New Orleans klubban rögzítettek. A felvétel érdekessége, hogy Tóth Viktor szaxofonossal felálló héttagú Djabe formációt örökítette meg. Található még a lemezen egy élő TV felvétel a Hajdúböszörményi utcarész című kompozícióval és egy zenekari útifilm, a 2005-ös emlékezetes Pori és Stockholmi jazzfesztiválos fellépésekről.

##### Djabe – European Tour, 2005
Tóth Viktor távozása után zavartalanul folytatódott az elsősorban fesztiválokat érintő nemzetközi turné, -párhuzamosan az Életképek album munkálataival- mely egyaránt érintett külföldi és hazai városokat. Németországot követően itthon Üröm (kétszer), Szentendre, Balatonfüred (Balatonfüredi Művészeti Fesztivál), Hajdúhadház, Debrecen, Budaörs és Budapest (háromszor) következett. A 2005. július 13-i, Bolgár Kulturális Intézetben adott koncert egyfajta előzményének is tekinthető a bulgáriai Bansko városában adott fesztiválfellépésnek. A Djabe 2005. augusztus 11-én lépett fel első alkalommal az International Jazz Festival Bansko műsorában, melyet azóta számos újabb meghívás követett. A 2005-ös turné folyamán Barabás Tamásék eljutottak még a svéd Stockholm Jazz, a finn Pori Jazz Festival nagyszínpadaira. Végül november 22-én Csehországban, Hradec Kralové Jazz Goes To Town elnevezésű fesztiválján zárták az évet.

##### Djabe – Goes To Festivals, 2005
2005. július 21-én lépett a 40 éves jubileumát ünneplő Pori Jazz színpadára az ismét hattagúvá vált Djabe zenekar, ötödik magyar előadóként a finnországi fesztivál negyven éves története alatt. A 2005-ös programban olyan világsztárok szerepeltek még, mint Charlie Haden, Jamie Cullumn és Kenny Garrett.
A szintén világhírű Stockholm Jazz 2005 is sikeres állomás volt a zenekar életében. A Stockholm szívében fekvő Skeppsholmen szigeten felállított hatalmas színpad előtti nézőtéren kb. 5000 fő tudott helyet foglalni, illetve állni. A stockholmi közönség a szintén fergeteges hangulatú koncert után megrohanta a CD árusító pavilont, majd kisebb tumultus alakult ki a dedikáló sátor előtt. A lelkes, vadonatúj svéd Djabe rajongók közül néhányan olyan véleményüknek adtak hangot, hogy számukra a Djabe előadása volt a fesztivál legjobb koncertje, pedig július 23-án olyan világsztárok is szerepeltek a színpadon, mint Johnny Griffin, Toots Thielemans, Lisa Nilsson, Didier Lockwood, Peter Cincotti, a zárónap előtt pedig: Lee Ritenour, Roy Haynes, Lauryn Hill és John Abercrombie. A Djabe legközelebb augusztus 11-én ad koncertet a bulgáriai nemzetközi Bansko Jazz fesztiválon.
Az Életképek albumhoz nem készült remix anyag vagy maxi CD. A 2005 szeptemberében lemezelőzetesként napvilágot látott Djabe Goes To Festivals azonban akár annak is tekinthető, mert elsősorban két új stúdiófelvételt mutat be, a extra koncertfelvételek mellett. Másik nézőpont szerint azonban a Goes To Festivals egy izgalmas koncertanyag, mely még két lemezelőzetes stúdiófelvételt is felvonultat pluszban. Mindenesetre a helyi felkonferálásokat is tartalmazó anyag felvillantja a Djabe 2004-es és 2005-ös külföldi fesztivál-fellépéseinek néhány emlékezetes pillanatát Rochesterből, Kaunasból, Burghausenből, Poriból és Stockholmból. A bónusz videófelvételen pedig a 2003-as, Pesti Vigadóban adott koncert részletét tekinthetjük meg.
A CD-t ajánlom mindazoknak, akik kíváncsiak az új Djabe felvételekre, és azoknak, akik szeretnének hangos élménybeszámolót hallani a fesztivál fellépésekről, valamint érdeklődnek a közelgő Táncoltak a kazlak DVD hangulatát illetően.

##### Földkörüli utazás a Djabe zenekarral, 2006
Az utazásokhoz kapcsolódóan egy tematikus válogatás is megjelent. A MALÉV részére készült 2006-os Földkörüli utazás a Djabe zenekarral című CD egy olyan zenei gyűjtemény, mely kontinens, ország, illetve tájegység szerint csoportosítja a Djabe különféle népzenei forrásból táplálkozó szerzeményeit, illetve feldolgozásait. A válogatáslemezen szereplő tizenhat felvétel sorrendben a következő zenei utazást nyújtja: Észak-Amerika, Közép-Amerika, Dél-Amerika, Észak-Európa, Közép-Európa, Franciaország, Dél-Európa, Magyarország, Észak-Afrika, Közel-Kelet, Dél-Afrika, Közép-Afrika és Indonézia.
A Djabe zenekar a hazai world music nemzetközileg is elismert jeles képviselője. Sajtos, egyedi zenéjükbe beépítik a különböző földrészek népeinek autentikus zenei elemeit és hangszereit. Ez a válogatás végigvezet bennünket a Djabe és ezzel együtt egy kicsit a világrészek változatos zenéin... közreműködik Steve Hackett a Genesis gitárosa.

#### Djabe – Slices Of Live – Élőképek – Slices Of Life Tour, 2006
A Slices Of Life lemezbemutató turné a Djabe egyik legnagyobb vállalkozása volt. A monstre koncertkörút 2006 februárjában Magyarországon kezdődött, majd a nyár folyamán Európában és az USA-ban folytatódott, és több mint 50000 ember látta, mely folyamán a fiúk a teljes lemezt eljátszották az első számtól az utolsóig.
Ezen a turnén vált végleges szokásává a zenekarnak, hogy a közönség soraiból felhívnak valakit, hogy csatlakozzon angklungozni a zenekarhoz
A 2006. március 3-án, a budapesti Petőfi Csarnokban készült koncertfilmet, valamint a Sigh videóklipjét tartalmazó "Slices Of Live – Élőképek" DVD a tervek szerint 2007 karácsonyára jelent volna meg, de Sipos András halála miatt a munkálatok háttérbe szorultak, míg végül csak 2012-ben kerülhetett a boltok polcaira.

##### Djabe – Message From The Road, 2007
A Message From The Road album anyagát a Djabe zenekar 2006-os európai és amerikai turnéja során rögzítette, így a koncertalbum Magyarországon, Olaszországban, Lengyelországban, az Amerikai Egyesült Államokban, az Egyesült Királyságban, Svédországban, Finnországban, Csehországban, Bulgáriában, Litvániában, valamint Bosznia és Hercegovinában készült koncertfelvételekből mutat be két nagy csokornyit.
A kétlemezes kiadvány egyik korongja egy sztenderd audio CD, a másik pedig egy DualDisc, melynek egyik oldala a lejátszóba helyezve szintén audio CD, melyen a koncertfelvételek második fele hallható, a másik oldala pedig DVD, melyen a teljes koncertanyag található, 5.1-es surround hangzásban. A második lemez DVD oldalán helyet kapott még egy-egy szolnoki, illetve berlini rádióinterjú, valamint a koncertbejátszásokkal gazdagított Videos From The Road című útifilm is.

#### Djabe – Last Tour With Sipi – The 2007 Summer Tour
A 2007-es nyári turné volt az egyik legtöbb országot magába foglaló a Djabe együttes történetében, mely folyamán három hónap leforgása alatt három földrész kiemelt jazzfesztiváljain adtak koncerteket. A The 2007 Summer Tour fontosabb állomásai a következők voltak: június 10. Baku Jazz Festival, Azerbajdzsán, július 05. Rigas Ritmi Festival, Lettország, július 07. Imatra Big Band Festival, Finnország, július 20. Wiesen Jazz Festival, Ausztria, július 22. Festival Musica do Mundo, Sines Portugália, augusztus 4-5. Kaslo Jazz, Kanada, augusztus 7. Blues Alley, Washington DC USA, augusztus 9. Paectec Jazz Festival, Baltimore USA, augusztus 12. Bansko Jazz Festival, Bulgária, augusztus 16-17. Nisville Jazz Festival, Nis majd másnap Prokuplije, Szerbia.
Ennek a nem hétköznapi koncertkörútnak az anyagából egy soklemezes box set van előkészületben. A Last Tour With Sipi című gyűjtemény a tervek szerint nemcsak a fesztiválos diadalmenetnek állít majd emléket, hanem a Djabe egyik alapítójának is, hiszen nem sokkal később, 2007. szeptember 14-én, Sipos András váratlanul elhunyt.
Januárban a budapesti Barabás Villában adott az együttes koncertet az Emberábrázolások Égerházi Imre művészetében című kiállítás megnyitóján, áprilisban a Debreceni Orvostudományi egyetem elméleti tömbjének aulájában a Debrecen témájú anyag bemutatóján, majd júniusban a Vármegye Galériában ugyancsak ők játszottak a művész erdélyi témájú képeiből nyíló tárlaton. Abban a hónapban eljutott a Djabe Azerbajdzsánba, ahol a világhírű tar-játékossal, Malik Mansurovval léptek fel a bakui jazz-fesztiválon. Ekkor kezdődött közöttük a máig gyümölcsöző kapcsolat. Júliusban Riga és a finnországi Imatra közönsége tapsolhatott nekik, majd augusztus végéig Kanadában, a kaslói fesztiválon, az Egyesült Államokban előbb a washingtoni Blues Alley Klubban, majd Baltimore-ban, a Paectec fesztiválon játszottak, végül Portugáliában, Bulgáriában és Szerbiában léptek fel. A turnét a csapat itthon zárta, pécsi, keszthelyi, budapesti és debreceni fellépéssel

##### Live at the Nisville Jazz, 2007
2007. augusztus 17-én a szerbiai Nisben, a Nisville Jazz fesztiválon játszott a Djabe, mely koncertet a szerb televízió rögzítette. Ezt a felvételt, -Sipos András egyik utolsó fellépését- később, 2009-ben a zenekar felrakta a Sipi Emlékkoncert dupla DVD-s változatának extrái közé.

##### Debrecen Jazz Days, 2007
2007. szeptember 7-én a Djabe fellépett a Debreceni Jazz Napokon. Akkor még nem tudták, hogy ez volt Sipos András utolsó koncertje, de Sipi egy héttel később elhunyt, így ez az előadás különös értelmet nyert, szomorú momentumként vonult be az együttes történetébe, mely véglegesen lezárt egy korszakot.
Ha tudjuk, hogy ez lesz az utolsó alkalom, talán sohasem jövünk le a színpadról
Az eredetileg nem kiadási, hanem csak archiválási céllal készült háromkamerás filmfelvétel végül a 2008-as Take On album DVD-Audio változatának videó extrájaként került a nyilvánosság elé.

### A negyedik Djabe felállás, 2007–2016
2017. szeptember 14-én, életének 53. évében Sipos András váratlanul szívrohamot kapott és elhunyt. Sipi megüresedett ütőhangszeres pozícióra nem vettek fel új tagot, így 2007 szeptemberétől öten folytatták a zenélést.
A lekötött turnédátumok miatt a gyászból még fel sem ocsúdott muzsikusok már a következő héten ismét úton voltak. Az öttagúra apadt Djabe együttes első koncertjei még abban a hónapban megtartásra kerültek: szeptember 21-én és 22-én Berlinben a Popkomm Wabe és a Quasimodo Music Club színpadán játszottak, 29-én pedig bécsi Birdland Jazz Club látta vendégül az együttest.

#### Djabe – Köszönjük, Sipi!, 2007
A Herczeg Judit és Ruzicska Tamás (Macumba) közreműködésével készült "Köszönjük, Sipi!" című emlékalbum mindössze két nap alatt, 2007. október 10-11-én készült a budapesti Tom Tom stúdióban. A részben új, részben újrajátszott régi szerzeményekben hallható még -korábbi felvételekről- Ben Castle, Karvaly Tibor és természetesen maga Sipos András is.
„Már régóta terveztük, hogy készítünk egy olyan stúdióalbumot, amit koncertszerűen veszünk fel, egyszerre fogunk zenélni, mindenféle rájátszás nélkül. ... Ki kellett magunkból zenélni a fájdalmat és a közös örömöt, emlékeket. Olyan számokat játszottunk, amelyek valamilyen módon nagyon kötődtek Sipihez. Néhány esetben olyan hangszeres sávokra játszottunk rá, amelyeket Ő vett fel lemezre. ... A régi számok mellett olyan új kompozíciók is felkerültek a lemezre, melyek az éppen befejeződött Take on albumról maradtak le. ... A lemezt egy koncertfelvétel zárja. Az a Witchi Tai To, amely Sipos András utolsó koncertjének utolsó száma volt. Debrecenben vettük fel a jazz napokon, 2007. szeptember 7-én.” – Égerházi Attila

#### Djabe – Legacy, 2023
2022-ben a Djabe úgy döntött, hogy a Köszönjük, Sipi! albumot nagylemezen is kiadja. Az évek múlásával Sipi zenei öröksége még jobban felértékelődött. Ezért és az iránta érzett háláért ezt a 2023-as vinyl kiadást a Djabe átkeresztelte LEGACY névre. Az újrakevert és részben átszerkesztett album külsőleg is megújult, mert az LP kiadás új borítót is kapott, Égerházi Imre egyik festményének felhasználásával. A felújított nagylemez változat után az anyag magnószalagon és mesterszalagon is elérhetővé vált, a hifisták igényeit kielégítendő, magas minőségben.
„Sipi a Djabe meghatározó zeneszerzője, ütőhangszerese és énekese volt. 2001-ben a zenekarral együtt megkapta a rangos eMeRTon-díjat az Update albumért, és ezzel a lemezzel megnyíltak a nemzetközi színpadok a formáció előtt.
Sipi a világ minden táját bejárta a Djabeval, egészen 2007. szeptember 14-én bekövetkezett váratlan haláláig, ami pótolhatatlan veszteség volt a zenekar számára. A többiek folytatták a hazai és nemzetközi sikersorozatot, de a Djabe hangzásából Sipi jellegzetes éneke és ütőhangszeres játéka sajnos elmaradt.” – részlet a hivatalos sajtóanyagból

#### Djabe special Guest Steve Hackett – Sipi Emlékkoncert – Sipi Benefit Concert, 2007
2007. november 30-án, András napján négyórás monstre koncertet adott a Djabe Budapesten a Petőfi Csarnokban a tragikus hirtelenséggel elhunyt alapító tag, Sipos András emlékére, illetve hátrahagyott családjának megsegítésére.

Az előadás során sok zenészbarát is színpadra lépett: Dresch Mihály szaxofonos, Balogh Kálmán cimbalomművész, Said Tichiti ütőhangszeres, Budai Sándor hegedűs és Németh Ferenc énekes. A kiemelt nagykoncert sztárvendége Steve Hackett, a Genesis egykori gitárosa volt, aki saját költségén utazott Budapestre. 
"A vendégművészekkel a Djabe és Steve olyan zenei szintézist hozott létre, mely egyedülálló minőséget képvisel a zenei életben. A négyórás műsorban a népzenétől a pop, rock, és jazzen át egészen a klasszikus hangvételig hömpölygött a zenefolyam, melyet a fellépők átszellemült örömmel és tehetséggel adtak elő." – részlet a korabeli sajtóanyagból
A rendkívüli előadás anyagából 2009-ben egy dupla CD, illetve egy dupla DVD-s kiadvány jelent meg. A "Sipi Emlékoncert – Sipi Benefit Concert" exkluzív, papírtokos deluxe DVD változatának extrái között megtekinthető Sipi egyik utolsó koncertje a zenekarral, melyet a Nisville Jazz fesztiválon, valamint ugyanennek a turnéállomásnak a werkfilmje. Továbbá felkerült még a Sipi koncertről készített dokumentumfilm, melyben a koncert főszereplői nyilatkoznak az előadásról és az utána eltelt időről. Végül a színészbarátok "Táncórák" című Sipi emlékére készült előadása zárja a különleges kiadványt.
2019-ben a Táncolnak a kazlak album háromlemezes vinil változatára felkerült három, kapcsolódó bónusz koncertfelvétel (Reflections Of Thiérache, Behind The Veil, Above The Skies) a 2007-es Sipi Emlékoncert anyagából.

#### Djabe – Take On, 2007–2008
A 2007-ben készült és 2008 februárjában CD formában megjelent "Take On" album egy korszak vége és egy másik kezdete volt a Djabe életében. Sipi a Take On minden számában feljátszotta az ütőhangszereket, és három kompozíció kivételével az éneklést is sikerült befejeznie.
A Take On folytatta az Életképek lemezzel megkezdett utat, így a fesztivál-kompatibilis jazz továbbra is magába olvaszt mindenféle fajtájú népi muzsikát, azonban a folk, a prog rock és a jazz különleges keveréke ismét populárisabb, a korai szerzeményeknél könnyebben befogadható módon került tálalásra. Természetesen ez alkalommal is bővítettek az etno/world music hatásokon. Új elem az ősi pengetős hangszer, a tar bevonása a hangszerelésbe, illetve első alkalommal jelenik meg cigányzene Djabe albumon.
A lemezen hallható hattagú Djabe felállást szokás szerint neves vendégművészek egészítik ki. Ezúttal két szaxofonos is szerepet kapott: Ben Castle mellett John Nugent (Ella Fitzgerald, Tony Benett, Clark Terry, Stevie Ray Vaughan, Woody Hermann Orchestra), a rochesteri Jazz fesztivál főszervezője. Az album különleges zenei szereplője az azerbajdzsáni Malik Mansurov, aki a tar világhírű mestere. A Djabe a bakui jazzfesztiválon játszott először Malikkal. További vendég az albumon Budai Sándor prímás és zenekara.

##### Take On DVD-Audio
A Take On anyaga 5.1-ben is megjelent, ezúttal ismét DVD-Audio formátumban. A sztereó és surround keverést is tartalmazó lemez videó extrája Sipi utolsó fellépésének filmfelvétele, mely a Debreceni Jazz Napokon készült 2007. szeptember 7-én.

##### Djabe – Sárika, 2008
A Take On albumhoz készült egy promociós CD is. A "Sárika" rádióverzióját tartalmazó single azonban nem ismételte meg elődei sikereit.

#### Djabe – Take On Tour, 2008
2008-ban a Take On albummal Európát, Észak-Amerikát és Ázsiát érintő világturnéra indult a zenekar, mely április végén Közép-Ázsiában, Kazahsztánban és Kirgíziában kezdődött. Ezt követték a magyarországi, majd az erdélyi, illetve romániai állomások. A Take On turnén a Djabe sztárvendégeként közreműködött John Nugent, Malik Mansurov, illetve Dresch Mihály.
A Take On korszak legfontosabb dalai a Kilinama és a Wind and Bell, melyekben első alkalommal hallható tar, illetve cigányzenekar. Továbbá a mindenkori közönség kedvencek közül két koncertfavorit, a Los Sipos és Butterfly.

#### Djabe special guest Steve Hackett

##### Djabe 15 – 15th Anniversary Concert
2010. május 17-én a budapesti Művészetek Palotájában került sok a Djabe 15 éves jubileumi koncertjére. A kiemelt nagykoncerten az együttes rendszeres vendégművészei és egykori ragjai is részt vettek, így Steve Hackett, John Nugent, Ben Castle, Said Tichiti, Malik Mansurov, Dresch Mihály és Koós-Hutás Áron mellett a két egykori Djabe szaxofonos: Muck Ferenc és Tóth Viktor is csatlakozott az évfordulón a Djabe aktuális kvartettjéhez, Sipit pedig felvételről idézték meg. Az első 15 évet összegző előadáson feltűnt Bakó Gábor táncos-koreográfus, aki ismét növendékei körében táncolt a Djabe dalaira.

A jubileumi koncerten rögzített koncertfilm 2011-ben került a boltok polcaira, egy kétlemezes, exkluzív kivitelű, kartontokos dupla digipak kiadványban. A teljes Djabe 15 – 15th Anniversary Concert előadást tartalmazó első DVD mellé csomagolt extra lemezen Zeke László kétrészes dokumentumfilmje, Az első 15 év látható-hallható.              
"A második lemezt a Djabe történetének szentelték az alkotók. A zenekarral Zeke László író készített interjút, aki a Djabe történetét közelről élte át a zenészekkel. A beszélgetéseket rengeteg filmbejátszás illusztrálja és egészíti ki. Ezek nagyobbik részét még nem láthatta a közönség. A koncert előtti napon, a próbán részt vevő zenészekkel szintén készített interjút a riporter. Bakó Gábor, Muck Ferenc, Said Tichiti, Koós-Hutás Áron, Ben Castle, Steve Hackett és Malik Mansurov mesélnek a zenekarral kapcsolatos élményeikről és történeteikről." – részlet a korabeli sajtóanyagból

##### Djabe special guest Steve Hackett – In The Footsteps Of Attila And Genghis
2010 augusztusában a Djabe és Steve Hackett kelet-európai turnén vett részt, mely Oroszországot, Magyarországot, Bulgáriát, Szerbiát és Horvátországot érintette. Egyes állomásokon velük tartott Koós-Hután Áron is. A műsorban a korábbi Djabe klasszikusok mellett Steve Hackett Genesis-es (Firth Of Fifth, In That Quiet Earth) és szóló szerzeményei (The Steppes, Last Train To Istanbul) is terítékre kerültek, melyből dupla album készült In The Footsteps Of Attila And Genghis címmel. A 2011-ben megjelent kiadvány érdekessége, hogy digipak belső részén székely rovással is fel lettek tüntetve a "Djabe" és a "Hackett" nevek.
"A koncertsorozat Kalinyingrádban kezdődött, majd Budapesten következett a Djabe 15 ráadáskoncert. Magyarországon még megálltak Debrecenben és Pécsett. Pécsről Bécsen keresztül Szófiába repült a zenekar, innen ment a banskói fesztiválra. A szerbiai Nisville Jazzfesztivál után a körutat Belgrádban zárta a csapat. A koncerteket rögzítették Magyarországon, és egy dupla CD-n jelentették meg. Az első korong debreceni, a második pécsi felvételeket tartalmaz. A hanganyag mellett koncertvideók is felkerültek a kiadványra. Az első CD-n lejátszható filmet a szerb televízió készítette a nisville-i koncerten. A második korongon a formáció 2008-as malajziai koncertjének részlete látható." – részlet Göbölyös N. László: ''Djabe – 20 év szabad hangjai'' című könyvéből
A 2010-es Djabe special guest Steve Hackett turné és azt archiváló koncertalbum legfontosabb dalai Barabás Tamás Genghis’ Sword című basszusgitár-fantáziája, valamint Steve Hackett Last Train To Istanbul dala az Out Of The Tunnel’s Mouth szólóalbumáról, melyet saját zenekarával még nem játszott élőben. Továbbá a következő Djabe stúdióalbum kvázi előzeteseként fontos szerepet kapott még egy új szerzemény, a Dark Soup is. A Kovács Ferenc progresszív rockba oltott kortárs parasztzenéje a 2010-es évek első felének fontos koncertdarabjává nőtte ki magát.
A Djabe special guest Steve Hackett formáció 2010-es nisville-i koncertjétől készült kétszámos tévéfelvétel megtekinthető az In The Footsteps Of Attila And Genghis album első CD-jének videó extrájaként.

##### Djabe special guest Steve Hackett – In The Footsteps Of Attila And Genghis – 2022-es kibővített kiadás
2022. július 7-én készült el az „In The Footsteps Of Attila and Genghis” album kibővített második kiadása, mely a korábbi verzióhoz képest 40 perccel több hanganyagot tartalmaz. Az újrakiadáson nincsenek videók, viszont hat bónusz tracket hallhatunk ugyanannak a turnénak a műsorából.

##### Djabe special guest Steve Hackett – Summer Storms & Rocking Rivers
2011 júliusában ismét közös turnén szerepelt Steve Hackett és a Djabe, mely folyamán nagy nyári viharok tarkították a csapat útját. A 2011-es turnéra Steve az akusztikus gitárját is magával hozta. A repertoárba így olyan klasszikus darabok is bekerültek, mint az Ace Of Wands, a Blood On The Rooftops, a Horizons és a Firth of Fifth kibővített verziója.

A turné második állomására június 11-én került sor Pozsonyban. A Majestic Music Club színpadán adott koncertet rögzítették, mely 2013-ban jelent meg Summer Storms And Rocking Rivers címmel. Eredetileg kizárólag dupla vinyl lemezen. A Steve Hackett blogjából átvett címben szereplő folyók a Pozsonyt és Budapestet összekötő Duna mellett a Tokajt érintő Tiszára utalnak. 
"A dupla lemez érdekessége, hogy a negyedik oldal a Los Endos Genesis klasszikus záró részével fejeződik be, melyet ... 2012. novemberben Budapesten, az IBS színpadán rögzítettek. A felvétel külön érdekessége, hogy játszik rajta második dobosként a Mezzoforte ikonja, Gulli Briem." – részlet a korabeli sajtóanyagból 

##### Steve Hackett & Djabe – Summer Storms & Rocking Rivers
2017-ben az angol Cherry Red Records gondozásában jelent meg a pozsonyi koncert újrakiadása, extrákkal kiegészített CD+DVD változata, ezúttal a Steve Hackett & Djabe névváltozatot használva. Az év végi összesítésben a Summer Storms And Rocking Rivers új verziója a második helyen végzett a kiadó eladási listáján, mely világviszonylatban is bestsellernek számít.

##### Djabe special guest Steve Hackett – Spring Tour, 2012
2012. március végén és április elején zajlott a Djabe és Steve Hackett közös tavaszi turnéja, melynek állomásai sorrendben Szentes, Kecskemét, Nagyvárad és Bécs voltak. A 2012. április 3-án a Porgy & Bess Jazz & Music Club-ban rögzített előadást, 2020. augusztus 7-én online stream formájában lehetett megtekinteni, a karantén miatt elmaradt koncert egyfajta kárpótlásaként.

##### Djabe & Steve Hackett – Live at Porgy & Bess
2022. augusztus 17-én jelent meg a 2012. április 3-án a Porgy & Bess Jazz & Music Club-ban rögzített koncert 84 perces részlete, kizárólag magnókazettán. Száz darabos limitált mennyiségben. A kiadványt a Djave & Steve Hackett 2022-es The Journey Continues turnéjában bécsi nyitóelőadására időzítették, mely szintén a Porgy & Bess színpadán volt.

#### Djabe – Down And Up, 2012–2013
Négy évvel az utolsó stúdióalbum után és öt évvel Sipos András halálát követően készült el a Djabe Down And Up című lemeze. Sipi elvesztése nem csak gyászt hozott a Djabe életébe, hanem a kényszerű kvintetté alakulás át is rendezte a zenekar megszólalását. Sipi nélkül kevesebb egzotikus ütőhangszer szólalt meg a Djabe 2010 utáni új felvételein, mint a korábbi időkben, így az első ötösben készült albumon is. Továbbá mérséklődött a távol-keleti-, afrikai, illetve indián népzenék hatása a friss kompozíciókban. De a legnagyobb különbség talán az, hogy a Sipi által korábban hangban is hitelesen megidézett távoli népeket és népszokásokat, az "etno-éneklést" felváltotta az euroatlanti térségben általánosnak számító "modern" pop-rock énekstílus, illetve Kovács Ferenc jóvoltából még inkább előtérbe került a kárpát-medencei folklór, magyar népzene, az éneket tekintve is.
"A Down And Up zeneszerzői, hangszerelői és stúdiómunkálatai Barabás Tamás tehetségét és igényességét dicsérik elsősorban. Természetesen jelen vannak az albumon a korai Djabe felvételek világát idéző Égerházi Attila és Kovács Ferenc szerzemények is. Külön érdekesség, hogy a lemez utolsó dala a Tears For Peace egy könnyebb hangvételű énekes felvétel, melynek szövegét Steve Hackett felesége, Joanna Hackett írta. Itt kell megemlítenünk, hogy a neves és már majdnem Djabe tagnak számító egykori Genesis gitáros, Steve Hackett öt kompozícióban is közreműködik az albumon, valamint ő énekli a Tears For Peace című számot. Az albumot végighallgatva a Djabétól megszokott friss, sokszínű zenei utazásban vehetünk részt, és ezúttal is megmutatja új arcait az együttes. 10 új szám, hangulatok az elmúlt évek tapasztalataiból – lent és fent.
Barabás Tamás basszusgitár játékát világszerte elismerik és szeretik. A Down And Up albumon most szinte minden hangszeren játszik, melyből kiemelhetjük kiváló gitárjátékát. Bizonyára kevesen tudják, hogy eredetileg szólógitárosként kezdte pályafutását. Banai Szilárd az utóbbi pár évben az egyik legmagasabb szinten jegyzett dobossá nőtte ki magát, melyet nemzetközi elismerései is bizonyítanak. Egyedi ritmikai és muzikális megoldásai élvezetes színt adnak a kompozícióknak. Égerházi Attila gitártextúrája alapvető jellemzője kezdetektől fogva a Djabe hangzásának. Ezen az albumon az Awakening City és a Hills Of The Valley című számok képviselik ezt a világot. Kovács Ferenc a tőle megszokott zeneiséget hozza trombitán és hegedűn. Külön figyelemre méltó a Dark Soup című számhoz írt érdekes szövege, melyet karakteres énekstílusában ad elő. Kovács Zoltán zongora- és billentyűjátéka az évek során egyre fontosabb elemévé vált a Djabe zenéjének, melyről ezen a kiadványon is meggyőz bennünket." – részlet a korabeli sajtóanyagból
A 2012. október 25-én, elsőként megjelenő enchanced CD változat, melyen audió- és videó-extra is helyet kapott, exkluzív digipak csomagolásban került a boltok polcaira. A neves nemzetközi vendégsereget felvonultató albumon ismét hallható Steve Hackett (ének, gitár), Malik Mansurov (tar), John Nugent (szaxofon), Balogh Kálmán (cimbalom) és Herczeg Judit (ének). Rajtuk kívül közreműködik még Bede Péter pásztorfurulyán, Veress Gábor fuvolán és Roger King billentyűs hangszereken. Utóbbi a Down And Up bónusz felvételén hallható. Steve Hackett zenekarának billentyűse egy, Barabás Tamás által áthangszerelt Steve Hackett szerzemény, a Camino Royale új stúdióváltozatán dolgozott, ahol a zenélés mellett a felvételek elkészítéséből is kivette a részét.
"A Down And Up persze nem ér itt véget, mivel ismét egy enhanced CD-ről van szó. Láthatunk egy bécsi élő felvételt a Dark Soupból, és halljuk Steve Camino Royale című dalának a Djabéval kiegészített változatát, amely más változatban, de felkerült Hackett Genesis Revisited II. című albumára. A dal eredetileg Steve 1982-es Highly Strung című lemezének nyitódala volt, ezt követően hozta létre saját független lemezkiadóját, a Camino Recordsot. Lemezének nyitódala volt. Ezt a verziót Tomi hangszerelte Steve elmondásai és kérései alapján, melyek egy 1975-ös New Orleans-i álmán alapultak. A Genesisszel turnézott akkoriban, a Lamb Lies Down On Broadway albumot mutatták be Amerikában. A jazz-es hangvétel nem véletlen…" – részlet Göbölyös N. László: ''Djabe – 20 év szabad hangjai'' című könyvéből
A Down And Up kiemelkedő darabja a Steve Hackett énekelte békedal, a Tears For Peace, melynek zenéjét Barabás Tamás szerezte, szövegét pedig Jo Hackett írta. 
"Teljesen más lett a téma, a dal, mint amire eredetileg gondoltam. Malajziában voltunk, karácsony körül. Számunkra teljesen idegen volt a környezet, és ebben a hangulatban több dalt is elkezdtem írni, amelyeknek nagy része néhány évvel később a Down And Upon jelent meg. Ezek között volt ez is, már alapjaiban kissé poposnak tűnt, elég sokáig fiókban maradt, nem gondoltam volna, hogy egyszer rákerül egy Djabe-lemezre. A Tears for Peace munkacím volt, a Tears For Fears együttesről, a ,80-as éveket idéző melódiáról jutott ez eszembe. Később már a hangszerelést szándékosan e kor divatja szerint csináltam meg. Mivel úgy gondoltuk, hogy ezt énekelni kellene, megmutattuk Steve-nek. Annyira megtetszett neki és feleségének, Jonak, hogy azonnal megihlette őket, de ragaszkodtak hozzá, hogy ez maradjon a címe. Én ugyan nem gondoltam arra, hogy ebből egy békedal lehet, de hagytam a dolgokat folyni a maguk útján. Aztán, ha már háború, jött Attila tankos ötlete…" – Barabás Tamás, részlet Göbölyös N. László: ''Djabe – 20 év szabad hangjai'' című könyvéből
"A Djabe korábbi dalaiban általában world music-jellegű ének volt, vagy Sipinek valamilyen afrikai motívuma, ilyen volt a Djabe című dal, a későbbi klipek inkább koncertekről szóltak. Tamás megírta ezt a dalt, Steve felesége, Jo, megírta a szöveget, amelyen Steve itt-ott változtatott a felénekléskor. Úgy gondoltam, hogy ez a dal kellemes, elég populáris jellegű, bár nem a mai divatokat követi, és ezért szerettem volna, ha klip is születik hozzá. Ezzel a zenekar tagjai mind egyetértettek. Hozott is némi nézettséget, bár azt nem lehetett várni, hogy a zenés csatornák állandóan műsorukon tartják, de Steve miatt külföldön is sok helyen átvették.” – Égerházi Attila, részlet Göbölyös N. László: ''Djabe – 20 év szabad hangjai'' című könyvéből
"Meggyőződésem, hogy nem normális az, aki háborút indít." – Steve Hackett, részlet a Tears For Peace klipjéből
A Down And Up album és korszak legfontosabb szerzeményei közül is kiemelkedik a címadó, mely precízen vetítette előre a Sipi utáni Djabe korszak hangulatának, hangzásának és hangszerelésének főbb elemeit, melyek azóta sem változtak. Továbbá balkáni és távol-keleti népzenei motívumokat progresszív rockos hangszereléssel (és gitárriffeléssel) vegyítő koncertfavorit Dark Soup, melyben Kovács Ferenc átütő hitelességgel énekli az általa szerzett népdal-betétet. Valamint a kezdeteket idéző és az állandóságot biztosító Awakening City és a Hills Of The Valley, melyek élőben szintén rendkívül működőképesnek bizonyultak.

##### Down And Up audiofil dupla LP
A Down And Up album jelentőségét az is bizonyítja, hogy a Gramy Records kiadó -a már megszokottnak számító CD és DVD-audió változatok mellett- dupla vinyl LP-n is kiadta, mely analóg verzió hosszú szünet után az első hagyományos hanglemezes kiadványként komoly feltűnést keltett a gyűjtők és a Hi-Fisták körében. A 2012. november 15-én megjelent dupla album extra felvételeket is tartalmaz. Ugyanis a Down And Up hatvankét perces törzsanyaga elfért három lemezoldalon, így a negyedik lemezoldalon bónuszként a Djabe special guest Steve Hackett formáció egy stúdió- és két koncertfelvétele, a Camino Royale, valamint a Firth Of Fifth és a Dark Soup hallható. A tökéletes hangzás és az audiofil vásárlók kielégítésére mindkét korong 180g-os heavy vinyl nyomásban készült el.

##### Djabe – Down And Up Tour, 2012
A Down And Up albumot a zenekar hazai és nemzetközi turné keretében mutatta be.

##### Djabe with Steve Hackett and Gulli Briem – Down And Up – Live In Budapest (sztereo lemezbemutató, 2012)
2012. november 30-án, Budapesten az IBS színpadán egy speciális lemezbemutató koncertet tartottak. A különleges előadáson a Djabe aktuális tagjai mellett közreműködött még Steve Hackett gitáros, valamint Gulli Briem. Ez volt az első alkalom, hogy a Mezzoforte dobosa a zenekarral játszott, mely azóta rendszeressé vált hazai és nemzetközi turnék alkalmával. A koncert első részében a Djabe és Steve Hackett mutatták be a Down And Up album első kilenc kompozícióját. A koncert középső részében Steve Hackett játszott önálló akusztikus blokkot, majd hozzá csatlakoztak a Djabe zenészei, kvartett felállásban folytatva akusztikus előadást. Végül az ismét elektromos hangszerelésben előadott Genesis és Djabe számokra Gulli Briem is csatlakozott a zenészekhez, fokozva a koncert intenzitását és színesítve a ritmusszekció hangzását. Mely a későbbi hosszú és eredményes együttműködésnek adta meg az alapját.
Az előadásról kép- és hangfelvétel is készült, mely teljes egészében a 2013-as Down And Up – Live In Budapest DVD-n, részleteiben pedig a 2015-2017 között kiadott Live In Blue sorozat különböző hanghordozóin szerepel.

##### Djabe & Steve Hackett – Tears For Peace klip, 2012
2012 decemberében, Budapesten készült a Djabe és Steve Hackett Tears For Peace című közös szerzeményének klipje, melyet a zenekar 16 mm-es fekete-fehér filmre forgatott Vermes Iván operatőrrel, melynek központi motívumként Budapest belvárosában egy T 59-es tankon játsszák és éneklik a dalt.  
"Igazi vibrálást éreztem a közönségben a Djabe koncert alatt, ahol az ő és az én anyagaimat is játszottuk, köztük a Tears for Peace dalt az új albumukról. A zenét és a címet a Djabe (Barabás Tamás) írta, a szöveget Jo, én gitározom és énekelek rajta. A dal a háború áldozatairól szól. Meg vagyok róla győződve, hogy nem normális az, aki háborút indít szélsőségek vagy profit miatt. A kegyetlenség és az értelmetlenség szomorúvá és dühössé tesz engem.
A következő két napot a Tears for Peace klip filmezésére szántuk Budapesten, mely igazán látványos hátteret biztosított ehhez. Naplementekor egy Dunán úszó hajón játszottunk a kamerának. A második nap igazán különleges esemény volt. Egy tank parancsnoki pozíciójába állítottak, a dalt pedig megafonon keresztül énekeltem, miközben hívogattam a tankra a zenekart. A tankra mászás bizonytalan és veszélyes élmény volt. A szörny gépezet hatalmas robbanó erővel indult, a füst kivágódott belőle, ahogy magabiztosan elhúzott a macskaköves úton. Ahogy játszottunk és énekeltünk a tankon a belvárosban, elképzelheted, hogy mennyien megbámultak bennünket. Kíváncsi voltam, hogy hogyan reagálnak az emberek a budapesti utcákon, és ők szórakozva és kíváncsiam néztek ránk." – Steve Hackett

##### Down And Up DVD-Audio, 2013
2013. január 30-án került a boltok polcaira a Djabe Down And Up albumának DVD-Audio változata. A kétoldalas (DVD10) korong DVD-audio oldalán 5.1 MLP surround és 2.0 MLP sztereó változatokban hallgatható meg az album tíz kompozíciója, valamint a bónusz Camino Royale. A DVD videó oldalon az 5.1 DTS surround és 2.0 PCM sztereó hangsávok kaptak helyet. A videó-oldalon extraként megtekinthetjük még a 2012. november 30-án, a, sztereó lemezbemutató bemutató koncerten elhangzott címadó szerzeményt; továbbá a Dark Soup című szám 2012. április 3-án Bécsben, Steve Hackett-tel közösen rögzített koncertváltozatát; valamint a Tears For Peace videóklipjét.  
"Érdekesség, hogy az LP gyártáshoz felhasznált analóg master is meghallgatható a digitális sztereó master mellett. Minden bizonnyal ez a megoldás kedveltté teszi a lemezt a hi-fi berendezéseket tesztelők körében is." – részlet a korabeli sajtóanyagból

##### Djabe with John Nugent and Gulli Briem – Down And Up – Live In Blue (surround lemezbemutató, 2013)
A Djabe zenekar 2013. március 1-jén Budapesten, a PECSA Music Hall-ban (a volt Petőfi Csarnokban) 5.1-es surround koncerten, élőben is bemutatta a Down And Up albumot. A térhangzású előadás sztárvendégei John Nugent amerikai szaxofonos és Gulli Briem voltak. Utóbbi sokkal több szerepet kapott a koncerten, melynek anyaga a Down And Up dalait leszámítva teljesen más volt, mint az IBS színpadán elhangzott műsor.
A különleges előadásról természetesen professzionális film- és hangfelvétel is készült, mely a 2015-ös (Blu-ray Disc) és 2016-os (DVD) Live In Blue videókiadványok törzsanyagát képezi. A hanganyag részletei pedig a Live In Blue sorozat az LP, dupla CD és szalagos kiadásokon (negyedsávos, félsávos mesterszalag) hallhatók.

##### Djabe (with Steve Hackett and Gulli Briem) – Down And Up – Live in Budapest DVD, 2013
2013. augusztus 27-én jelent meg a Djabe és sztárvendégei Down And Up – Live In Budapest DVD-je, mely a 2012. november 30-i budapesti (sztereó) Down And Up lemezbemutató koncert teljes anyagát tartalmazza, sztereóban, illetve az utómunka során kikevert 5.1-es surround hangzásban is. Az extrák közé bekerült a Tears For Peace című számhoz forgatott videóklip, valamint a zenekar 2011-es turnéjának debreceni állomásán forgatott koncert klip, a The Steppes, Steve Hackett szerzeménye. Az alkotók fotógalériát is készítettek a DVD-hez.
Az év második felében, a Gramofon klasszikus, jazz, és világzenei szaklap 2013. évi őszi számának mellékleteként is terjesztésre került a Djabe Live in Budapest című DVD-je.

##### Djabe és a Miskolci Miskolci Szimfonikus Zenekar – Művészetek Háza, 2013
A Forward című szimfonikus projekt egy miskolci koncertmeghívással kezdődött.
"A Djabe zenéjével kapcsolatban sokszor éreztük azt, hogy bizonyos kompozíciók jól szólnának nagyzenekari hangszerelésben. Erre először 2003-ban Tamás Jégvilág című száma inspirált bennünket. Képzeletben mindannyian hallottuk, hogyan is szólhatna ez a mű nagyzenekarral. Az évek során azonban más projekteken dolgoztunk, más kötötte le alkotó energiáinkat. 2013 novembere azonban fordulatot hozott ebben a kérdésben. Abban a hónapban Steve Hackett-tel, a Genesis gitárosával turnéztunk Magyarországon és Szlovákiában. A turné egyik állomása a miskolci Művészetek Háza volt, ahová a Miskolci Szimfonikus Zenekartól kaptunk meghívást. A zenekar akkori igazgatója, Horváth Ádám kérése volt, hogy játsszunk olyan műveket is, amelybe a szimfonikusok részéről is be tudnak kapcsolódni zenészek. ...
Felhívtam Steve-et, hogy elújságoljam neki a hírt, aki örült a lehetőségnek. Javasolt is pár kompozíciót is a repertoárjából, de legnagyobb meglepetésemre kottákat nem tudott küldeni. Nem estem nagyon kétségbe, hiszen Kovács Zoli, a zenekar akkori zongoristája képzett zeneszerző és hangszerelő, így megkértem őt, hogy ezeket a műveket írja le és készítse el szimfonikusok részére a partitúrákat. Zoli remek munkát végzett, nem csak leírta, hanem bizonyos mértékig újrahangszerelte ezeket a műveket. Véleményem szerint a Jacuzzi c. kompozíció minden idők legjobb vonós hangszerelését kapta." – részletek Égerházi Attila "Forward Live" című könyvéből
A koncert 2013. november 10-én zajlott le, -két próba után- a Miskolci Szimfonikusok 15 fős vonós zenekara, Steve Hackett és a Djabe közreműködésével. Az előadás egyes részletei felkerültek a Live In Blue sorozat különböző hanghordozóira, valamint a Summer Storms And Rocking Rivers, illetve Forward Live DVD-k extrái közé.

##### Djabe – Forward, 2014
"A koncert utáni vacsora alkalmával a Miskolci Szimfonikus zenekar, Steve Hackett és a Djabe is kifejezte szándékát további közös együttműködésre. ... A Djabe esetében ez nagyon hamar meg is valósult. A koncert utáni napokban Tamással sokat beszélgettünk arról, hogy milyen jó lenne egy teljesen új albumot készíteni, ahol a Djabe zenekar zenészeit kibővítjük egy kb. 60 fős szimfonikus zenekarral. Nagyon lelkesek voltunk és egyetértettünk abban, hogy teljesen új műveket kell komponálni, nem régi számainkhoz szimfonikusokat hozzáadni. Ennek szellemében született meg a Forward album 9 kompozíciója, melyből 7 számban hallhatóak a szimfonikusok. A művekben a Djabe és az MSO hangzása teljesen egymásra épül. Igazából egyik sem működik a másik nélkül. A magam részéről ezt a totális összhangot tartom az album egyik legnagyobb erényének. A kompozíciók oroszlán részét Tamás jegyzi és szokás szerint az én szerzeményeimet is ő fejezte be. ... Már az alkotás folyamatában szorosan együtt dolgoztunk Zolival, aki elkészítette a hangszereléseket, majd ezután a partitúrákat. Ő is nagyon lelkes volt, megmutathatta magát hangszerelői oldaláról a Djabe zenekaron belül is. Nagy elismerés illeti őt, kiváló munkát végzett." – részletek Égerházi Attila "Forward Live" című könyvéből
A népes vendégsereggel, valamint a Miskolci Szimfonikus Zenekarral közösen elkészített 2014-es Forward album a Djabe történetének addigi legnagyobb szabású projektjének bizonyult. A kritika és a hallgatók szerint is a zenekar pályafutásának legnagyobb szabású műve készült el. A több, mint egy óra muzsikát tartalmazó album, korábban még nem publikált új szerzeményekből áll, nem pedig korábbi slágerek szimfonikus újrafelvétele. Barabás Tamás és Égerházi Attila kompozícióit Kovács Zoltán hangszerelte. A CD változaton található kilenc (vagy tizenegy) Forward track (a Life Spirit című szerzemény három tételes) változatos zeneisége és hangszerelése kifejezetten szimfonikus zenekari előadásra lett komponálva, akár egybefüggő szvitként is hallgatható. A Djabe akkori formációjának és vendégeinek hangszerei erős szimbiózisban élnek a klasszikus zenekarral. A szimfonikus felvételeknél valóban a Miskolci zenekar működött közre, egyáltalán nem használtak digitális mintákat.
„Tudatos volt a címválasztás, hogy »előre« haladunk. Akárcsak az előzőnél, amelynek Down And Up (Lent és fent) volt a címe. A zenekart is megtépázta a 2008 utáni időszak, de aztán sikerült talpra állnunk. Majdnem négy év telt el akkor az utolsó, a Take On óta. Nemcsak azt akartuk jelezni, hogy tovább léptünk abból az állapotból, hanem a Miskolci Szimfonikus Zenekar bevonása is új színnel, új térrel gazdagította a lemezt. Mindig figyelünk arra, hogy amit a Djabe eddig képviselt, az maradjon meg, de jöjjenek az új dolgok! A kompozíciók eleve úgy készültek, hogy nagy teret adjunk a szimfonikusoknak” – Égerházi Attila, részlet Göbölyös N. László: ''Djabe – 20 év szabad hangjai'' című könyvéből
"Az évekkel ezelőtt kialakított Djabe-hangzásba már bele lehetett hallani a szimfonikus hangokat: a szintetizátorokkal hol nagyzenekar, hol vonóskar szólalt meg. Reménykedtem, hogy egyszer majd igazi szimfonikusokkal dolgozhatunk. Mostanában sok együttes csinálja, hogy régi dalaikat áthangszerelik nagyzenekarra, vagy az újakhoz teszik hozzá háttérként. Nálunk nem erről volt szó, úgy igyekeztem megírni a zenét, hogy a nagyzenekar szólama önállóan is megállja a helyét, nem csak a hangszerelés részeként. Ezért is hagytuk a lemez elején, hogy önmagában játsszon a szimfonikus zenekar, és ebbe a nyitányba lépünk bele mi. Nem volt könnyű megtalálni az arányokat, hogy mindebben a Djabe-hang is megmaradjon, de minden hangszer szóljon, főleg a fortissimóknál. A lírai részeknél viszont szinte adta magát, hogy mit írjak a nagyzenekarnak. – Barabás Tamás, részlet Göbölyös N. László: ''Djabe – 20 év szabad hangjai'' című könyvéből.
Az albumon a már-már állandó vendégnek számító Steve Hackett mellett olyan előadók működnek közre, mint az azeri virtuóz tarművész Malik Mansurov, Mótyán Tibor tablaművész, Gulli Briem az izlandi Mezzoforte zenekar dobosa, John Nugent és Herczeg Judit. Mellettük az albumon hallható még Égerházi Sára percussion játéka, valamint Kaszás Péter vokálja, Ron Stackman prózája és a koncertfotós Mernyó Ferenc tapsa is.

A lemez budapesti bemutatójára 2015. november 10-én került sor a Művészetek Palotája Bartók Béla Nemzeti Hangversenytermében. A koncerten közreműködött Malik Mansurov, Mótyán Tibor és a Miskolci Szimfonikus Zenekar Reményi József vezényletével.
"Teljes mértékben figyelembe veszem a komponálásnál a társak és a vendégek zenei és emberi egyéniségét. Tudom, hogy mit szeretnek játszani, milyen hangnemben, mi az, ami jól áll nekik. Az irántuk érzett empátia nélkül ez nem is működne. Például Malik esetében ott volt a Mr. East. Hallgattam sok taron megszólaltatott zenét arról a tájról, aztán Malik felvilágosított, hogy ezek a motívumok egy házzal odábbról, nem Azerbajdzsánból, hanem Iránból jöttek. Ennek ellenére nagyon magáénak érezte, el is kérte a kottát, hogy majd játssza saját együttesével. Nem hittem, hogy tudok neki valami újdonságot nyújtani…" – Barabás Tamás, részlet Göbölyös N. László: ''Djabe – 20 év szabad hangjai'' című könyvéből
„Évek óta a levegőben volt egy szimfonikus lemez elkészítése. 2013 novemberben volt egy koncertünk a Miskolci Szimfonikus Zenekarral. Steve is fellépett velünk és az ő két dalát meghangszereltem vonósokra. A későbbi együttműködés ennek a kapcsolati tőkének köszönhető. Aztán szorítani kezdett minket az áprilisi határidő, Tamással együtt napi kapcsolatban voltunk a zenekarral. Tőle először megkaptam a particsellót, a hangszerelés nélküli változatot, majd olyan fájlokat, amelyben már felvázolt egy bővebb nagyzenekari koncepciót.” – Kovács Zoltán, részlet Göbölyös N. László: ''Djabe – 20 év szabad hangjai'' című könyvéből
"A My Day-t írtam meg utoljára, magam is éreztem, hogy kellene egy basszusgitáron alapuló dal. A darab úgy született, hogy megírtam egy részt basszusgitáron, majd ehhez hozzáírtam a többiek részeit, és többször innen találtam vissza a basszusmotívumokhoz. A végén magam is meglepődtem, hogy mi sült ki a kezdeti egyszerű témából. Valóban jutalomjáték volt önmagamnak." – Barabás Tamás, részlet Göbölyös N. László: ''Djabe – 20 év szabad hangjai'' című könyvéből
A Forward-on helyet kapott egy régóta befejezetlen kompozíció is. A Wind Tale című dal végleges album-verziójában részben 2004-es sávok is helyet kaptak, így tíz évvel korábbi archív felvételről Sipi és a Djabe akkori szaxofonosa, Tóth Viktor játéka is hallható.   
"A Wind Tale című szám felvételei még 2004-ben kezdődtek a Slices Of Life című CD-hez. Akkor nem került befejezésre, bár azóta mindegyik stúdióalbum készítésekor felvetődött részemről a kidolgozása. Most megtalálta az útját az albumra. Nem is baj, hogy éppen most, hiszen bizonyos részei pont a szimfonikusokkal szólnak remekül. A felvétel érdekessége, hogy 2004-ben Sipos András játszotta fel a kongát, az ütőhangszereket, beleértve a Kovács Feri által készített xylophon szerű ütőfák hangját is. Abban az időben tagja volt a zenekarnak a kitűnő altszaxofonos Tóth Viktor is, akinek alto szólója és bambusz fuvola játéka is megszólal a Wind Tale-ben." – Égerházi Attila, részlet Göbölyös N. László: ''Djabe – 20 év szabad hangjai'' című könyvéből
Az exkluzív digipak csomagolást kapott önálló CD változaton a kilenc audio track mellett a korong tartalmaz egy számítógépben lejátszható videót is, Strings Are Moving Forward címmel, melyet a Forward című szám szimfonikus felvételein készítettek.

##### Forward audiofil dupla LP
A Forward album kiadásra került dupla 200 grammos vinyl LP-n is, melynek negyedik oldalán található több, mint 20 perc extra tartalom a Forward Symphonic Suite önálló szvitként tálalja az albumhoz rögzített szimfonikus részeket. 
"Ennek hangzása természetesen sokkal kellemesebb az emberi fül számára, mint a digitális hanghordozóké. De nem csak ebben jelent pluszt a CD-hez képest. A CD anyaga, a 9 kompozíció elfért a dupla lemez első három oldalán, a negyedik lemezoldalra pedig valami különlegeset tettünk fel. Tamás készített egy 23 perces Forward Suite összeállítást, melyen kizárólag a szimfonikusok hallhatóak. Ez a felvétel is bizonyítja, hogy Tamás és Zoli milyen remek munkát végzett a szimfonikus részek megírásával és hangszerelésével. Önmagában is nagy élmény meghallgatni." – részlet Égerházi Attila "Forward Live" című könyvéből
A kiemelkedő minőségű dupla LP mellé a CD változatot is hozzácsomagolták, ezúttal karton-tasakban.

##### Forward DVD-Audio
A 2014. május 14-én piacra dobott DVD-Audio változaton a teljes album 5.1-es surround verziója mellett szintén megtalálható a Forward Symphonic Suite, valamint a vinyl lemez analóg mesterszalagjának 24 bit / 96 kH-es sztereó változata, továbbá a Strings Are Moving Forward című rövidfilm a szimfonikus felvételekről. 
"A szimfonikus zenekar felvételeire ... áprilisban, Miskolcon, a Művészetek házában került sor. A háromnapos munka során a karmesteri feladatokat Zoli látta el, a zenekari munkát Tamás segítette és ő ügyelt a felvételekre is. A szervezési és produkciós feladatokat igyekeztem a lehető leggördülékenyebben megoldani. A szimfonikus hangszerelést eddig a pontig csak számítógépről tudtuk visszahallgatni, ami természetesen meg sem közelíti egy élő zenekar hangzását. Így amikor először hallhattam élőben a Forward nyitányát, amikor csak az MSO játszik, annyira felvillanyozódtam örömömben, hogy azt sem tudtam, hogyan örökítsem ezt meg. Szerencsére a stúdiótechnika tette a dolgát és a kamerám is „nyugodt tudott maradni”, és később egy kisflmen be is tudtuk a felvételeket mutatni. A Strings Are Moving Forward című film a Forward DVD-Audio lemezen megtekinthető." – részlet Égerházi Attila "Forward Live" című könyvéből
A kétoldalas (DVD10) korong később helyet kapott a 2018-ban megjelent Forward Live című mediabookban is.

##### Djabe with Steve Hackett & Gulli Briem – Down And Up & Forward Tour, 2014
A 2014. esztendő folyamán a Djabe és sztárvendégei elsősorban a Down And Up album dalaival turnéztak szerte a nagyvilágban, de már a szimfonikus bemutató előtt is előkerültek a Forward egyes tételei az élő előadásokon.
"A Forward darabjai már májusban felcsendültek élőben. Gulli Briem vendégszereplésével játszott a Djabe Szentesen és Budapesten a Református Zenei Fesztiválon, a Bakáts téren, ... Júniusban Ukrajnában, a Lembergi Alfa Jazz Fesztiválon szerepelt a zenekar. Júliusra Steve is előkerült, és immár hetesben szerepeltek Hévízen, Hajdúszoboszlón, előzőleg pedig az Óbudai Nyár keretében, a Fő téren. ... Bár ebben az évben az együttes kevesebbszer jutott el külföldre, azért ebben az évben is átrepültek az Újvilágba, ezúttal ismét Kaslóban tartottak három koncertet, de felléptek Vancouverben is. A nyáron Gulli nem tudta elkísérni Palóznakra a Djabét, mert saját együttesével a Mezzofortével lépett fel az augusztusban rendezett balatonparti fesztiválon. A Djabe számára különösen fontos volt, hogy októberben, újra Gullival kiegészülve, meghívták őket a pozsonyi jazz-fesztiválra, amely 13 évvel korábban nemzetközi pályafutásuk nyitányát jelentette, és amely után további 41 országban lépett fel a zenekar." – részletek Göbölyös N. László: ''Djabe – 20 év szabad hangjai'' című könyvéből

##### Djabe and the Hungarian Symphony Orchestra Miskolc – Forward Live, 2015
A Forward album ősbemutatójára, élő szimfonikus lemezbemutatójára 2015. október 1-én, a Zene világnapján, a miskolci Művészetek Házában került sor, a Djabe és a Miskolci Szimfonikus Zenekar előadásában Reményi József karmester vezényletével, Mótyán Tibor tabla-művész közreműködésével.
"Természetesen szerettük volna az albumot élőben bemutatni a Miskolci Szimfonikus zenekarral együtt. Hosszas egyeztetések után a bemutató koncertre egészen 2015. október 1-ig kellett várni. Ekkor volt a közös ősbemutató Miskolcon, Művészetek Házában, ahol a 2013-as koncert és a lemez felvételei is megvalósultak. A koncert anyagát tekintve úgy gondoltuk, hogy a kellő mennyiségű zeneanyag érdekében szükség lenne még további közös művekre az MSO-val, és ezen a ponton végre megvalósulhatott régi álmunk: megszületett a Jégvilág című kompozíció kibővített, szimfonikus változata. De nem értük be ennyivel, készült egy egyveleg további, régebbi Djabe kompozíciókból, szintén szimfonikus köntösbe öltöztetve. ... A megfelelő karmestert a Hamburgban élő Reményi József személyében találtuk meg, aki Zoli volt évfolyamtársa, régi barátja és örömmel vállalta a feladatot." – részlet Égerházi Attila "Forward Live" című könyvéből
A következő előadásra 2015. november 10-én Művészek Palotájának, Bartók Béla Nemzeti Hangversenytermében került sor. A film- és lemezfelvétellel egybekötött budapesti előadáson további vendégként részt vett még Malik Mansurov tar-játékos is. (A Forward dalait november 8-án, a debreceni Sikk Klubban próbálták össze Malikkal a Djabe fiúk, egy nagyzenekar nélküli klubkoncerten.) A Müpában rendezett szimfonikus nagykoncert volt az első, a Djabe különleges 20 éves jubileumi előadásai közül. A hangversenyből Forward Live címmel koncertalbum és koncertfilm is készült, melyek 2018-ban kerültek publikálásra; valamint egyes vonatkozó részletei felkerültek a 2016-os Sheafs Are Dancing Live koncertalbumra is.

##### Forward Live Digibook, 2018
2018. április 18-án jelent meg a Forward Live című dupla koncertalbum (dupla CD-n), illetve koncertfilm (DVD-n), mely korongok egy 64 oldalas könyvet és a Forward stúdióalbum DVD-Audio változatát is tartalmazó exkluzív digibookban kerültek elhelyezésre. A 24 kamerával rögzített különleges koncertfilmet tartalmazó első DVD extrája a Journey To The Palace Of Arts című dokumentumfilm, mely részletekbe menően mutatja be a 2013-as indulásától fogva a Forward projektet egészen a Művészetek Palotájában 2015. november 30-án tartott Forward Live nagykoncertig, beleértve a 2015. október 1-i miskolci ősbemutatót is.  
"A miskolci bemutató remekül sikerült. A koncerten készült soksávos hangfelvétel, és többkamerás videófelvétel is, amelyből gyorsan össze is vágtuk a címadó Forwardot, amivel még a Müpa koncert előtt ízelítőt tudtunk adni az előadásból. A klip megtekinthető a Forward Live DVD-n mint extra tartalom." – részlet Égerházi Attila "Forward Live" című könyvéből
A koncertfilm díszbemutatóját 2018. június 26-án tartották a Corvin Budapest Filmpalota Radványi termében. A Djabe történetében kiemelt eseményének számító vetítésen mások mellett Benkő László, az Omega együttes billentyűse is tiszteletét tette.

##### Forward Live audiofil dupla LP, 2018
2018 májusában megérkezett a Forward Live koncertalbum dupla nagylemez változata is. A dupla vinyl verzió Európa legjobb hanglemezgyárában a hollandiai Record Industry-ban készült. A 180 grammos fekete korongok a lehető legjobb audiofil minőségben adják vissza a koncert hangzását. Az exkluzív kivitelű gatefold borító gazdag képanyaggal illusztrálva, méltó módon mutatja be az album és a koncert történetét.
A Forward és Forward Live albumok, valamint a korszak legfontosabb szerzeményei a szimfonikus nyitányú címadó; az azóta is elmaradhatatlan koncertfavorit, a Lava Lamp; aztán a korai Djabe ízeket és prog rock elemeket felvonultató Life Spirit, Égerházi Attila csodálatos háromtételes szvitje; továbbá a kifejezetten Malik Mansurovnak-Mansurovra írt Mr. East; valamint a zárótételként is felfogható My Day, melyben a jazz-rock formáció és a szimfonikus zenekar olyan egységet valósít meg, ami párját ritkítja.

#### Djabe with Steve Hackett, Gulli Briem and John Nugent – Live in Blue – a jubileumi kék széria, 2015–2017
2015-ben Live In Blue címmel koncert kiadványsorozat indult a Djabe zenekar 20. jubileuma alkalmából. A felvételek zöme a Down And Up stereo és surround turnék alkalmával készült 2012 és 2014 között. Minden digitális Live In Blue kiadvány, tehát a dupla CD, a Blu-ray Disc és a DVD egyaránt tartalmaz olyan számokat, ami a többi lemezen, illetve az analóg LP-változaton és magnószalagokon nem található meg. A szimpla LP, a dupla CD és a Blu-ray 2015-ben, a Djabe projekt indulásának 20. évfordulójához igazítva jelent meg; a DVD 2016-ban, az első Djabe album megjelenésének jubileumi évében került a boltok polcaira; a kétféle szalag (negyedsávos, félsávos mesterszalag) pedig 2017-ben, az első koncertező Djabe formáció jubilálásának esztendejében került kiadásra.

##### Live In Blue audiofil LP, 2015
A 2015 februárjában megjelent, 500 darabban limitált, sorszámozott, égszínkék vinylre préselt LP verzió az első darabja a Live in Blue szériának.
A Djabe 2012-ben a Down And Up album megjelenése kapcsán nagyszabású koncertkörútba kezdett és 2014 nyaráig emlékezetes fellépések sorát adták Magyarországon, Európában és Kanadában. Az előadásokhoz gyakran csatlakoztak a zenekar zenész barátai is. Így a kiadványon jelentős szerep jutott a vendégeknek is. Steve Hackett gitározott, Gulli Briem ütőhangszereken és dobon játszott, John Nugent szaxofonozott; a 2013. november 10-i miskolci koncert különösen rendhagyó lett, hiszen a Miskolci Szimfonikusok és Kovács Sára fuvolán is közreműködött a programban.

A kék korongon hallható a Djabe akkori alapfelállásától (Barabás, Banai, Égerházi, Kovács Ferenc, Kovács Zoltán) a Los Sipos a miskolci koncertből és a Life Spirit a 2014-es Óbudai Fesztiválról, mely kompozíció már a Forward albumról való, és a sorozat többi kiadványára nem kerül fel, csak az LP-n, illetve az analóg magnószalagokon lehet megtalálni. A Djabe Steve Hackett-tel hallható az Ace of Wands felvételén Miskolcról. Szintén Miskolcon készült a Jacuzzi és az Overnight Sleeper, ahol Kovács Zoltán hangszerelte és vezényelte a szimfonikusokat, Kovács Sára fuvolázott, Steve Hackett gitározott. A Djabe 2013-ban a PECSA Music Hallban rögzítette az LP anyagának többi felvételét, ahol Gulli Briem és John Nugent voltak a vendégzenészek. Ezek a darabok két hosszú egyveleg formájában ízelítőt adnak a zenekar teljes pályafutásából, hiszen a különleges medley-k Take On-ig mindegyik albumról tartalmaznak kompozíciókat.
"A 180 grammos audiofil hanglemez egy coloured vinyl, vagyis egy gyönyörű, átlátszó kék színű LP. Limitált kiadás, melyből mindössze ötszáz darab sorszámozott példány készült. Ízléses, csodaszép tasakban. Öröm kézbe venni. Ráadásul az albumhoz 24 bit / 96 kHz minőségű tömörítetlen (wav) letöltést ad ajándékba a zenekar, digitális borítóval együtt. … Az összesen tizenöt tétel nagyrészt medley, azaz különleges egyveleg formában szólal meg. Így nemcsak, hogy sok dalból hangzanak fel ismerős dallamok, hanem a hosszú kompozíciók lerövidítésével, illetve a szólók visszafogásával minden korábbinál lényegre törőbben mutatkoznak meg a Djabe formanyelv gyökei: a rájuk jellemző és az évek során egyre egyedibbé váló harmóniavilág; valamint az egzotikus hangszerelés és a repetitív részek által keltett kissé meditatív, felfelé tekintő, alapvetően pozitív szellemiségű hangulatok. ... A korongon természetesen helyet kaptak még Steve Hackett zseniális szerzeményei. Valamint a This Is Not America című, mára már sztenderdnek számító kompozíció, melyet eredetileg 1984-ben rögzített David Bowie és a Pat Metheny Group, de azóta már számos emlékezetes feldolgozás bontotta ki a különleges szerzemény színeit. Ezúttal a Gulli Briem-mel és John Nugent-tel kiegészült Djabe pipálta ki a kéket. A Live in Blue egy kivételes karrier kiemelkedő koncertlemeze, az idén húsz esztendős zenekar koncertélményeinek kiérlelt sűrítménye. A Djabe live esszenciája." – Jozé
A lemezkülönlegesség szakmai bemutatóját 2015. február 12-én tartották a budapesti Audio Centrum High End bemutatótermében, a kék színű átlátszó vinylre nyomott audiofil korongot az Audio Centrum csúcsminőségű lemezjátszóján és hangrendszerén, újságírók és hangmérnökök társaságában lehetett meghallgatni. A programban Égerházi Attila producer és Barabás Tamás hangmérnök, a Djabe tagjai ismertették az album felvételének, keverésének és gyártásának részleteit.

##### Live In Blue 2CD, 2015
A 2015 márciusában kiadott, digipak csomagolást kapott dupla CD a második darabja a Live In Blue szériának. A két CD műsorideje összesen 158 perc. Mindössze 32 percnyi az átfedés a 45 perces LP zeneanyagával, és nagyjából 80 perc olyan felvétel van rajta, ami nem került fel a 185 perc játékidejű Blu-rayre. 
"E kék korszak előidézője a zenekar fénytechnikusa, Farkas Gábor, akinek keze alatt a zenészek elmondása szerint minden szín kékké vált – és ez jól reflektált a kék bakelitre és a Blu-rayre is. Ennél persze a Djabe zenéje sokkal színpompásabb: mi sem bizonyítja jobban a fenti állításokat a zenekar darabjainak fejlődéséről, hogy az első CD túlnyomó része a Down And Up anyaga – hallgassuk meg egymás után a stúdió, majd ezt az élő változatot. És ezen az első lemezen hallható egy jókedvű reggae-be átúszó anklungozás, valamint a Steve Hackett-féle Firth of Fifth, amely Kovács Ferenc hegedű-intrójával már közös védjeggyé, vagy hogy Öcsinek se mondjunk ellent, közös „hangenergiájvá” vált. A második korong igazi klasszikus élménnyel, Steve, Kovács Sára fuvolaművész és a Miskolci Szimfonikusok vonósainak előadásával nyit, visszatérnek a Take On életigenlően elmélyült dalai, Banai Szilárd és Gulli Briem kínálnak ütőkavalkádot az Attitude Synergy-ben és a Urban Jungle-ben, újra táncolnak a kazlak a Hortobágyon, a dombtetőn álló házban, és más tájképekben. Belefér ebbe a hangtájba a Forwardon hallható Lava Lamp, egy kötelező Los Endos, majd befejezésül felidézik a korai időket a Clouds Dance-szel, a First Steppel és a Distant Dance-szel, ami minden, csak nem a lélek lecsendesedése. Ez a közel három óra olyan sűrűn, üresjáratot nem hagyva szól, mintha egyetlen estén, egyetlen koncepció köré építették volna fel, pedig a miskolci és a 2013. márciusi Petőfi Csarnok-beli est mellett, amelyet minden idők egyik legjobb Djabe-koncertjének tartott a kritika, részletek hangzanak el a 2012 novemberi IBS-bemutatóról, egy 2011. júliusi debreceni buliról, sőt még a 2014 júliusi óbudai Fő téri koncertről is. Érdemes elejétől végig hallgatni, úgy jönnek ki igazán zamatai." – részlet Göbölyös N. László: ''Djabe – 20 év szabad hangjai'' című könyvéből
"A hamar klasszikussá érett, mára már jól ismert szerzemények kimagasló minőségű, ötletes élő előadása olyan, mint amikor egy eleve gyönyörű, csinos hajadon felékszerezetten, teljes díszben, tűsarkúban és persze kék bársony nagyestélyiben vonul végig a színes reflektorok csillogó fényében.
Önismétlés és közhely, de a Djabe ismét olyan minőséget tett le az asztalra, ami világviszonylatban is kimagasló. Igaz ez magára a sokszínű, változatosan hangszerelt és ötletesen áthangszerelt, átvariált zenei anyagra, még inkább a brutális hangminőségre. Nagy kár, hogy honfitársaink jelentős része valószínűleg sosem fogja ezt a csodát a maga teljességében hallani. Úgy, ahogy kell: eredeti hanghordozókról, Hi-Fi vagy High-End hangrendszereken keresztül, egy arra megfelelő akusztikájú helyiségben. Mindenkit bátorítok, hogy vegye a fáradságot és keresse a lehetőséget. Akár a saját otthonában, akár egy audio centrumban, akár egy komoly hifista ismerősnél, de az életben legalább egyszer hallgassa meg kipihenten, nyugodt körülmények között, tisztességes hangcuccon a magyar zeneművészet egyik legfrissebb gyöngyszemét.” – Jozé, részlet Göbölyös N. László: ''Djabe – 20 év szabad hangjai'' című könyvéből

##### Live In Blue Blu-ray Disc, 2015
2015 májusában érkezett a harmadik rész. A koncertvideó törzsanyaga a Down And Up surround lemezbemutató nagykoncertjének teljes felvétele, melyet a sztereo lemezbemutató koncert highlight-szerű részletei és egyéb extrák, így Steve Hackett 2013-as miskolci akusztikus szettje és a Tears For Peace videóklipje követnek.  
"Csúcsminőség kékben. A Live in Blue című Blu-ray Disc a Djabe zenekar kék sorozatának harmadik kiadványa. A csúcsminőségű BD törzsanyaga nem más, mint a rendkívül jól sikerült Down And Up album domináns kék fényekkel kísért 2013-as surround lemezbemutató koncertjének teljes hang- és képfelvétele. Ezt követi bónuszként a 2012-es sztereo lemezbemutató koncert anyagából készült összeállítás, valamint egyéb érdekességek. A surround és a sztereo kitételek itt természetesen az élő koncertek hangosítására érvényesek, hiszen a korongon szereplő összes kompozíció a lehető legjobb minőségű 5.1-es surround hangzással élvezhető, melyek az eredeti soksávos, nagyfelbontású koncertfelvételek felhasználásával készültek, Barabás Tamás hangmérnök fantáziadús, profi keverésében. ...
A Live in Blue minden idők egyik legjobb Djabe koncertje volt, melynek élő surround hangzása hamar legendássá vált. A Djabe történetének első Blu-ray lemeze 24 bit / 96 kHz-es DTS-HD 5.1 surround formátumban, tökéletesen adja vissza azt a bizonyos rendkívüli zenei- és hangzásélményt, ami a híres PeCsa-beli koncertet jellemezte. Nyugodtan kijelenthető, hogy a kiadvány hanganyaga, a Djabe esetében már szokásosnak tekinthető maximumot nyújtja. Ennél jobbat még a külföldi szupersztárok kiadványain sem igen lehet hallani. A korong extrái között helyet kaptak még a budapesti IBS-ben tartott 2012-es sztereó lemezbemutató csúcspontjai Gulli Briem (Mezzoforte) dobossal és Steve Hackett (Genesis) gitárossal; továbbá a miskolci Művészetek Házában tartott 2013-as koncert akusztikus blokkja Steve-vel, Kovács Sára fuvolaművésszel és a Miskolci Filharmonikusokkal; ugyaninnen még a Sipi emlékét őrző Los Sipos (Homage to Sipi) című zenekari szám, valamint a Tears For Peace tankos videóklipje Hackett énekével és Herczeg Judit vokáljával. A Live in Blue hazai lemezkiadás egyik, ha nem egyenesen a legszínvonalasabb Blu-ray kiadványa, mely kompromisszum-mentesen: a lehető legjobb kép- és hangminőségben tartalmazza a dupla-réteges Blu-ray korongra (BD50) tömörítés-mentesen még felvihető három órányi felvételt. Nincs gagyizás, nincs bűvészkedés a hangsávokkal, nincs még egy képkockányi lebutított filmrészlet sem. Csak a komoly hozzáállásból fakadó minőség, igényesség és profizmus. A kép a lehetőségekhez képest a maximumot nyújtja, elmegy egészen a falig: a Blu-ray technológia határaiig. A színek élethűek, a mozgásoknál nincs elmosódás vagy rendkívüli pixelesedés, raszteresedés, képzaj vagy színátmosódás." – Jozé
A koncertfilm díszbemutatóját 2015. május 26-án tartották a budapesti Corvin filmpalota Radványi termében.

##### Live In Blue DVD, 2016
A 2016 januárjában kiadott Live in Blue DVD a Djabe zenekar kék sorozatának negyedik kiadványa. A Blu-ray lemezhez hasonlóan a koncertvideó törzsanyaga nem más, mint a rendkívül jól sikerült Down And Up album domináns kék fényekkel kísért 2013-as surround lemezbemutató koncertjének teljes hang- és képfelvétele. Ezt követi bónuszként egy részlet a 2013. november 8-án, a szlovákiai vágújhelyi BlueNote Jazz Club-ban rögzített koncertből. Ezt a koncertet Steve Hackett-tel közösen adta a zenekar. Az összeállításba olyan számok számokat válogattak be, melyek a Pecsa Music Hallban nem kerültek műsorra, és elsősorban Steve Hackett vagy Genesis kompozíciók.

##### Live In Blue műsoros- és mesterszalagok, 2017
2017-ben megjelent a "kék széria" ötödik és hatodik része, mikor is a Djabe Live In Blue című albumának LP változata – nagy feltűnést keltve – negyedsávos és félsávos magnószalagokon is elérhetővé vált. A negyedsávos változat a házi Hi-Fi magnókra készített 19 cm/s sebességű csúcsminőségű műsoros szalag. A félsávos, 38 cm/s sebességgel rögzített mesterszalag paraméterei egy az egyben megegyeznek annak a szalagnak minőségével, amiről a lemezt vágták a holland Record Industry gyárban. A felvételek egyesével készülnek a zenekar stúdiójában és hangmérnökeinek kezei alatt kiváló minőségű mesterszalagokra.

##### Live In Blue – QVP Edition, 2021
2021. március 5-én jelenik meg a Live In Blue album második vinil verziója. A kiadványsorozat LP változatának új, limitált kiadása a Quality Vinyl Project sztenderdjei szerint készült el. Az új, kibővített borító 16 új fotót és extra leírást tartalmaz. A 140 grammos, fekete vinyl LP, QVP külső műanyag tasakban kapott helyet. A limitált QVP kiadásból mindössze 200 darab készült.

#### Djabe – 20 éves jubileumi koncert, 2016
2016. április 1-én a MOM Kulturális Központ Színháztermében került sor a Djabe második 20 éves jubileumi nagykoncertjére, melynek első részében a zenekar az addig eltelt 20 év terméséből válogatott. Az akkor 20 évvel azelőtt megjelent első, szimplán a zenekar nevét viselő Djabe album anyagától egészen a 2014-es Forward-ig válogatnak számukra legkedvesebb kompozíciókból. Az előadás második részben pedig az akkor legfrissebb, 20 Dimensions című albumukat mutatják be.
A koncerten közreműködött jó néhány zenész barát is, akik az első húsz évben együtt dolgoztak a zenekarral. A Djabe akkori ötösfogatán kívül játszott még Gulli Briem dobon és ütőhangszereken, Muck Ferenc szaxofonon, Koós-Hutás Áron trombitán, Mótyán Tibor tablán, Karvaly Tibor hegedűn és furulyán, valamint megidézték Sipos Andrást is, videó- és hangfelvételről. A műsor érdekessége több olyan debütalbumos dal elhangzása volt, melyet még sosem adott elő a Djabe élőben.
A különleges előadást hangban és képben is rögzítették, egy későbbi kiadvány részére.

#### Djabe – 20 Dimensions, 2016
A Djabe zenekar 2016-os stúdióalbuma ismét a már megszokott újító szellemben készült. Az előzőhöz képest ezúttal inkább a zenekar akusztikus és fúziós vonala került előtérbe, újdonságként megfűszerezve némi modern elektronikával.
A 20 Dimensions CD 20 darabot, azaz 20 dimenziót tartalmaz, melyek együttesen egy keretes szerkezetű koncept-albumot alkotnak. A lemez elején megfogalmazzák a lemez koncepcióját adó dimenziók alapvetéseit, a záró tétel pedig filozofikus összefoglalása az elhangzottaknak és iránymutatás a folytatásra. A Barabás Tamás és Égerházi Attila által komponált szerzeményeket kilenc improvizáció (Transitions 1-9) köti össze. Ezeken az improvizációkon Malik Mansurov tar-, valamint Kovács Sára didgeridoo- és fuvolajátéka is élvezhető. Rajtuk kívül Steve Hackett gitáros, John Nugent és Ben Castle szaxofonosok, továbbá Mótyán Tibor tabla-művész játéka és Hans Peterson narrációja hallható még az albumon.

##### Djabe – 20 Dimensions Live, 2016
A 20 Dimensions élő bemutatójára 2016. április 1-én került sor a budapesti MOM Kulturális Központ színpadán, a Djabe 20 éves jubileumi koncertjének részeként, melynek egy órás szerkesztett verziója felkerült a 20 Dimensions DVD-Audio változatának bónusz korongjára, mint koncertfilm.

##### 20 Dimensions DVD-Audio
A DVD-Audio változaton High Resolution Audio formátumban sztereóban és surroundban is meghallgatható a 20 Dimensions album. 24/96 MLP 5.1 és 2.0, 24/96 LPCM valamint 24/48 DTS hangsávok közül lehet választani. A stúdiófelvételeket tartalmazó DVD-Audio lemez mellé ezúttal egy DVD-Video korong is került a csomagolásba
"Az értékteremtés és a minőségi hanghordozók mellett mélyen elkötelezett Djabe legénysége mára már rendkívül gyorsan, rutinosan és igényesen archiválja működését. A különleges kiadvány a tartalomhoz méltó exkluzív kivitelben, duplalemezes Super Jewel Boxban, fotókat és részletes információt tartalmazó kísérőfüzettel kiegészítve jelent meg... Mind a húsz trackhez, húsz szemet gyönyörködtető háttérkép jár; illetve, hogy akinek eddig még kimaradt, az a műsort követve, mindegy mellékesen, játszi könnyedséggel elsajátíthatja a bináris számrendszert is.
Az önálló DVD-Video korongon az élő változat élvezhető háromféle (24 bit/48 kHz 5.1 DTS surround, 5.1 Dolby Digital surround és 2.0 LPCM stereo) választható hangsávon. A koncertfilmre felkerült egy új tétel, az »Extra Dimensions« is, mely Barabás Tamás leírhatatlan hangulatú, különleges one-man produkciója.
A második korong extrái között megtalálható a 20 Dimensions háromperces promofilmje, valamint a Transition-öket aláfestésként felhasználó film, melyet Égerházi Attila a zenekar turnéi során rögzített Super8-as filmekből vágott össze. A régi filmes hangulatban sorrendben Thaiföld, Mongólia, az Amerikai Egyesült Államok, az Egyesült Arab Emírségek, Magyarország, a Szörénység, Szlovénia, Bosznia-Herczegovina és Hollandia különböző helyszínein láthatjuk a zenekart inspiráló tájakat és nevezetességet, illetve a Djabe tagjait és sztárvendégeit. Ez az összeállítás nem csak azért érdekes, mert bepillanthatunk a zenekar életébe a kulisszák mögé, hanem mert a kilenc Transition így egyben, egymás után is meghallgatható.” – Jozé, részlet Göbölyös N. László: ''Djabe – 20 év szabad hangjai'' című könyvéből

##### Djabe – 20 Dimensions Tour, 2016
2016 nyarán, június és július havában zajlott le a nyolcállomásos 20 Dimensions turné, mely két kontinens négy országának hat városát érintette. A körút európai szakasza a debreceni Sikk Klub-ban indult, majd a Budapest Jazz Club-ba érkezett. Ezután Szlovénia következett, ahol is a szabadságról (Djabe) elnevezett együttes Slovenj Gradec városának Szabadság terén (Trg Svobode) adott ünnepi koncertet, a szlovén szabadság ünnepen (Dan državnosti), vagyis a függetlenség kikiáltásának emléknapján, június 25-én. A tengerentúli öt állomás (New York, USA Antology és Xerox Auditorium, Rochester, USA Downtown Jazz Club, végül Edmonton, Kanada Chateau La Combre és Old Strathcona) az addigi formáció végét is jelentette, hiszen az észak-amerikai koncertek után a Kovács Ferenc és Kovács Zoltán kilépett a zenekarból, majd a nyár folyamán megkezdődött a zenekar újjászervezése.
A 20 Dimensions album és turné legfontosabb darabjai a jazz rockban gyökerező, lendületes Sensitive World, az ismét újabb érdekes ütőhangszert megszólaltató Klang Song, valamint a New Dimensions felállás által is előszeretettel játszott 4000 című kompozíció, melyben egyaránt megvan a Djabe védjegyszerű meditatív világa és a virtuóz basszusjátékra építkező kirobbanó energiája.

##### 20 Dimensions audiofil LP
Az ősz folyamán a 20 Dimensions album limitált kiadásban audiofil vinyl változatban is megjelent. Az 500 darab sorszámozott kiadvány két darab 180 grammos hófehér korongot tartalmaz, melynek préslemezeit analóg mesterszalagokról vágták. A dupla LP -a CD változathoz képest- egy bónusz felvételt is tartalmaz, melyet Égerházi Attila és Barabás Tamás ketten készítettek, címe: Changing Of Souls.
A dupla LP és a CD összevonásával, összecsomagolásával készült egy háromlemezes 20 Dimensions kiadvány-változat is.

##### 20 Dimensions műsoros- és mesterszalagok, 2021
Öt évvel a 20 Dimensions CD változata után, 2021. január 13-án az album megjelent negyedsávos műsoros magnószalagon, illetve félsávos mesterszalagon is rendelhető vált.

#### Göbölyös N. László – Djabe – 20 év szabad hangjai
2016 szeptemberében készült el a 20 év szabad hangjai című, a Djabe első 20 évét 344 oldalon bemutató keményfedeles könyv, Göbölyös N. László író, újságíró tollából, melynek minden példányát Égerházi Attila egyedileg, kézzel sorszámozta. Az exkluzív kivitelű impozáns kiadvány sajtótájékoztatójára 2016. október 26-án, a Columbus hajón, a New Dimensions felállás bemutatkozó koncertje előtt került sor.

A részben a szerző személyes élményein alapuló írás a kellő alapossággal mutatja be az első húsz év gazdag lemeztermését, a Djabe egykori és aktuális tagjait, vendégeit, az itthoni- és nemzetközi turnék részleteit. (E szócikk első háromnegyede is javarészt a GNL könyv közlésein alapul.)
"A közel 900 színes fotóval illusztrált könyvben megismerhetjük az együttes történetének mérföldköveit. A szerző megszólaltatja a zenekar tagjait is, akik saját történeteiken keresztül elevenítik fel az elmúlt húsz évet. Ennek révén eddig nem ismert részleteket tudhatunk meg a Djabéról, bepillanthatunk a kulisszák mögé. A zenekar összes albumát szakavatottan mutatja be Göbölyös N. László, aki egyúttal rengeteg releváns hazai és külföldi kritikát idéz az olvasónak az albumok és a turnék kapcsán. ... Göbölyös N. László író újságíróként, zenebarátként, rajongóként, barátként és útitársként szinte minden fontosabb mérföldkőnél jelen volt. Az események koronatanúja, a Djabe életművét behatóan ismerő szakértőként, avatott betűvetőként alapos, mégis könnyen áttekinthető és olvasmányos összefoglalót alkotott." – Jozé – részlet a GNL könyv fülszövegéből

### Az ötödik (és hatodik) Djabe felállás 2016-tól 2022-ig
2016. szeptember 26-án jelentették be hivatalosan, -többek között a honlapjukon is,- hogy az ősztől a Djabe új felállásban zenél tovább. A dobos, vokalista pozíciót Kaszás Péter (Al Di Meola World Sinfonia, Nalanda feat. Mike Mainieri, Török Ádám és a RABB, Gerendás Péter, Electric Jazz Force, Horgas Eszter, Free Style Chamber Orchestra), a billentyűs, vokoderes Nagy János (Fusio, Fortinbrass Kvintett, Kőszegi Imre Kvartett, Kőszegi Imre Kvintett, Borbély Műhely, 9:30, Monamo, In Line, European Mantra, Free Style Chamber Orchestra, Balkan Union, Hard Line Trio, Nagy János Trió), a fúvós (trombitás,szárnykürtös) posztot pedig Koós-Hutás Áron (Budapest Jazz Orchestra, Pannonia Allstars Ska Orchestra, Guca Partyzans Brass Band, E.T. Project) foglalta el.

#### Djabe – New Dimensions Update Live, 2016–2017
Az új felállás legelső koncertjére, melyből egyből lemezfelvétel is készült, 2016. október 26-án került sor, a Columbus Jazz Clubban, Budapesten. A Columbus hajón adott előadáson a zenekar egy "best of" jellegű műsort játszott átfogva a Djabe 21 éves repertoárját, bemutatva a megújult formáció által átgyúrt aktuális változatokat. A hangfelvétel 2017-ben jelent meg, négyféle formátumban: CD-n, LP-n, félsávos mester- és negyedsávos mesterszalagon. A New Dimensions Update Live című koncertalbum – a többi hordozónál eleve hosszabb játékidejű- CD változata rekordidő alatt fogyott el, így 2018-ban -kibővített borítóval- újra kiadásra került.
A bemutatkozó koncerten készült fekete-fehér koncertfilm egy részlete, az Awakenig City című dal 2019-ben felkerült az Overflow DVD extrái közé.

##### Djabe – New Dimensions Update Tour, 2016–2018
Az budapesti bemutatkozást követően új Djabe formáció bemutatkozó műsorát 2016-ban Baku (Azerbajdzsán, Baku Jazz Festival), Nagyvárad (Partium, Románia) és Léva (Felvidék, Szlovákia) színpadain mutatták még be.
A New Dimensions Update Turné 2017-es szakasza ismét Budapesten indult (Bakáts tér, Református Zenei Fesztivál), majd az év folyamán eljutott Szentpétervár (Oroszország, PetroJazz), Balle-Vale (Horvátország, Last Minute Open Jazz Festival), Maribor (Szlovénia, Satchmo Jazz Klub), Bansko (Bulgária, International Jazz Festival), Petrovac (Montenegro, Petrovac Jazz Fest), Szentes, Léva (Levicky Jarmok), Námesztó (Felvidék, Szlovákia, Orava Jazz Festival), Temesvár (Bánság, Románia, Temesvári Jazz Fesztivál) és Budapest (Budapest Jazz Club, Óbudai Bornapok) további színpadaira, fesztiváljaira.
A 2018-as esztendőt egy rendhagyó előadás, a Sipi Emlékest indította január 27-én. Majd New Dimensions Update Tour 2018. március 9-én ért véget, a felvidéki Nagyszombat (Szlovákia, Winter Jazz Fest) nemzetközi jazzfesztiválján.

#### Djabe with Steve Hackett & Gulli Briem – Life Is A Journey, 2016–2018
2016 nyarán Steve Hackett és Gulli Briem a Djabe zenészeivel, Égerházi Attilával, Barabás Tamással és Koós-Hutás Áronnal elutazott az Olaszországhoz tartozó Szardínia szigetre, ahol a több mint ezer éves Nostra Signora di Tergu templom szomszédságában alkalmi hangstúdiót rendeztek be, majd három napot közös zenéléssel kezdtek és fejeztek be. Az improvizatív felvételek szüneteiben pedig Szardínia szépségeiből és kultúrájából nyertek újabb ihletet és újabb inspirációt.

##### Djabe & Steve Hackett – Life Is A Journey – The Sardinia Tapes, 2016–2017
Az egyedi formáció 24 sávos analóg szalagra készült felvételeiből nagyjából négy óra hasznos anyag született. Ezeket már a következő hónapok folyamán, Budapesten dolgozta ki kész kompozíciókká Barabás Tamás, a Djabe basszusgitárosa, zeneszerzője, hangmérnöke. Így született meg a Life Is A Journey – The Sardinia Tapes című különleges stúdióalbum, mely újszerűségével elmosta a határokat a progresszív rock, a modern jazz és a kortárs világzene között. Meghatározásként leginkább az instrumentális progresszív zene kifejezés illik rá.
Az album végül 2017. október 6-án jelent meg, az angol Cherry Red Records kiadó, Esoteric Antenna labeljének gondozásában, digipak csomagolású CD+DVD formátumban. A CD mellé csomagolt DVD tartalmazza a Life Is A Journey – The Sardinia Tapes album teljes hanganyagát sztereó és surround változatban. A DVD-re extraként felkerült a Sardo Moments című dokumentumfilm a felvételekről, melyet a formáció tagjai készítettek. Valamint látható még egy rövid koncertfilm is, az It Is Never The Same Twice kvázi előzeteseként, melyet 2017. június 3-án vettek fel a Budapest Jazz Clubban. A dupla kiadványt a Marquee kiadó Japánban is piacra dobta.
A clear vinylre préselt dupla LP változatot, valamint a negyedsávos műsoros szalagot pedig a Gramyhez tartozó GR1993 Records adta ki, mindkét formátum esetében eltérő számsorrenddel.

##### Djabe with Steve Hackett & Gulli Briem – Summer Tour, 2017
2017 júniusában négy országot érintő önálló nyári turnét bonyolított le a Nagy Jánossal kibővült szardíniai formáció. A "Djabe with Steve Hackett & Gulli Briem" néven játszó hatosfogat a koncerteken nem – az akkoriban még mindig csak formálódó – Life Is A Journey album tételeit játszotta, hanem elsősorban Djabe, Steve Hackett és Genesis klasszikusokból állt a repertoár, valamint Gulli Briem hang-drum darabjából, illetve előadták még David Bowie, Pat Metheny és Lyle Mays örökzöldjének, a This Is Not America-nak "djabésített" változatát.
A Summer Tour 2017 néven futó egy hetes, hét állomásos sorozat sorrendben a következő állomásokat érintette: Debrecen Lovarda, Budapest Jazz Club, Losonc (Felvidék, Szlovákia) Synagogue, Szeged IH Rendezvényközpont, Brno (Csehország) Sono Centrum, Bécs (Ausztria) Reigen, Miskolc Ady Endre Művelődési Ház.

##### Djabe with Steve Hackett & Gulli Briem – It Is Never The Same Twice, 2017–2018
2018-ban kétféle kiadvány készült Steve, Gulli és a Djabe 2017-es nyári turnéjából, két hazai koncert felvételét felhasználva, a "nincs két egyforma előadás" jegyében. Az It Is Never The Same Twice című koncertalbum limitált, 500 példányszámban megjelent első verziója egy digipakba csomagolt CD+DVD. A CD-n a 2017. június 8-i miskolci koncertből készült élő album található, a DVD-n pedig a június 3-i budapesti előadás látható-hallható.
Az It Is Never The Same Twice második verziója egy szimpla CD, mely ezúttal a budapesti koncert szerkesztett hangfelvételét rejti magában. Mindkét variáció borító- és belső-fotói a Summer Tour 2017 egy harmadik állomásán, Brno-ban, a Sonoban készültek, június 6-án.
A koncertalbum lemezbemutató turnéjára 2018 júniusában került sor, mely három országot érintett, és egy 5+2 állomásos rendhagyó sorozat lett.

##### Djabe & Steve Hackett – Life Is A Journey – The Budapest Live Tapes
A Life Is A Journey – The Sardinia Tapes dalainak ősbemutatójára a hivatalos megjelenést megelőző napokban került sor, 2017. október 3-án a győri Richter Terem-ben, 4-én pedig a budapesti MOM Kulturális Központban. Az élő előadásokon ezúttal már a Steve Hackett és Gulli Briem mellett a megújult Djabe teljes felállását is tartalmazó héttagú formáció játszott.
A budapesti koncertet hangban és képben is rögzítették, mely felvételt Life Is A Journey – The Budapest Live Tapes címen jelent meg 2 CD+DVD formátumban 2018. szeptember 28-án. A négypaneles exkluzív digipak csomagolású kiadvány második CD-jét a 2018-as It Is Never The Same Twice Tour két felvétele (The Steppes, Distant Dance) egészíti ki, melyek Prágában és Kaposvárott készültek. A DVD pedig a két klipen (Life Is A Journey, Beams Over The Nulvi Mountains) túl tartalmazza még Tour Is A Journey című 2018-as videónaplót is, extraként.

##### Djabe & Steve Hackett – Life Is A Journey – The Budapest Live Tapes – audiophil LP
2018. november 6-án a koncert esszenciája 180 grammos vinyl lemezen is kiadásra kerül. A Life Is A Journey számai mellett egy-egy Djabe, Genesis és Steve Hackett kompozíció is felkerült a "solid gold" LP verzióra.

##### Djabe with Steve Hackett & Gulli Briem – Summer Tour, 2018 (It Is Never The Same Twice Tour, 2018)
2018 júniusában három ország hét városában adott koncertet a Djabe. Melyből az első öt állomáson Steve Hackett és Gulli Briem voltak a vendégek, az utolsó kettőn pedig kizárólag csak Gulli. Ennek megfelelően az első etapban az It Is Never The Same Twice album klasszikusai mellett öt állomáson (Prága (Csehország) Lucerna, Budapest Barba Negra Track, Bécs (Ausztria) Reigen Live, Sankt Veit an der Glan (Ausztria) Herzogburg, Verein Burgkultur, Kaposvár Vigasságok Tere – Somogyi Borfesztivál) elsősorban a Life Is A Journey – The Sardinia Tapes friss szerzeményei kerültek terítékre, míg a két utolsó helyszínen (Szeged IH Rendezvényközpont, Miskolc Kulturális Központ Ifjúsági Ház) a Flow album került inkább az előtérbe. Az egy hetes turné csúcsának a bécsi előadás bizonyult, melyen elképesztő energiák szabadultak el, a szokásosnál is invenciózusabb szólók és improvizációk mellett emlékezetes momentum Steve szájharmonikás blues variációja.

Az év folyamán It Is Never The Same Twice Tour változatban is használt nyári turné egyes részletei a 2018-ban napvilágot látott Life Is A Journey – The Budapest Live Tapes című koncertalbum extrái között kaptak helyet. 
"A dupla CD műsorának végén szereplő a két felvétel a It Is Never The Same Twice Tour során Prágában (The Steppes) és Kaposvárott (Distant Dance) került rögzítésre. Utóbbi érdekessége, hogy a Vigasságok Terén tartott rendkívül sikeres koncerten ismét előkerült a szájharmonika, így a bécsi közönség után a kaposvári publikum is feledhetetlen extra produkcióban részesült, melyek a koncertalbum bónuszaiként tétetnek közkincsé."
A DVD extrái között található Tour Is A Journey című dokumentumfilm-szerű zenés videónapoló pedig a prágai Lucerna, a budapesti Barba Negra Track, a bécsi Reigen Live, valamint az osztrák Sankt Veit an der Glan városában ékeskedő mesés Herzogburg kastély, továbbá a kaposvári Somogyi Borfesztivál színpadait hozza közelebb a rajongókhoz. 
"Bemutatva a koncerteket és azok precíz előkészületeit is. A hangbeállásokon készült felvételek a művészek elkötelezett munkáját hozzák emberközelbe, az éles előadásokon készült snittek pedig a nagyszerű hangulatot örökítették meg."
Később, a herzogburgi felvételek közül kettő (In That Quiet Earth, After Limoncello) felkerült a 2021-es The Journey Cotinues koncertalbum és koncertfilm extrái közé.
A Life Is A Journey korszak legfontosabb dalai a címadó, a Buzzy Island és az After Limoncello, melyek egyaránt hamar koncert-kedvencekké váltak.

#### Djabe – Flow, 2018–2019
2018 januárjában kezdődtek a 2016-ban megújult Djabe első önálló stúdióalbumának felvételei. A Flow című anyag május 15-én jelent meg, elsőként CD formátumban. Majd augusztus 27-én érkezett az LP verzió is. A nagyrészt Barabás Tamás által írt zenei anyag, illetve a szintén általa rögzített, kevert, maszterelt album részben megtartotta a Djabe muzsikájának korábbi jellemzőit, de sok új színnel is gazdagodott a zenekar hangzása. Kaszás Péter dobos képzett és jellegzetes énekhangja üdítően és frissen hat a Djabe világában.
A korongot szinte teljes egészében "New Dimension Update" felállás készítette, -Barabás Kitti a "White Bears" végén hallható rövid vokálját leszámítva – ezúttal semmilyen vendég nem működött közre. Ennek megfelelően a Flow az aktuális Djabe tagságra koncentrál, a koncerteken hallható alap formáció alap hangszereléséből indul ki, melynek végeredménye egy letisztult, egységes, jazz orientált album lett. A lemezen szólistaként Koós-Hutás Áron fúvós és Nagy János billentyűs, elsősorban a jazzben gyökerező, élményszámba menő játéka dominál. Szokás szerint Barabás Tamás is brillírozik a hangszerén, mikor az alaposan átgondolt kompozíciókban a basszusgitár szólisztikus szerephez jut. De talán most mégis érdekesebb a Barabás-Kaszás ritmusszekció kimagasló produkciója, mely a szó szoros értelmében véve új alapokra helyezte a Djabe zenéjét.
A Flow-val a Djabe ismét továbblépett. Az előző soralbumokhoz viszonyítva feltűnő, hogy szinte alig észlelhetők folkos vagy rockos elemek, keveset hallhatók az egzotikus ütőhangszerek, nincs hegedű, nincsenek szimfonikusok, nincsenek a "20 Dimensions"-ra jellemző modern elektronikus zenei alapok sem. Az összhatás mégis hamisítatlan Djabe. Köszönhetően elsősorban a Tamás által kifundált, konkrét személyekre szabott szólamoknak, melyek együttesen folyamatosan biztosítják a védjegyszerű Djabe élményt. Másodsorban pedig a Barabás-Égerházi szerzőpáros közös szerzeményeinek, amikkel megidézték a kezdeteket: az ős-Djabe gitárbontogatásra építő merengős, meditatív világát (Bubble Dreams), hallhatunk fesztivál-kedvenc, virtuóz basszusgitár-betétekkel fűszerezett populáris fúziós muzsikát (Turtle Trek), valamint egy track erejéig megtalálható a Flow albumon a pszichedelikus / progresszív rock hőskorából ihletet merítő súlyosabb, elvontabb zenei vonulat is (Curved Mirror). Szintén kiemelkedő a címadó dal, mely Tamás önálló szerzeményeinek egyike, és nem véletlen lett az album nyitó tétele is egyben. A Flow dal első hallásra akár könnyed liftzenének is tűnhet, de többszöri hallgatásra kiderül, hogy rengeteg finomságot rejt, melynek szolid arányai leginkább Pat Metheny vagy Mike Oldfield 1980-as években készült munkáit idézik.

##### Djabe – Flow sztereó lemezbemutató – Flow Live at the Budapest Jazz Club, 2018
A Flow album dupla lemezbemutatójára 2018. május 18-án és 19-én került sor, a Debreceni Egyetem Zeneművészeti Karán, a Liszt Teremben, valamint a Budapest Jazz Club színpadán. Utóbbi előadást hangban és képben is rögzítették. melynek részletei (Flow, Return To Somewhere, Another Dive, Curved Mirror) a Flow album szeptember 3-án megjelent DVD-audio változatának videó extrájaként láttak napvilágot.

##### Djabe – Flow Tour, 2018
A 2018-as júniusi It Is Never The Same Twice turné utolsó két állomásán, a szegedi és a miskolci előadásokon már előtérbe kerültek a Flow dalai, majd a világsztárokkal közös előadásokat követően a nyári jazz-fesztiválokon indult a Flow önálló turnéja. A Flow Tour 2018 folyamán elsőként július 20-án, a felvidéki Rimaszombat Városi Művelődési Központjának színpadán léptek fel, a Sobotsky Jazztival 2018 keretében. Majd Kapolcs következett, július 25-én a Művészetek Völgyében, a Harcsa Veronika Udvaron hangzott el a Flow anyaga. A helyszínen egy Harcsa Veronika Udvar című angklung-improvizációval is kedveskedtek a fiúk a művésznőnek. 2018. augusztus 3-án Székelyföldön, a csíkszeredai Mikó-vár udvarán játszott a Djabe, ahol a Dob-Ban Nemzetközi Ritmusfesztivál 2018 közönségének mutatták be nagy sikerrel a Flow albumot. A szeptemberi budapesti surround koncertet és egyben élő lemezfelvételt követően október 18-án a felvidéki Eperjes Fekete Sas Csarnokában tartott Jazz Presov 2018 nemzetközi jazzfesztivál headlinereként lépek színpadra, a szlovák Dama Jazz Project -növendékekkel közös- előadása, a lengyel Krzysztof Kobylinski Pearls koncertje, az amerikai Regina Carter és a szlovák AMC Trio Unit közös produkciója után.

##### Djabe & Gulli Briem – Overflow – Flow live in surround – Surround lemezbemutató MOMkult Jazz Club, 2018
A Flow album surround lemezbemutatójára, különleges térhatású koncertjére 2018. szeptember 18-án került sor a budapesti MOMkult színpadán. A Gulli Briem vendégszereplésével megvalósult speciális előadásra a zenekar teljesen körbeépítette hangtechnikával a nézőteret, mely által a közönség egy gigantikus, csúcsminőségű házimozi rendszer kellős közepén érezhette magát. A surround lemezbemutató koncert rögzítésre került, melynek anyagából 2019. március 10-én jelent meg Overflow – Flow live in surround címmel az első kiadvány, egy exkluzív digipak csomagolású CD+DVD. Melyet nem sokkal később követett a negyedsávos magnószalag verzió is. Az Overflow koncertalbum érdekessége, hogy mindhárom hanghordozó tracklistája némileg eltér egymástól.  
"A negyedsávos műsoros szalag a teljes koncertet tartalmazza egy kompozíció kivételével. A DVD-hez képest mindössze a Lava Lamp maradt le." – részlet a hivatalos sajtóanyagból
"Az elegáns, szemet gyönyörködtető hárompaneles digipak csomagolás egy CD-t és egy DVD-t tartalmaz. A CD-re felkerült a Flow album összes kompozíciója, valamint néhány további felvétel Gulli Briem közreműködésével. A DVD a koncert teljes anyagát tartalmazza, két felvonásban; a sztereó mellett természetesen surround hangsávval is.
A DVD-n extaként még megtekinthető az „Another Dive” screen filmje, valamint az „Awakening City” Columbus Jazz-hajón rögzített koncertfelvétele, mely a New Dimension Update formáció első fellépésén készült, 2016. október 26-án. A bónusz koncertfelvétel kiválóan szemlélteti, hogy milyen nagy utat tett meg az elmúlt időszakban a Djabe legénysége, hogy milyen magas fokra fejlesztették a régi-új tagok a már kezdetekkor is élményszámba menő közös muzsikálást." – részlet Jozé lemezajánlójából

##### Djabe – US Tour, 2018
2018. november végén, december elején öt koncertből álló négyállomásos USA turnét bonyolított le a Djabe legénysége, melynek műsora elsősorban az azévi Flow album anyagára épült. Égerházi Attiláék november 28-án a New York-i DROM színpadán, 29-én Baltimore-ban, a Motor House-ban, 30-án pedig a Washington D.C. városában található Ronald Reagan Center-ben léptek fel. A december 2-án esedékes atlantai előadásra akkora volt az érdeklődés, hogy elővételben minden jegy elkelt, így Barabásék dupláztak. Az est folyamán még egy extra koncertet is be kellett illeszteni a Velvet Note programjába. A Djabe 2018-as USA koncertkörútjának több állomásá n is jelen volt Szabó László, Magyarország akkori amerikai nagykövete, aki szitáron és gitáron működött közre.

##### Djabe & Muck Ferenc – Flow & Witchi Tai To Surround Tour, 2019
A 2019-es esztendő első három koncertje egy különleges miniturné keretében valósult meg. Az egykori Djabe-szaxofonos Muck Ferenc vendégszereplésével március 18-án a debreceni Vojtina Bábszínház színpadán, 19-én a hatvani Retro Klubban, 20-án pedig a fővárosi MOMkult színháztermében dupla surround lemezbemutató került sor, melyben az aktuális Flow album tételei mellett elhangoztak a 2018-ban újra kiadott Witchi Tai To kompozíciói is. Utóbbi dalaiban korabeli felvételekről látható és hallható volt még a néhai Sipos András Sipi ütőhangszeres-énekes is. A debreceni és budapesti előadások vendége az Édentől keletre című progresszív rock koncept-albumát bemutató Android együttes volt.

##### Djabe – Witchi Tai To Live, 2019
A MOM-ban kép- és hangfelvétel is készült, melyből 2022-ben jelentetett meg a Djabe kiadványokat. A digipak csomagolású CD+DVD 2022. március 3-án látott napvilágot, majd 2022. április 23-án, a Record Store Day keretén belül megjelent a vinil verzió, a Quality Vinyl Projects gondozásában. A CD az LP-hez képes 30 perccel hosszabb verzió, jelentős részben kiegészülve a Flow album szerzeményeivel. A CD mellé csomagolt DVD a teljes koncertet tartalmazza nagyfelbontású sztereó és surround hangzásban.

##### Djabe – Flow European Tour, 2019
Az önálló Flow turné 2019-es tavaszi-nyári szakasza március 30-án indult, a felvidéki Somorján, a Sup-Sup Music Club-ban. Ezt követően Ukrajnában, Lvivben léptek színpadra, az észak-amerikai turné közbeiktatását követően, június 30-án a Leopolis International Jazz Festival-on. A koncert felvételéből két track (Witchi Tai To, The Lost Card) felkerült videó-extraként a 2020-as The Magic Stag album DVD-változatára.
2019. július 17-én a Campus Fesztiválon mutatták be a Flow Show elnevezésű programjukon a 2018-as Flow album kompozícióit. A debreceni fellépés speciális vendége Dr. Szabó László volt, aki gitáron és szitáron működött közre.
Az őszi előadássorozat szeptember 27-én indult, a közbeiktatott Djabe & Steve Hackett koncertkörutat követően a felvidéki Vágújhelyen, a Blue Note Jazz & Music Club-ban. Október 26-án és 27-én a 20. HiFi Show keretében a Budapest Hilton City Tokaj termeiben mutatta be hanglemezeit a Djabe (köztük a Táncolnak a kazlak 3LP-s újrakiadását). A lemezbemutatókat koncertblokkok váltották, melyben a Flow album dalai is felcsendültek. November 9-én a Budapest Jazz Club színpadán adtak speciális tematikus koncertet, Muck Ferenc vendégszereplésével, négy albumot (köztük a Flow-t) is bemutatva. Ezt az A38 színpadán adott fellépés követte, november 27-én a Simon Phillips' Protocol előzenekaraként. Az őszre tervezett ipolysági koncert elmaradt.

##### Djabe – North American Tour, 2019
2019 júniusában a Djabe ismét átrepülte az óceánt, és nyolc koncertet adott öt észak-amerikai helyszínen, melyek műsora szintén a 2018-as Flow album anyagára épült. A North American Tour '19 elnevezésű sorozat az Amerikai Egyesült Államokban indult június 21-én, az An Die Misic Live-ban. A nagy érdeklődésre való tekintettel Baltimore legjobb jazz klubjában aznap két előadást kellett tartani.
Június 22-én Washington DC következett, ahol is a Kennedy Center színpadán adtak koncertet, Szabó László nagykövet vendégszereplésével. A koncert felvételéből két track (Bubble Dreams, Deep Lights) felkerült videó-extraként a 2020-as The Magic Stag album DVD-változatára. Egy további (White Bears) pedig a "The Journey Continues" koncertvideó 2021-es DVD-verziójának extrája.
Másnap, 23-án ismét újabb helyszín, az atlantai Venkman's színpadán mutatták be a Flow kompozícióit. 2019. június 24-én a Djabe együttes más nyolcadszorra tért vissza a Rochester International Jazz Festival-ra, ahol szintén két koncertet adtak.
A 2019-es North American Tour záró állomása Kanadában volt, június 26-án az Edmonton International Jazz Festival-on, ahol a két egymást követő koncertjükön teljesen eltérő programot adtak elő, nagyobb teret engedve a korábbi klasszikusoknak.

##### Djabe – Live in Edmonton
2020. március 19-én jelent meg a Djabe Live in Edmonton című dupla koncertalbuma dupla CD-n. A zenekar egybehangzó véleménye szerint a North American Tour '19 állomásai közül az edmontoni fellépés sikerült a legjobban, ezért elhatározták, hogy az ott készült felvételeket megjelentetik. A Djabe két, különböző számokból álló, teljes koncertet is adott, melyek két CD-n teljes hosszúságukban kiadásra kerültek.

A dupla LP változat pedig szeptember 29-én érkezett, melyen a két koncert szerkesztett változata hallható, a CD-kiadástól eltérő dalsorrendben.
“Live in Edmonton” bizonyítja hogy a Djabe miért az első számú fúziós zenekar Magyarországon. A nyitószámtól kezdődően a hallgató egy nagyon jól kidolgozott koncertfelvételt kap, nagyszerű hangszeres játékot izgalmas hangszerelésekkel és energikus szólókkal. Nagyon üdítő ilyen erős és minőségi koncertfelvételt hallgatni, úgy, ahogy az akkor elhangzott. A Djabe többször is fellépett Edmontonban mindig világszínvonalú fúziós zenét játszva. A közönség nem csak elégedett volt, hanem többet és többet szeretett volna kapni. Gratulálok a legutóbbi kiadványhoz, egy újabb ékes adalék a nagyon impozáns Djabe katalógushoz, ami bizonyítja, hogy napjaink egyik legjobb fúziós zenekara a világon.” – Kent Sangster, Executive and Artistic Producer Edmonton International Jazz Festival

#### Djabe & Steve Hackett – Back To Sardinia / The Journey Countinues, 2019
2019 júliusában a zenészek visszatértek Szardíniára, és elkészítették a folytatást. Ezúttal négy napon át tartottak a felvételek. Az első lemez nyugodt, kicsit meditáló hangzása megmaradt, de a zenei összkép színesebb lett.

##### Djabe & Steve Hackett – The Journey Countinues Tour, 2019
2019. július 30. és augusztus 3. között zajlott le a Djabe és Steve Hackett immár szokásos közös nyári turnéja. A The Journey Contiunes Tour címen futó sorozat a Budapest Jazz Clubban indult, ahol viszont olyan gyorsan elfogytak a jegyek, hogy július 30-ára egy előadást is meghirdettek. Utóbbit egészen eltérő műsorral, ráadásul a legendás Genesis-gitároson túl Muck Ferenc szaxofonos és Dr. Szabó László szitáros extra vendégszereplésével. A koncert felvételéből három track (Gallop, Coffee Break, Power Of Wings) felkerült videó-extraként a 2020-as The Magic Stag album DVD-változatára.
Az egész héten át tartó esős időszak következtében a tervezett szabadtéri állomásokat törölni kellett, így a július 31-én Alamócra (Olomouc, Csehország) és az augusztus 2-án Balatonlellére tervezett fellépések elmaradtak.
Augusztus 1-én és 3-án viszont rendben lezajlottak a fedett helyszíneken (Miskolc, Ady Endre Művelődési Ház és Nyíregyháza, Váci Mihály Kulturális Központ). A 2019-ben is folytatódó közös zenei utazás állomásain kép- illetve hang-felvétel is készült, melyekből ismét újabb kiadványokat terveznek a művészek.

##### Djabe & Steve Hackett – The Journey Countinues
2021. május 28-án jelent meg a Djabe & Steve Hackett formáció „The Journey Continues” albuma. Az azonos című turné 2019-es nyíregyházi állomásán rögzített kép- és hanganyag elsőként dupla CD+DVD formátumban került a boltok polcaira; extrákkal, valamint 24 oldalas, tartalmas booklettel kiegészítve. A 2CD/DVD kiadvány a Cherry Red Records angol kiadó Esoteric Antenna labeljének gondozásában került terjesztésre világszerte. A DVD sztereo és 5.1-es DTS hangsávot is tartalmaz, valamint bónusz koncertvideókat és fotógalériát a 2019-es turnéról. Az anyag esszenciáját tartalmazó dupla LP változat a Quality Vinyl Projects jóvoltából került piacra. Melyet a GR1993 Records negyedsávos műsoros magnószalagja követett, az audiofil közönség igényeire is gondolva.

##### Djabe & Steve Hackett – Back To Sardinia, 2019
2019. december 6-án jelent meg a Djabe és Steve Hackett második közös stúdióalbuma, ismét a Cherry Red Records kiadó Esoteric Antenna labelje alatt, ismét digipak csomagolású CD+DVD formátumban. A CD mellé csomagolt DVD tartalmazza a Back To Sardinia album teljes hanganyagát sztereó és surround változatban. A DVD-re extraként felkerült a When The Film Is Rolling című werkfilm a felvételekről. Valamint látható még egy részlet az Overflow – Flow Live in surround koncertfilmből, továbbá két élő felvétel (In That Quiet Earth, Castelsardo At Night ), melyet 2019. július 30-án rögzítettek a Budapest Jazz Clubban.
A dupla LP változatot, valamint a negyedsávos magnószalagot pedig a Gramyhez tartozó GR1993 Records adta ki.
A Back To Sardinia lemez az elődjéhez hasonlóan született. Előbb a Djabe teljes legénysége elutazott Szardínia szigetére és négy napot improvizációkkal töltöttek, majd ezt követték Steve Hackett felvételei, aki rágitározott az így kialakult, de még nem végleges zenei alapokra. A felvételeket első körben Kaszás Péter – dobok, ütőhangszerek, ének; Nagy János – billentyűs hangszerek; Koós-Hutás Áron- trombita, szárnykürt; Barabás Tamás – basszusgitár, gitár és Égerházi Attila – gitár, ütőhangszerek felállásban készítették. Ehhez jött hozzá, második körben Steve Hackett gitárjátéka, melyet Budapesten rögzítettek, szintén júliusban, az The Journey Countinues Tour című közös koncertkörútjuk első fellépéseit megelőzően.
Végül ezekből a sávokból állította össze Barabás Tamás a folytatást, aki kiindulási alapként ismét fogta a Szardínián felvett -nagyrészt improvizatív- anyagot, majd azt felhasználva és abból inspirálódva komponálta meg az egyes darabokat. Érdekesség, hogy a zárótételt a 2016-os, első felvételekből emelték be, így a 2019-es sessionből kimaradt Gulli Briem mégiscsak hallható egy korábban rögzített számban, mely tökéletesen illeszkedik a többi kompozícióhoz. A „Floatig Boat” névre keresztelt utolsó dal pedig nemcsak hangulatában, hanem minden egyéb tekintetben is tökéletesen összeköti a két Szardínia albumot.

#### 2020-as koncertek

##### Quality Vinyl Projects – QVP koncert, 2020
2020. első Djabe koncertjére a Budapest Jazz Clubban került sor január 18-án, egy rendhagyó előadássorozat keretében, az Android együttes és a Solati Music társaságában, mely a Quality Vinyl Projects kimagasló LP kiadványainak High End hangrendszereken történt bemutatói mellett élőben is bemutatta az azokon hallható dalokat. 
"A Quality Vinyl Projects az analóg lemezeinek kiváló minőségéről is ismert Djabe zenekar kiadójának, a Gramy-H Kft.-nek a szakmai koncepciója és szolgáltatása a zeneipar hazai szereplői részére.
A kiváló minőségű hanglemez előállításának sarokpontjai a tökéletes hangzású analóg vagy nagyfelbontású digitális maszter, a csúcsminőségű lemezvágás és az első osztályú préselés. A QVP lényege, hogy kizárólag kiváló minőségű maszterek felhasználásával, Európa legjobb vágó műhelyeiben készített mesterlemezekről, a kontinens legjobb minőségben dolgozó gyárában, a holland Record Industryban készül a sorozatgyártás. A Quality Vinyl Projects minőségét a nemzetközileg elismert Djabe kiadványok fémjelezték eddig, de mostantól más zenekarok számára is elérhető a szolgáltatás a felvétel készítésétől, a keverésen és az analóg maszteren át, a vágás és gyártás minden fázisáig.
A QVP 2019 szeptemberében lépett piacra. A Djabe Táncolnak a kazlak tripla lemeze mellett forgalomba hozták a progresszív rock kiváló hazai képviselőjének, az Android együttesnek az East of Eden Revisited albumát, és Tzumó Árpád Solati Music együttesének Debut című bemutatkozó korongját.
A Budapest Jazz Clubban rendezendő Quality Vinyl Projets napon a három együttes bemutatja az ősszel megjelent albumokat színpadon a koncertteremben, valamint félórában a koncertek között, csúcsminőségű High-End lemezjátszóval és hangrendszeren az étterem emeleti előadó termében. A berendezéseket a Gramy-H Kft partnere az Audiophil Szalon biztosítja. A lemezjátszós bemutatók keretében Égerházi Attila a QVP megálmodója beszámol az Abbey Road stúdióban és a Record Industry gyárban szerzett munkatapasztalatairól, a lemezvágás és gyártás műhelytitkairól.
A január 18-i program az Android lemezbemutató koncertjével, majd lemezbemutatójával kezdődik 17 órakor. Az Android lemezhallgatás után Égerházi Attila és Barabás Tamás bemutatja a Djabe Táncolnak a kazlak albumát, valamint legújabb Quality Vinyl Projects kiadványukat a Djabe & Steve Hackett: Back To Sardinia albumot. Ezután a Djabe koncertjét hallgathatjuk meg 19 órától, melyet a Solati lemez High-End bemutatója követ. A Solati Music zenekar 21 órai kezdéssel zárja a koncertek sorozatát és az estét." – részlet a QVP hivatalos sajtóanyagából 

##### Djabe – Visszatértünk, 2020
A koronavírus miatt júliusig minden tervezett belföldi koncert törlésre került, a külföldi turnéállomások pedig az egész évre vonatkozóan. A Djabe hazai visszatérő koncertje a Budapest Jazz Club színpadán volt, 2020. július 21-én, Szabó László (gitár, szitár) közreműködésével. A műsor elsősorban a nem sokkal korábban megjelent Live in Edmonton album anyagára épült, így felfogható lemezbemutató koncertnek is.

##### Djabe – Koncert a Columbus hajón, 2020
A koronavírus miatt augusztustól ismét minden hazai előadás törlésre került. Ezért a Djabe zenekar a Nemzeti Kulturális Alap támogatásával közönség nélküli koncertfelvételt készített a budapesti Columbus Hajón, 2020 augusztus 31-én. A felvétel a Hangfoglaló programban való részvétel keretein belül történt, mellyel a kapcsolódtak a #mertkelladal kampányhoz. Az internetre került előadás érdekessége, hogy a billentyűk mögött Nagy Márton Ábel látható-hallható, aki édesapját helyettesítette aznap.

##### Djabe – Raktárkoncert, 2020
A Djabe zenekar is meghívást nyert a hazai könnyűzenei ipar támogatására indított Raktárkoncert című koncertsorozatra. Az előadás felvételei 2020. november 3-án zajlottak, mely a mindigTV GO műsorába került.

##### Djabe25 – Flowers Stillness képeslaplemez
2022. március 1-én, a Djabe25 jubileumi koncertre időzítve megjelentettek egy képeslaplemezt, melyen a "Virágcsendélet" című szám 2020-as, Raktárkoncertes felvétele hallható, 45-ös fordulatszámmal. A képeslapon pedig Égerházi Imre "Virágcsendélet" című festménye látható. A gyönyörű szép vinyl postcard két oldalon nyomtatott borítékba került. Mindössze 15 sorszámozott darab készült, a zenekar minden tagjának aláírásával.

##### Djabe 25 – live stream koncert, 2020
A koronavírus miatt 2020-ban és 2021-ben nem került megrendezésre a 25 éves jubileumi előadás sem. Helyette 2020. november 29-én, a Budapest Jazz Clubban tartott „Válogatás az első 25 év jelentős kompozícióiból” című Djabe live stream koncerttel vigasztalódhattak a rajongók. 
"...a zenekar november 29-én este 6 órától a Budapest Jazz Clubban egyórás koncertet ad, melyet élőben követhetnek az érdeklődők a klub honlapján. A Djabe eddigi 25 éves pályafutásának jelentős kompozícióiból válogatott előadással készül." – részlet a hivatalos sajtóanyagból 

#### Djabe – The Magic Stag, 2020–2022
2019 januárja és 2020 júniusa között The Magic Stag címmel új stúdióalbumot készített a Djabe, melynek címadó dala a Csodaszarvas legenda feldolgozása. Az angol nyelvű szöveget Jo Hackett, Steve felesége írta. A Genesis legendás gitárosa, ezúttal nem csak, hogy hét dalban gitározik, a zenekar rendszeres speciális vendégeként, hanem narrátorként is hallhatjuk, a Csodaszarvas történet egyik előadójaként. A dalszöveg énekes részeiben Kaszás Pétert hallhatjuk, aki a The Magic Stag albumon már hagyományos dalokat is énekel, nemcsak minimális szövegrészeket, illetve vokális témákat, mint a korábbi Djabe lemezeken.
Szintén a visszatérő vendégek között hallhatjuk még Malik Masurov (tar), Kovács Sára (fuvola), Muck Ferenc (szaxofon), Karvaly Tibor (hegedű) játékát. Továbbá Rob Townsend (szaxofon), a Steve Hackett Band tagja, Szabó László (szitár, gitár), a Djabe koncertek gyakori vendége és Kozma Éva (koboz) működtek még közre. Illetve egy ismeretlen nevű csángó népdalénekesnő 1973-as archív felvétele is felhasználásra került.

A Magic Stag művészi koncepciója bizonyos tekintetben visszatérés a Táncolnak a kazlak albuméhoz, hiszen ezúttal is minden egyes dalhoz tartozik egy Égerházi Imre festmény, melyeket a CD+DVD, illetve 2LP verziók borítóin, illetve a DVD-Audio háttérképein lehet a zenehallgatás közben megcsodálni.
"A Djabe a magyarországi zenekarok közül egyedülálló módon 4 éven belül már az ötödik lemezét jelenteti meg Angliában. Ezúttal nem Djabe & Steve Hackett névvel adja ki az albumot az egész világon ismert Cherry Red Records, hanem az előadó kizárólag a Djabe. Ezzel óriási lépést tett előre az őt megillető pozíció kivívására a nemzetközi zenei életben.
A fentiek nem jelentik azt, hogy Steve ne szerepelne az albumon, hiszen az album koncepciója és a címadó dal szövege neki és feleségének köszönhető. A Hackett házaspárt és alkotó párost Égerházi Imre: Magyar mondák, legendák című festménye ihlette a The Magic Stag megírására. Barabás Tamás és Égerházi Attila teljes egyetértésben választották ki az albumban szereplő további festményeket, melyekhez az egyes szerzemények köthetők.
Az album 11 kompozíciót tartalmaz, melyből 9 zenéjét Barabás Tamás szerezte, egyet pedig közösen Égerházi Attilával. A lemez záró darabja, az Uncertain Time pedig Égerházi szerzeménye. Az alkotók között ott találjuk Pély Barnát is, aki a másik énekes dal, a Down By The Lakeside szövegét jegyzi." – részlet a hivatalos sajtóanyagból
A digipak csomagolású CD+DVD változat 2020. szeptember 25-én jelent meg, mint a Cherry Red Records kiadó Esoteric labeljének az első önálló Djabe kiadványa. A CD mellé csomagolt DVD tartalmazza a The Magic Stag album teljes hanganyagát sztereó és surround változatban. A DVD-re extraként felkerültek még részletek három korábbi koncertből (Live in Washington D.C. 2019. június 22.; Live in Lviv 2019. június 29.; Live in Budapest Jazz Club 2019. július 30.), illetve egy karanténvideó, a Lava Lamp 2020-as változata. Továbbá egy dokumentumfilm Égerházi Imre művészetéről és munkásságáról (The Unique Artistic World Of Imre Égerházi).

##### The Magic Stag műsoros- és mesterszalagok
Szintén szeptember 25-én került kiadásra negyedsávos magnószalagon és félsávos mesterszalagon a Gramy / GR1993 Records gondozásában.

##### The Magic Stag audiofil LP, 2021
2021. január 15-én a The Magic Stag album audiofil vinyl változatban is megjelent. A dupla LP -a CD, DVD és szalagos verziókhoz képest- két bónusz felvételt tartalmaz. A Sári's Dream című új stúdiófelvétel egyáltalán nem tűnik extrának, inkább az Uncertain Time szerves folytatásának, egyfajta kiterjesztett album befejezésnek. A Gallop élő felvétele pedig megegyezik a DVD-n szereplővel, mely a 2019-es BJC koncerten készült.
"...az LP változatra még elfért plusz két felvétel. A 12-ik szám a Sári’s Dream az Uncertain Time folytatásának tekinthető stúdió felvétel, melyen Steve Hackett kapta a főszerepet. A 13-ik track pedig egy 2019-es Djabe & Steve Hackett koncertfelvétel a Budapest Jazz Clubból, Égerházi Attila lassan 30 éves Vágta című kompozíciója." – részlet a hivatalos sajtóanyagból 
A vinil változat hivatalos bemutatására 2021. szeptember 11-én került sor Budapesten, a Pontoon közösségi térben a Hunyadi állóhajón, az 5. Independent Label Fair szakvásáron. A GR1993 Records teljes LP katalógusát felvonultató kiállításra az Audiophile Szalon biztosította a professzionális lehallgató rendszert, amin keresztül már a helyszínen meg lehetett ismerkedni a kiemelkedő minőségű QVP kiadvány hangzásával.

##### The Magic Stag Tour, 2021–2022
A pandémia miatt többször halasztott turné első etapja végül 2021 júniusában zajlott le: 2-án győri Vaskakas, 3-án a Debreceni Egyetem Liszt Ferenc terme, 4-én a miskolci Ady Endre Művelődési Ház, 5-én pedig a Budapest Jazz Club adott otthont a Magic Stag lemezbemutatóinak. A koncerteken vendégművészek színesítették a hangzást. Minden előadáson részt vett Karvaly Tibor hegedűn és Szabó László gitáron, szitáron. A győri állomáson a zenekarhoz társult még Dézsi Csaba András polgármester, aki angklungozott a többiekkel. Debrecenben, Miskolcon és Budapesten Muck Ferenc szaxofonos működött még közre. A BJC-beli programot pedig a Londonból közvetített Steve Hackett szöveges narrációja és gitárjátéka tette teljessé.
A turné július 18-án folytatódott a hegykői Tízforrás Fesztiválon, 21-én ismét Debrecen, újabb lemezbemutató, ezúttal a Campus Fesztiválon, majd 24-én folytatódott Olaszországban, a Lecco Jazz Festival 2021 szabadtéri színpadán. Augusztus 5-én ismét a BJC következett, Mucky és Szabó László élő, valamint Steve Hackett online közreműködésével. Két nappal később, 7-én a bécsi Porgy & Bess klubban ismét közreműködött Steve, mely alkalomból az ORF online tévéinterjút is készített. A 2021-es turné egyes állomásain, például a bécsi koncerten Nagy Márton Ábel helyettesítő billentyűs lépett fel a fiúkkal.
A turné 2022-re átcsúszott része a pandémia miatt többször is elhalasztott, csúsztatott előadásokból állt. 2022. április 23-án, Olaszországban, Velencében volt az év első Magic Stag lemezbemutató koncertje, a Centro Culturale Candiani színpadán. Április 29-én Marosvásárhely következett, ahol a Jazz & Blues Clubban léptek fel Oláh Gábor helyettes dobossal. A sorozat május 13-án zárult az érsekújvári Béke moziban, ahol a XVI. Jazz Blues Jamboree keretében mutatták be az albumot. Utóbbi koncerttel lezárult egy korszak, mert ez volt Nagy János billentyűs utolsó fellépése a Djabe tagjaként. Szeptember 18-án Romániában, Galatiban adtak koncertet, a Ro Danube International Jazz Festival keretében, a billentyűk mögött Nagy Ábellel.

#### Fm6/5 – Witchi Tai To Live, 2021
Az év végén, 2021. december 19-én Muck Ferenc tiszteletére rendhagyó koncertet adtak, Fm6/5 címmel. A BJC színpadán fellépett a Muck Éva Trió, a GroupenSaX és a Djabe. Utóbbi a "Witchi Talo To Live" album élő bemutatójával szórakoztatta a közönséget.

#### Djabe25 – 25 éves jubileumi koncert vendégelőadókkal, 2022
A pandémia miatt többször elhalasztott jubileumi koncertre végül 2022. március 1-én került sor a budapesti MOMkultban. A koncerten a zenekar átfogó képet adott az 1996–2000, a 2001–2016 és a 2017–2022 közötti mindhárom fontos korszakáról. Ebben a zenekar akkori felállása (Barabás Tamás, Égerházi Attila, Kaszás Péter, Koós-Hutás Áron, Nagy János) mellett a Djabe korábbi tagjai és vendégművészei (Muck Ferenc, Kovács Ferenc, Kovács Zoltán, Karvaly Tibor, Szabó László) is segítségükre voltak.

#### Jazz / Rock / Blues Fesztivál – mini turné, 2022
2022 márciusában három különböző stílusban játszó zenekar adott három közös koncertet, három városban. Március 18-án Aradon, a Klasszikus Színházban, március 25-én a Debreceni Egyetem Liszt Ferenc termében, majd 30-án a BJC színpadán játszott a Djabe, az Android és A.G Weinberger, azaz Weinberger Attila és zenekara. A mini turné aradi és debreceni állomásán Oláh Gábor dobos helyettesített.

#### Djabe & Steve Hackett – The Journey Countinues Tour, 2022
2022. augusztus 17 és 21 között zajlott a Djabe & Steve Hackett produkció 2022-es nyári turnéja. A 2019-es özönvízszerű esőzés, illetve a 2020-as és 2021-es pandémia és karanténintézkedések miatt elmaradt, majd évekig a görgetett koncerteken végül egy Barabás Tamás, Égerházi Attila, Steve Hackett, Koós-Hutás Áron, Nagy Ábel Márton, Oláh Gábor felállású zenekar lépett színpadra. Gábor helyettesítő dobosként vett részt a koncerteken, míg Ábel édesapját váltotta a billentyűk mögött. A koncertsorozat előtt, annak bevezetéseként augusztus 15-én Steve Hackett és a Gramy stábja ellátogatott a pilisvörösvári Teve sziklához, ahol a sziklás, vadregényes tájon klip készült a "The Magic Stag" című közös kompozíciójukhoz.
Az első pót-előadásra augusztus 17-én került sor Bécsben, a Porgy & Bess Jazz & Music Club színpadán. Aznap jelent meg a tíz évvel korábban szintén ott rögzített "Live at Porgy & Bess" című koncertalbum, műsoros kazetta formátumban. A dedikálással egybekötött különleges alkalmat az ORF stábja is rögzítette, miközben exkluzív interjúkat készítettek a művészekkel. Másnap, 18-án a Budapest Jazz Clubban adtak egymás után két, már elővételben teltházas koncertet. Augusztus 19-én a Debreceni Egyetem Liszt Ferenc termében léptek fel, az Android együttes társaságában. Augusztus 20-án a morvaországi Alamócban varázsolták el a publikumot. A Bounty Rock Club közönsége olyannyira ünnepelte a muzsikusokat, hogy extra ráadásszámra is sor került, egy blues improvizációra. Itt érdemes kiemelni, hogy a Steve a turné minden állomásán szájharmonikázott és ütőhangszereken, például bongón is játszott a gitározás és éneklés mellett. A 2022-es körút utolsó előadását a győri Richter Terem színpadán celebrálták, augusztus 19-én, melyen csatlakozott a csapathoz Romhányi Zoltán angklungon, aki ezen a turnén Steve gitártechnikusaként dolgozott. Valamint Dézsi Csaba András polgármester, aki gitáron és ütőhangszereken csatlakozott a koncertvégi örömzenéléshez. A Richter Teremben ismét elhangzott egy extra ráadás, ezúttal egy Győri bluest improvizáltak a srácok.

#### Djabe & Steve Hackett – Live in Győr
Égerházi Attila gitáros, ütőhangszeres, producer és stábja a 2022-es nyári turné összes állomását, mind a hat koncertet felvette hangban, melynek legjobb pillanataiból élő albumot terveznek összeállítani. A győri előadást pedig képben is rögzítették. Az anyagból ”Djabe & Steve Hackett: Live in Győr” címmel készült koncertfilm és koncertalbum, mely LP, illetve Blu-ray+2CD formátumban jelent meg.

### A hetedik és nyolcadik Djabe felállás 2022-től napjainkig[225]
2022. október 14-én újabb billentyűs-váltás történt, Bubenyák Zoltán érkezett a zenekarba. Így ősszel már vele kezdődtek a következő két Djabe stúdióalbum, az Art In Tone és a Before munkálatai.

## Tagok

### Jelenlegi tagok
- Égerházi Attila – gitár, ütőhangszerek (1995 – napjainkig)
- Barabás Tamás – basszusgitár, ütőhangszerek, vokál (1997 – napjainkig)
- Koós-Hutás Áron – trombita, szárnykürt, angklung (2016 – napjainkig)
- Kaszás Péter – dobok, ütőhangszerek, vokál (2016 – napjainkig)
- Bubenyák Zoltán – billentyűs hangszerek (2022 – napjainkig)
- Zana Zoltán – szaxofon, EWI (2024 – napjainkig)

### Korábbi tagok
- Sipos András (†2007) – ének, ütőhangszerek (1995 – 2007)
- Muck Ferenc – szaxofon, angklung (1997 – 2000)
- Banai Szilárd – dobok, ütőhangszerek (2000 – 2016)
- Kovács Zoltán – billentyűs hangszerek, angklung (2000 – 2016)
- Kovács Ferenc – trombita, szárnykürt, hegedű, ének, angklung (2001 – 2016)
- Tóth Viktor – altszaxofon, bambusz fuvola, angklung (2004 – 2005)
- Nagy János – billentyűs hangszerek, vocoder, angklung (2016 – 2022)
- Nagy Ábel Márton – billentyűs hangszerek, angklung (2022)

### Közreműködő- és vendégművészek
- Gesztelyi Nagy Judit – fuvola (Djabe 1996, Lay-O-Lay Ale Loya 1999, First Album Revisited 2021)
- Karvaly Tibor – billentyűs hangszerek, hegedű, furulya (Djabe 1996, Köszönjük, Sipi! 2007, The Magic Stag 2020, First Album Revisited 2021, Before 2022, Legacy 2023, Back To Győr 2024, Before Live 2024)
- Rácz Tamás – gitár (Djabe 1996, First Album Revisited 2021)
- Kovács Ferenc – trombita, hegedű (Djabe 1996, First Album Revisited 2021)
- Muck Ferenc – szaxofon (Djabe 1996, Visions 1997, 15th Anniversary Concert 2011, The Magic Stag 2020, First Album Revisited 2021, Witchi Tai To Live 2019 2022)
- Barabás Tamás – basszusgitár (Djabe 1996, Visions 1997, First Album Revisited 2021)
- Bakó Gábor – tánc, koreográfia (Live 1997 1998, Witchi Tai To Tour 1999, Sipi Emlékkoncert 2009, 15th Anniversary Concert 2011)
- Snétberger Ferenc – gitár (Witchi Tai To 1998)
- Szalóki Béla – szárnykürt (Witchi Tai To 1998)
- Herczeg Judit – ének (Witchi Tai To 1998, Lay-O-Lay Ale Loya 1999, Táncolnak a kazlak 2003, Köszönjük, Sipi! 2007, Down And Up 2012, Forward 2014)
- Ben Castle – tenor és szopránszaxofon, fuvola, basszusklarinét, angklung (Update 2001, Amit az Updateről még tudni lehet 2002, Flying 2002, Live in Slovakia 2002, Táncolnak a kazlak 2003, Gödöllő 2001 2004, Goes To Festivals 2005, Slices Of Life 2005, Köszönjük, Sipi! 2007, Take On 2008, 15th Anniversary Concert 2011, Update Turné – Szolnoki koncert 2001 2012, 20 Dimensions 2016)
- Saïd Tichiti – ének, gembri, karbakat, angklung (Update 2001, Unplugged At The New Orleans 2003, Sipi Emlékkoncert 2009, 15th Anniversary Concert 2011)
- Égerházi Imre (†2001) – próza (Táncolnak a kazlak 2003)
- Steve Hackett – gitár, ének, próza (Táncolnak a kazlak 2003, Erre táncolnak a kazlak 2003, Földkörüli utazás 2006, Sipi Emlékkoncert 2009, 15th Anniversary Concert 2011, In The Footsteps Of Attila And Genghis 2011, Summer Storms And Rocking Rivers 2013/2017, Down And Up 2012, Down And Up – Live In Budapest 2013, Forward 2014. Live In Blue 2015, 20 Dimensions 2016, Life Is A Journey – The Sardinia Tapes 2017, It Is Never The Same Twice 2018, Forward Live – Journey To The Palace Of Arts 2018, Life Is A Journey – The Budapest Live Tapes 2018, Back To Sardinia 2019, The Magic Stag 2020, First Album Revisited 2021, The Journey Continues 2021, Live At Porgy & Bess 2022, Before 2022, Art In Tone 2023, Carpet Crawlers 2023, Back To Győr 2024, When The Sound Turns Sweet 2024, Freya – Arctic Jam 2025)
- Szalai Péter – tabla (Táncolnak a kazlak 2003)
- Ruzicska Tamás – ütőhangszerek (Köszönjük, Sipi! 2007)
- Budai Sándor – hegedű (Take On 2008, Sipi Emlékkoncert 2009)
- Balogh Kálmán – cimbalom (Take On 2008, Sipi Emlékkoncert 2009, Down And Up 2012)
- John Nugent – tenorszaxofon (Take On 2008, Down And Up 2012, Forward 2014, Live In Blue 2014/2015, 20 Dimensions 2016)
- Malik Mansurov – tar, oud (Take On 2008, 15th Anniversary Concert 2011, Down And Up 2012, Forward 2014, 20 Dimensions 2016, Forward Live 2018, The Magic Stag 2020)
- Dresch Mihály – szaxofon (Sipi Emlékkoncert 2009, 15th Anniversary Concert 2011)
- Németh Ferenc – ének (Sipi Emlékkoncert 2009)
- Tóth Viktor – altszaxofon (15th Anniversary Concert 2011)
- Koós-Hutás Áron – trombita, szárnykürt, angklung (15th Anniversary Concert 2011, In The Footsteps Of Attila And Genghis 2011, First Album Revisited 2021)
- Tamás Péter – anglung (In The Footsteps Of Attila And Genghis 2011)
- Bede Péter – pásztorfurulya (Down And Up 2012)
- Veress Gábor – fuvola (Down And Up 2012)
- Roger King – billentyűs hangszerek (Down And Up 2012)
- Gulli Briem – hangdrum, handpan, ütőhangszerek, vokál, berimbau (Down And Up – Live In Budapest 2013, Forward 2014, Live In Blue 2014/2015, Life Is A Journey – The Sardinia Tapes 2017, It Is Never The Same Twice 2018, Life Is A Journey – The Budapest Live Tapes 2018, Overflow – Flow Live In Surround 2019, Back To Sardinia 2019, The Journey Continues 2021)
- Mótyán Tibor – tabla (Forward 2014, 20 Dimensions 2016, Forward Live 2018, First Album Revisited 2021)
- Kaszás Péter – vokál, dob (Forward 2014, First Album Revisited 2021)
- Égerházi Sára – csörgő, chimes, kalimba, csörgődob, djembe, kaparó, síp, próza (Forward 2014, The Magic Stag 2LP 2021)
- Ron Stackman – próza (Forward 2014)
- Kovács Sára – didzseridu, fuvola (Forward 2014, Live In Blue 2015, 20 Dimensions 2016, The Magic Stag 2020)
- Hans Peterson – próza (20 Dimensions 2016)
- Reményi József – karmester (Forward Live 2018)
- Barabás Kitti – vokál (Flow 2018)
- Rob Townsend – szaxofon (The Magic Stag 2020, Before 2022)
- Szabó László – szitár, gitár (The Magic Stag 2020, Before Live 2024)
- Kozma Éva – koboz (The Magic Stag 2020, Before 2022)
- ismeretlen csángó énekesnő – ének, 1973-as archív felvételről (The Magic Stag 2020)
- Nagy Ábel Márton – billentyűs hangszerek, angklung (Koncert a Colombus hajón 2020)
- Kovács Zoltán – billentyűs hangszerek (First Album Revisited 2021)
- Banai Szilárd – dobok (First Album Revisited 2021)
- Nagy János – billentyűs hangszerek (First Album Revisited 2021)
- Mesics György – hegedű (Before 2022)
- Oláh Gábor – dob (Live in Győr 2023)
- Dézsi Csaba András – angklung, percussion, gitár (Live in Győr 2023, Back To Győr 2024)
- Romhányi Zoltán – angklung (Live in Győr 2023)
- Chieli Minucci – gitár (Tour of Waterfalls 2025)
- Vermes Gábor – basszusgitár (eddig csak koncerten)
- Kirill Kyriev – zongora (eddig csak koncerten)
- Oleg Butman – dob (eddig csak koncerten)
- Natig Shirinov – nagara (eddig csak koncerten)
- Elvis Stanic – gitár, angklung (eddig csak koncerten)
- Joe Balogh – gitár (eddig csak koncerten)
- Vilém Spilka – gitár, angklung (eddig csak koncerten)
- Nemes Tibor – dob, angklung (eddig csak koncerten)
- Madaras Zsuzsa – angklung (eddig csak koncerten)

### Közreműködő zenekarok
- Echo vonósnégyes (Slices Of Life 2005)
- Budai Sándor prímás és cigányzenekara (Take On 2008)
- Miskolci Szimfonikus Zenekar (Forward 2014, Sheafs Are Dancing Live 2016, Live In Blue 2015, Forward Live 2018)

## Diszkográfia

### Stúdióalbumok
- Djabe – Djabe (1996)
  - 1996: CD (GR-004)
- Djabe special guest Ferenc Snétberger – Witchi Tai To (1998)  
  - 1998: LP – eltérő tracklista (GR-007-1)
  - 1998: MC – eltérő tracklista (GR-007-4)
  - 1998: 2CD – eltérő tracklista (GR-007)
  - 2014: DVD-Audio (GR-111)
  - 2015: 2CD+2DVD+deluxe mediabook (+ Witchi Tai To Live CD, élő 1997-1999; Live 1997 DVD; Witchi Tai To Tour DVD, élő 1998) (GR-111-5)
  - 2018: 2x12" – eltérő tracklista (GR-132-1)
- Djabe – Ly-O-Lay Ale Loya (1999) 
  - 1999: CD – eltérő tracklista (GR-018)
  - 1999: MC – eltérő tracklista (GR-018-4)
  - 2000: LP – eltérő tracklista (GR-018-1)
  - 2016: DVD-Audio (GR-120-3)
- Djabe – Update (2001)
  - 2001: MC (GR-025-4)
  - 2001: CD (GR-025)
  - 2012: DVD-Audio (GR-098)
  - 2012: DVD-Audio +DVD (+ Update turné – Szolnoki koncert élő 2001, + Duna TV koncert élő 2001, + Nagykanizsai Jazz Fesztivál élő 2001, + Pozsonyi Jazz Napok élő 2002) (GR-099)
  - 2019: 2x12" – eltérő tracklista (GR-135-1)
- Djabe – Táncolnak a Kazlak – Sheafs Are Dancing (2003)
  - 2003: CD+könyv (GR-039)
  - 2004: DVD-Audio (GR-039-DVDA)
  - 2016: 2CD+könyv (+ Sheafs Are Dancing – Live CD, élő 2003-2015) (GR-125)
  - 2019: 3x12" (+bónusz koncertfelvételek a 2007-es Sipi emlékkoncert – Sipi Benefit Concert kapcsolódó dalaiból) (GR-139)
- Djabe – Életképek – Slices of Life (2005)
  - 2005: CD (GR-063)
  - 2006: DVD-Audio (+ Live in New Orleans videó, élő 2004) (GR-063-EAD)
- Djabe – Take On (2008)
  - 2008: CD (GR-074)
  - 2008: DVD-audio (+ Debrecen Jazz Days 2007, élő 2007) (GR-077-DVDA)
- Djabe – Down And Up (2012)
  - 2012: 2LP(+Djabe special guest Steve Hackett extra side) (GR-100-1)
  - 2012: CD (+bonus video) (GR-100-2)
  - 2013: DVD-Audio (+bonus track) (GR-100-5)
- Djabe – Forward (2014)
  - 2014: CD (+bonus video) (GR-113)
  - 2014: 2LP (+bonus track, bonus CD) (GR-113-1)
  - 2014: DVD-Audio (+bonus track) (GR-113-5)
- Djabe – 20 Dimensions (2016)
  - 2016: CD (GR-121)
  - 2016: 2LP (+bonus track, bonus CD) (GR-124-1)
  - 2016: DVD-Audio+DVD (+ 20 Dimensions Live DVD, élő 2016) (GR-123)
  - 2021: Félsávos mesterszalag (GR-124-7)
  - 2021: Negyedsávos magnószalag (GR-124-5)
- Djabe & Steve Hackett – Life Is A Journey – The Sardinia Tapes (2017)
  - 2017: CD+DVD (+Live At Budapest Jazz Club film, élő 2017) (EANTCD21068) – eltérő trackista
  - 2017: 2LP (GR-128-1) – eltérő trackista
  - 2017: Negyedsávos magnószalag (GR-128-7) – eltérő trackista
  - 2023: Dupla félsávos mesterszalag (GR-128-?)
- Djabe – Flow (2018)
  - 2018: CD (GR-131)
  - 2018: LP (GR-131-1)
  - 2018: DVD-Audio (+Flow Live At Budapest Jazz Club film, élő 2018) (GR-131-3)
  - 2018: Félsávos mesterszalag (GR-131-4)
- Djabe & Steve Hackett – Back To Sardinia (2019)
  - 2019: CD+DVD (+Live At Budapest Jazz Club film, élő 2019) (EANTCD21081)
  - 2019: 2LP (GR-144-1)
  - 2019: Negyedsávos magnószalag (GR-144-3)
  - 2023: Dupla félsávos mesterszalag (GR-144-7)
- Djabe – The Magic Stag (2020)
  - 2020: CD+DVD (+Live In Washington D.C. film, élő 2019; +Live In Lviv film, élő 2019; +Live In Budapest film, élő 2019; +Quarantine video 2020) (EANTCD21085)
  - 2020: 2 x Félsávos mesterszalag (GR-146-4)
  - 2020: Negyedsávos magnószalag (GR-146-7)
  - 2021: 2LP (GR-146-1) – eltérő trackista
- Djabe – First Album Revisited (2021) (az első album újragondolt, újraszerkesztett és részben újrajátszott kompozíciói és egyéb kapcsolódó felvételek)
  - 2021: 2CD+DVD (GR-149) – eltérő trackista
  - 2021: LP (GR-149-1) – eltérő trackista
  - 2021: Félsávos mesterszalag (GR-149-7) – eltérő trackista
- Djabe – Before (2022) 
  - 2022: 2CD (GR-165-2)
  - 2023: DVD-Audio (GR-165-3)
  - 2023: Negyedsávos magnószalag (GR-165-6)
  - 2023: 2LP (GR-165-1)
- Djabe – Legacy (2023) (A 2007-ben készült "köszönjük, Sipi!" CD esszenciája, a 15. évfordulóra)
  - 2023: LP (GR-159-1)
  - 2023: Negyedsávos magnószalag (GR-159-6)
  - 2023: Félsávos mesterszalag (GR-159-7)
- Djabe – Art In Tone (2022)
  - 2023: 3LP+DVD (GR-164) (+benne foglaltatik a Sound Still Life – Live At The Budapest HIFI Show 2019 LP)
  - 2023: 2xSM900 (GR-164-7)
- Djabe & Steve Hackett – Freya – Arctic Jam (2024)
  - 2025: CD+BD (+Live At Dama Di, élő 2024, +Back To Győr filmrészlet, élő 2023, +Arctic Jam dokumentumfil, 2024) (EANTCD21110)
  - 2025: 2LP (+Live At Dama Di, élő 2024) (GR-176)
  - 2025: MC (GR-176-3)
  - 2025: Negyedsávos magnószalag (GR-176-6)
  - 2025: Félsávos mesterszalag (GR-176-7)

### Kislemezek, ritkaságok, kapcsolódó kiadványok
- Gesztelyi Nagy Judit – Karácsonyi Album (az album második felében Novus Jam felvételek hallhatók)
  - 1993: CD (GR-001)
- Novus Jam – Profiles – Profilok (1994)
  - 1994: MC (GR-002-4)
  - 1994: CD (GR-002)
- Novus – Debrecen – Élő (élő 1995)
  - 1995: MC (GR-003-4) – eltérő tracklista
  - 1996: CD (GR-003) – eltérő tracklista
- Muck Ferenc – Karácsonyi történetek (Mucky szólóalbuma, melyen Égerházi Attila és Sipos András is közreműködött két dalban.)
  - 1996: MC (GR-005-4)
  - 1996: CD (GR-005)
- Djabe – Visions (A Visions táncjáték és az Oriflame Önbizalmat ad reklámfilmjének zenéje)
  - 1997: MC (GR-006-4)
- Djabe – Enchanced (1998) (remixek)
  - 1998: maxi CD (+ Live 1997 video) (GR-007-5)
  - 2015: 2CD+2DVD+deluxe mediabook (GR-111-5)
- Oriflame – A szépség világa (válogatásalbum a Djabe, Herczeg Judit és Elisabeth Melander közreműködésével)
  - 1999: CD (GR-0014-5)
- Djabe – Lay-A-Loya (1999) (remixek)
  - 1999: maxi CD (GR-017)
- Kovács Ferenc – Magony (Kovács Feri első szólóalbuma, melynek néhány tétele bekerült a Djabe koncertprogramjába.)
  - 2001: CD (GR-024)
- Djabe – Mayombe (radio mix)
  - 2001: promo single CD (GR-026)
- D J A B Evolúció 1971>2002 (a Djabe tagok előző formációinak archív felvételei 1964-1996, illetve ritka Novus Jam és Djabe koncertfelvételek, élő 1995-2002)
  - 2002: klub #4 CD (GR-037)
- Gramy – Guide to Gramy Records (válogatásalbum a Djabe, Horgas Eszter, Johanna Beisteiner és Kovács Ferenc közreműködésével)
  - 2003: CD (GR-040)
- Djabe (sztárvendég: Steve Hackett) – Erre táncolnak a kazlak (rádió és club mixek)
  - 2003: maxi CD (GR-042)
- Kovács Ferenc – Magony Vonósok (Kovács Feri dupla szólóalbuma, melynek Magyar dalok című harmadik blokkjának egyik dalában a teljes Djabe legénység hallható.)
  - 2003: 2CD (GR-043)
- Kovács Ferenc – Tranzit (Kovács Feri szólóalbuma, melyen szerepel egy-egy Égerházi Attila, illetve Kovács Zoltán szerzemény is. A felvételeken a Djabe minden tagja hallható vendégként.)
  - 2005: CD (GR-056)
- Djabe – MALÉV – Földkörüli utazás a Djabe zenekarral
  - 2006: válogatás CD (GR-065)
- Djabe – Köszönjük, Sipi! (Válogatás Sipos András emlékére. Ritkaságok, remake-ek, korábban kiadatlan stúdió és koncertfelvételek 1995-2007)
  - 2007: CD (GR-073)
- Djabe – Sárika (radio edit)
  - 2008: promo single CD (GR-076)
- Best Of Jazz In Burghausen 2005 Vol. 2 (összeállítás a fesztivál tévéfelvételeiből a Djabe, valamnt Roy Hargrove & RH Factor, Arfi, Gregory Gaynair's Pimiento Express, McCoy Tyner Trio feat. Bobby Hutcherson, John Lee Hooker Jr. Blues Band, Lynne Arriale Trio és a The Big Chris Barber Band közreműködésével, élő 2005)
  - 2008: DVD (DMCHR 71703)[226]
- Steve Hackett – Out Of The Tunnel's Mouth (1999) (Az egyik dalban közreműködik Kovács Ferenc. A bónusz CD egy másik felvételén az egész Djabe tagság ankulgozik.)
  - 2009: CD (WWCD001)
  - 2010: 2LP (IOMLP 327)
  - 2010: 2CD (IOMSECD 327)
- Steve Hackett – Genesis Revisited II (2012) (Az egyik dalban közreműködik a Djabe együttes.)
  - 2012: 2CD (IOMCD 363)
  - 2012: 4LP+2CD (IOMLP 363)
- Steve Hackett – The Night Siren (2017) (Az egyik dalban közreműködik Kovács Ferenc.)
  - 2017: CD (IOMCD 475)
  - 2017: 2LP+CD (IOMLP 475)
  - 2017: CD+BD (IOMSECD 475)
- Djabe – Venezia (élő 2006)
  - 2022: képeslaplemez (GR-157)
- Djabe – Djabe25 – Flowers Stillness (élő 2020) 
  - 2022: képeslaplemez (GR-158)
- Panta Rhei 50 + Djabe 30 – From Debrecen with Love! (közös díszdoboz, benne a Panta Rhei 50 3LP, az Echoes from the Past CD, a Tour of Waterfalls 3LP és A csodaszarvas Debrecenben CD[227])
  - 2025: 6LP+2CD (GR-183)

### Koncertfelvételek
- Djabe – Witchi Tai To Tour (élő 1998)
  - 1999: VHS (GR-015-3)
  - 2015: 2CD+2DVD+deluxe mediabook (GR-111-5)
- Djabe – Tour 2000 (élő 2000)
  - 2000: CD (GR-021)
- Djabe – Újrajátszás (élő + stúdió 2001)
  - 2001: klub #1 CD (GR-023)
- Djabe – Archive 1993-2000 (Novus Jam és Djabe koncertválogatás + videóklip)
  - 2001: klub #2 VHS (GR-032)
- Djabe – Amit az Updateről még tudni lehet (demó + élő 2001)
  - 2002: klub #3 CD (GR-033)
- Djabe – Flying – Live In Concert (Update Tour 2001) (élő 2001)
  - 2002: DVD (GR-035)
- Djabe – Live In Slovakia (élő 2002)
  - 2003: klub #5 CD (GR-041)
- Djabe – Video archívum 2001-2002 (koncertválogatás)
  - 2003: klub #6 VHS ( GR-046)
- Djabe – Unplugged at the New Orleans (élő 2002)
  - 2003: 2CD (+ Vasas Csarnok videó, élő 2001) (GR-047)
- Djabe – Gödöllő (élő 2001)
  - 2004: klub #7 CD (GR-049)
  - 2014: CD (+bonus track) (GR-112)
- Djabe – New Orleans+ (élő 2002)
  - 2004: klub #8 CD (GR-053)
- Djabe – Goes to Festivals (stúdió + élő 2005)
  - 2005: CD (+ Pesti Vigadó videó, élő 2003) (GR-061)
- Djabe – Táncoltak a Kazlak – Sheafs Were Dancing (élő 2003)
  - 2006: 2DVD (GR-066)
- Djabe – Tájak (élő 2003)
  - 2006: mp3 (GR-067)
- Djabe – Message from the Road (élő 2006)
  - 2007: CD+DualDisc (+Videos from the Road, roadmovie 2006) (GR-071/72)
- Djabe special guest Steve Hackett – Sipi emlékkoncert – Sipi Benefit Concert (élő 2007)
  - 2009: 2CD (GR-080)
  - 2009: 2DVD (+ Live at the Nisville Jazz, élő 2007) (GR-081)
- Djabe special guest Steve Hackett – In the footsteps of Attila and Genghis (élő 2010)
  - 2011: 2CD (GR-094) – 2 bonus video (Nisville Jazz Festival – Serbia 2010 / Penang Island Jazz Festival – Malaysia 2008)
  - 2022: 2CD (GR-161) – 6 bonus audio track
- Djabe – Djabe 15 – 15th Anniversary Concert (élő 2010)
  - 2011: 2DVD (+ Az első 15 év, dokumentumfilm sok zenével 2011) (GR-096)
- Djabe – Élőképek – Slices of Live (Slices of Life Tour 2006) (élő 2006)
  - 2012: DVD (GR-102)
- Djabe special guest Steve Hackett – Summer Storms & Rocking Rivers (élő 2011)
  - 2013: 2LP (GR-107-01) – eltérő tracklista
- Djabe (special guest Steve Hackett) – Down And Up – Live in Budapest (élő 2012)
  - 2013: DVD (GR-109)
- Djabe with Steve Hackett, Gulli Briem and John Nugent – Live in Blue (élő 2011-2014)
  - 2015: LP (GR-116-1) – eltérő tracklista
  - 2015: 2CD (GR-116-2) – eltérő tracklista
  - 2015: Blu-ray Disc (+Live at the IBS, élő 2012; +Miskolc at the Művészetek Háza, élő 2013) (GR-116-5) – eltérő tracklista
  - 2016: DVD (+Live at the Blue Note, élő 2013) (GR-116-3) – eltérő tracklista
  - 2017: Félsávos mesterszalag (GR-116-6) – eltérő tracklista
  - 2017: Negyedsávos magnószalag (GR-116-7) – eltérő tracklista
  - 2021: LP (GR-152) – QVP edition
- Steve Hackett & Djabe – Summer Storms & Rocking Rivers (élő 2011)
  - 2017: CD+DVD (EANTCD21065) – eltérő tracklista
- Djabe – New Dimensions Update Live (élő 2016)
  - 2017: CD (GR-127) – eltérő tracklista
  - 2017: LP (GR-127-1) – eltérő tracklista
  - 2017: Félsávos mesterszalag (GR-127-6) – eltérő tracklista
  - 2017: Negyedsávos magnószalag (GR-127-7) – eltérő tracklista
  - 2018: CD (GR-127) – kibővített borító
- Djabe with Steve Hackett and Gulli Briem – It Is Never The Same Twice (élő 2017)
  - 2018: CD+DVD (GR-129) – eltérő tracklista
  - 2018: Negyedsávos mangószalag (GR-129-7)
  - 2018: CD (GR-133) – eltérő tracklista
  - 2020: CD (GR-133) – eltérő tracklista, újrakiadás
- Djabe and the Hungarian Symphony Orchestra Miskolc – Forward Live (élő 2015)
  - 2018: 2CD+DVD +DVD-Audio (+ Forward DVD-Audio, 2014, + Journey To The Palace Of Arts, dokumentumfilm sok zenével 2018) (GR-130)
  - 2018: 2LP (GR-130-1)
- Djabe & Steve Hackett – Life Is A Journey – The Budapest Live Tapes (élő 2017)
  - 2018: 2CD+DVD (+Tour Is A Journey videónapló, élő 2017) (EANTCD31071) – eltérő tracklista
  - 2018: LP (GR-134-1) – eltérő tracklista
- Djabe (special guest Gulli Briem) – Overflow – Flow Live in Surround (élő 2018)
  - 2019: CD+DVD (GR-136)
  - 2019: Negyedsávos magnószalag (GR-136-7)
- Djabe – Live in Edmonton (élő 2019)
  - 2020: 2CD (GR-145-2)
  - 2020: 2LP (GR-145-1) – eltérő tartalom
- Djabe & Steve Hackett – The Journey Continues (élő 2019)
  - 2021: 2CD+DVD (EANTCD31090) – eltérő tracklista
  - 2021: 2LP (GR-151) – eltérő tracklista
  - 2021: Negyedsávos magnószalag (GR-151-5)
- Djabe – Raktárkoncert 2020 (élő 2020)
  - 2022: DVD (promo)
- Djabe – Witchi Tai To Live 2019 (élő 2019)
  - 2022: CD+DVD (GR-155) – eltérő tracklista
  - 2022: LP (GR-151-1) – eltérő tracklista
- Djabe & Steve Hackett – Live At Porgy & Bess – Vienna, Austria, 3 April 2012 (élő 2012)
  - 2022: MC (GR-162)
- Djabe & Steve Hackett – Live In Győr (élő 2022)
  - 2023: DVD+2CD  (+The Journey Continues Tour 2022 videónapló, élő 2022 +Heartbeats Of Győr, videónapló 2022 + extra dalok, videóklipek) (EANTCD31094) – eltérő tracklista
  - 2023: LP (GR-166-1) – eltérő tracklista
- Djabe – Sound Still Life – Live At The Budapest HIFI Show 2019 (élő 2019)
  - 2023: LP (GR-139) – Az Art In Tone box set részeként
- Djabe & Steve Hackett – Carpet Crawlers (élő 2023)
  - 2023: 12" maxi single (GR-169) – eltérő tracklista
  - 2023: Félsávos mesterszalag (GR-169-7) – eltérő tracklista
- Djabe & Steve Hackett – Back To Győr (élő 2023)
  - 2024: 2LP+DVD (+Back To Győr dokumentumfilm 2023) (GR-172)
  - 2024: DVD (+Back To Győr dokumentumfilm 2023) (GR-172+5)
  - 2025: Félsávos mesterszalag (REVOX edition) – eltérő tracklista
- Djabe & Steve Hackett – When The Sound Turns Sweet (élő 2023)
  - 2024: 2CD (GR-174-2)
  - 2024: Dupla félsávos mesterszalag (GR-174-7)
  - 2024: Negyedsávos magnószalag (GR-174-6)
  - 2025: BD (GR-174-?)
- Djabe with Chieli Minucci – Tour Of Waterfalls (élő 2024)
  - 2025: 3LP (GR-179)
  - 2025: 2CD (GR-179-2)
  - 2025: BD (GR-179-5)
  - 2025: Dupla félsávos mesterszalag (GR-179-7)
- Djabe – A Csodaszarvas Debrecenben – The Magic Stag in Debrecen – Live (élő 2021)
  - 2025: CD (GR-182-2)
  - 2025: MC (GR-182-4)

## Díjak és jelölések
- Arany Zsiráf-díj (2000, nyert, Az év hazai jazz- vagy world music albuma) – A Witchi Tai To című albumért
- Arany Zsiráf-díj (2001, nyert, Az év hazai jazz- vagy world music albuma) – A Ly-O-Lay Ale Loya című albumért
- Arany Zsiráf-díj (2002, jelölés, Az év hazai jazz- vagy world music albuma) – Az Update című albumért
- eMeRTon-díj (2002, nyert, Az év világzenei előadója) – Elsősorban az Update című albumért
- Prince Award és Surround Music Award, Los Angeles, USA (2003, jelölés) – A Táncolnak a kazlak című albumért
- Fonogram – Magyar Zenei Díj (2004, jelölés, Az év hazai jazzalbuma) – A Táncolnak a kazlak című albumért
- Fonogram díj (2005, jelölés, Az év hazai world music albuma) – Az Unplugged At The New Orleans című albumért
- Fonogram díj (2007, jelölés, Az év hazai világzenei albuma) – Az Életképek című albumért
- Fonogram díj (2009, jelölés, Az év hazai zenei DVD-je) – A Take On című lemezért
- Fonogram díj (2019, jelölés, Az év hazai jazzalbuma) – A Flow című lemezért